# Ford Bronco
Ford Bronco es una línea de modelo de SUV (Vehículo utilitario deportivo, sport utility vehicle, en inglés), fabricado y comercializado por Ford, que se produjo desde el año 1966 hasta el año 1996, con cinco generaciones distintas.
Para el año 2021, se introdujo una sexta generación de la línea de modelos. La placa de identificación se ha utilizado en otros SUV Ford, a saber, el SUV compacto Bronco II de 1984-1990 y el crossover compacto Bronco Sport de 2021.
Originalmente desarrollado como un vehículo todoterreno compacto con su propio chasis, el Bronco inicialmente compitió contra el Jeep CJ-5 y el International Harvester Scout. 
Para 1978, Ford amplió el Bronco, convirtiéndolo en una versión de distancia entre ejes corta de la camioneta Ford F-100; el Bronco de tamaño completo compitió contra el Chevrolet K5 Blazer y el Dodge Ramcharger.
Luego de una disminución en la demanda de SUV grandes de dos puertas, Ford descontinuó el Bronco después del año modelo 1996, reemplazándolo con el Ford Expedition de cuatro puertas; seguido por el Ford Excursion más grande. 
Después de una pausa de 25 años, el Bronco de sexta generación ahora se ofrece como un SUV mediano de dos puertas por primera vez. También se ofrece como un SUV grande de cuatro puertas con una distancia entre ejes de 16 pulgadas (41 cm) más larga. Compite directamente con el Jeep Wrangler como convertible de dos y cuatro puertas (techo rígido).
De 1965 a 1996, Ford fabricó el Ford Bronco en su planta de camiones de Míchigan en Wayne, Míchigan, donde también fabricará la versión de sexta generación.

## Primera generación (1966-1977)
La idea detrás del Bronco comenzó con el gerente de producto de Ford, Donald N. Frey, a principios de la década de 1960 (quien también concibió el Ford Mustang Primera Generación) y fue diseñado por Paul G. Axelrad, con Lee Iacocca aprobando el modelo final para la producción en febrero de 1964, después de la Los primeros modelos de arcilla se construyeron a mediados de 1963. Desarrollado como un vehículo todoterreno (ORV), el Bronco fue pensado como un competidor para el Jeep CJ-5, el International Harvester Scout y el Toyota Land Cruiser J40. Hoy en día, un SUV compacto en términos de tamaño, el marketing de Ford muestra un ejemplo muy temprano de promoción de un todoterreno civil como un Sport Utility (la versión pickup de dos puertas).
Inicialmente vendiendo bien, luego de la introducción del Chevrolet K5 Blazer, Jeep Cherokee y del International Scout II (de 1969 a 1974), la demanda se desplazó hacia los SUV con mejor capacidad en carretera, lo que provocó una disminución en la demanda del Bronco.

### Chasis
El Bronco de primera generación se basa en un chasis desarrollado específicamente para la gama de modelos, que no comparte con ningún otro vehículo Ford o Lincoln-Mercury. Construido sobre una distancia entre ejes de 92 pulgadas (tamaño entre el CJ-5 y el Scout; solo una pulgada más corto que el último CJ-7), el Bronco usó una construcción de carrocería sobre bastidor de sección en caja.
Para simplificar la producción, todos los ejemplos se vendieron con tracción en las cuatro ruedas; una caja de transferencia Dana 20 de cambio sobre la marcha y los cubos de bloqueo eran estándar.
El eje trasero era un eje Ford de 9 pulgadas, con transmisión Hotchkiss y ballestas; el eje delantero era un Dana 30, reemplazado por un Dana 44 en 1971.
En contraste con los Twin I-Beams de las camionetas Ford más grandes, la Bronco usó brazos radiales para ubicar el eje delantero con resortes helicoidales, junto con una barra de seguimiento lateral, lo que permitió un radio de giro de 34 pies, un recorrido largo de las ruedas y una geometría antihundimiento (útil para quitar nieve).
Un sistema de suspensión de servicio más pesado era una opción, junto con resortes neumáticos delanteros.

### Tren motriz
En su lanzamiento en agosto de 1965, la Bronco se ofreció con un motor de seis cilindros en línea de 170 pulgadas cúbicas.
Derivado del Ford Falcon, el motor de 105 hp se modificó con levantaválvulas sólidos, un cárter de aceite de 6 litros (6 cuartos de galón), bomba de combustible de servicio pesado, filtro de aire en baño de aceite y carburador con un recipiente flotante compensado. contra la inclinación.
En marzo de 1966, se introdujo como opción un motor V8 de 289 pulgadas cúbicas y 200 hp.
Para el año modelo 1969, el 289 V8 se amplió a 302 pulgadas cúbicas, permaneciendo hasta el año modelo 1977. Para 1973, un seis cilindros en línea de 200 pulgadas cúbicas se convirtió en el motor estándar, ofrecido hasta 1977. Para reducir los costos de producción, en su lanzamiento, el Bronco se ofreció únicamente con una transmisión manual de columna de cambios de tres velocidades y una caja de cambios montada en el piso (con una transmisión montada en el piso que luego se convirtió en una modificación popular). En 1973, en respuesta a la demanda de los compradores, se ofreció como opción una transmisión automática de tres velocidades.

### Diseño del cuerpo
En un tema central de la Bronco de primera generación, el estilo estaba subordinado a la simplicidad y la economía, por lo que todo el vidrio era plano, los parachoques tenían secciones en C rectas y los revestimientos de las puertas izquierda y derecha eran simétricos (antes de la instalación del hardware de montaje de la puerta).
Para 1966, se ofrecieron tres configuraciones de carrocería Bronco, incluida una camioneta de dos puertas, una camioneta de media cabina y un convertible de carrocería abierta. Con un precio base de  2194 USD ($20055 USD de 2022), la Bronco incluía pocas comodidades de serie. Sin embargo, tanto Ford como sus concesionarios ofrecieron una gran cantidad de opciones, incluidos asientos delanteros individuales, un asiento tipo banco trasero, un tacómetro y una radio CB, así como elementos funcionales como una barra de remolque, un tanque de gasolina auxiliar, una toma de fuerza, un quitanieves, un cabrestante y una excavadora para postes. Los accesorios del mercado de accesorios incluían caravanas, unidades de sobremarcha y la variedad habitual de ruedas, neumáticos, chasis y piezas del motor para un mayor rendimiento.
Para 1967, Ford introdujo el paquete de opciones Sport para el vagón Bronco. El paquete Sport, que constaba principalmente de molduras exteriores cromadas y cubiertas de ruedas, se distinguía por las letras FORD en la parrilla pintadas de rojo.
Para 1970, el Bronco Sport se convirtió en un modelo independiente en lugar de un paquete opcional.
Para cumplir con las regulaciones federales, el Bronco se equipó con luces de marcha atrás y luces de posición laterales en 1967 y 1968, respectivamente. Después de luchar con las ventas, el Bronco convertible de carrocería abierta se retiró después del año modelo 1968.
Después de 1972, se retiró la media cabina Bronco; Junto con sus ventas más bajas en comparación con la camioneta, Ford había introducido la camioneta compacta Ford Courier más grande.
En una revisión menor, para 1977, las tapas del tanque de combustible montadas en el exterior se reemplazaron detrás de las puertas con bisagras (como en todas las demás camionetas Ford).

### Galería - Ford Bronco (1966-1977)

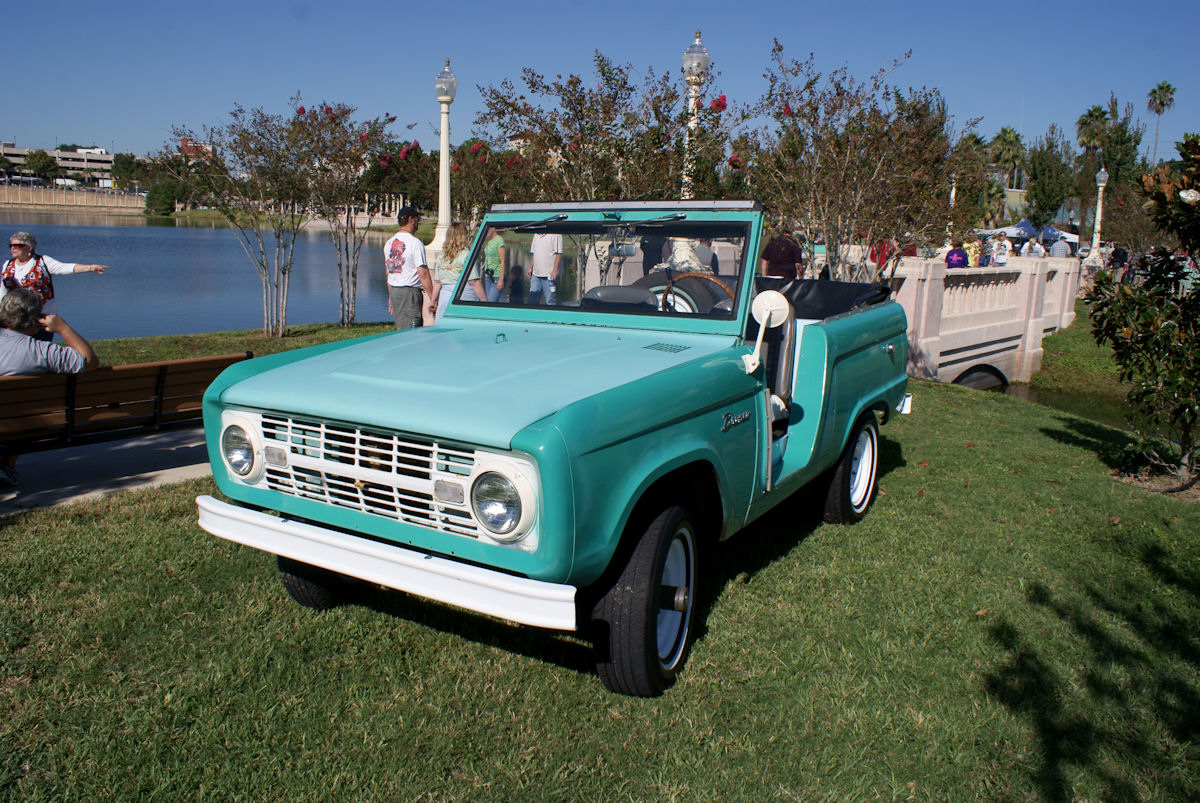
1966 Bronco convertible
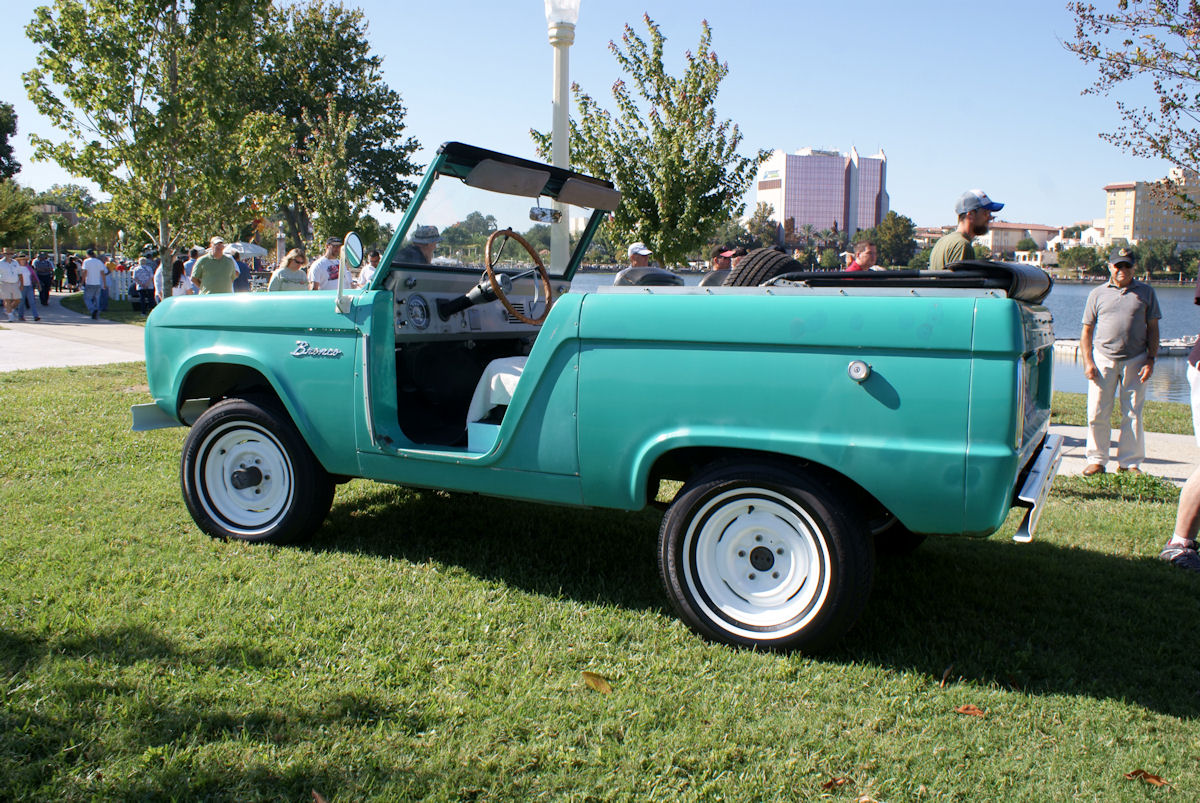
1966 Bronco convertible, lado izquierdo
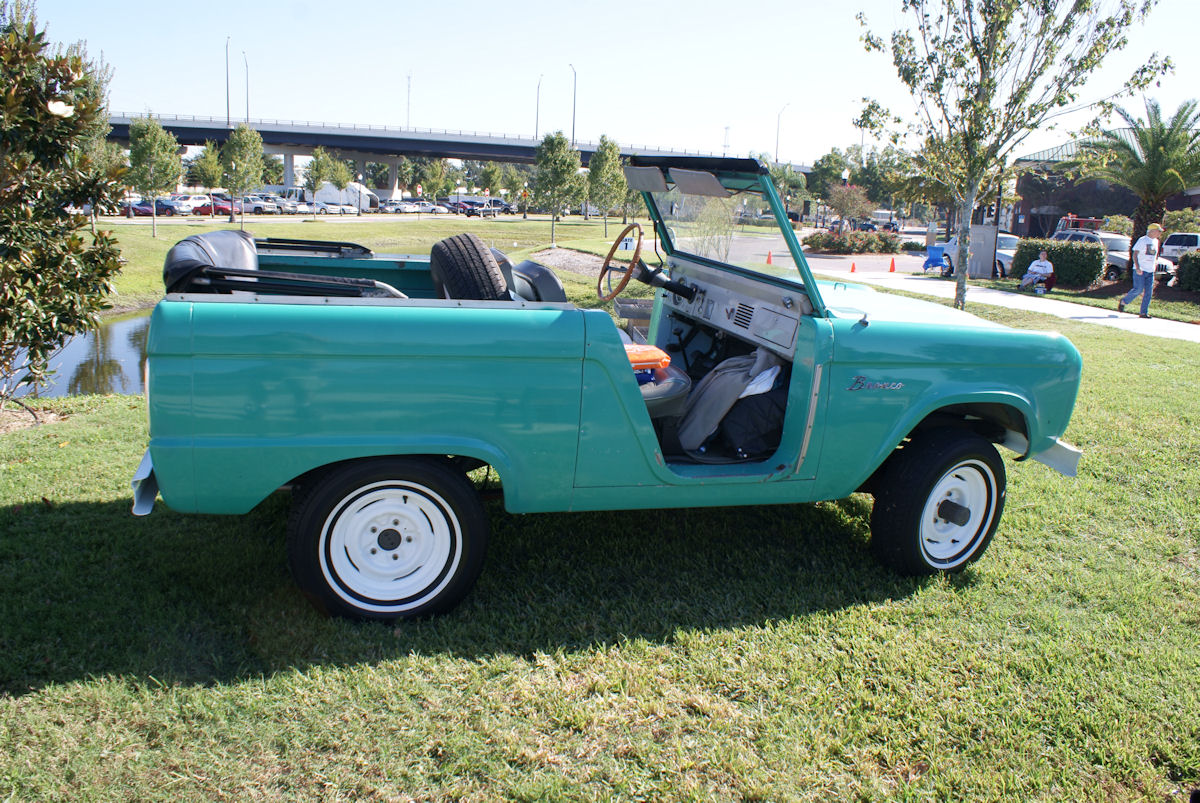
1966 Bronco convertible, lado derecho
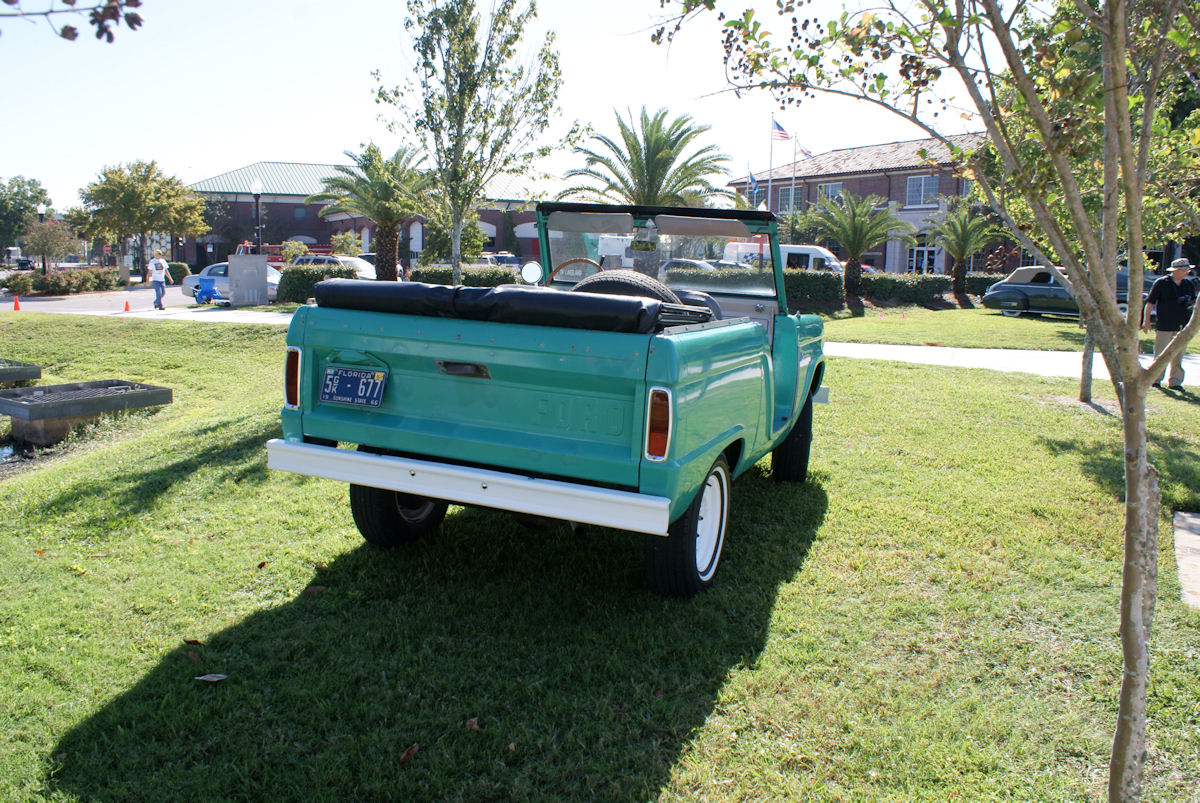
1966 Bronco convertible, lado trasero
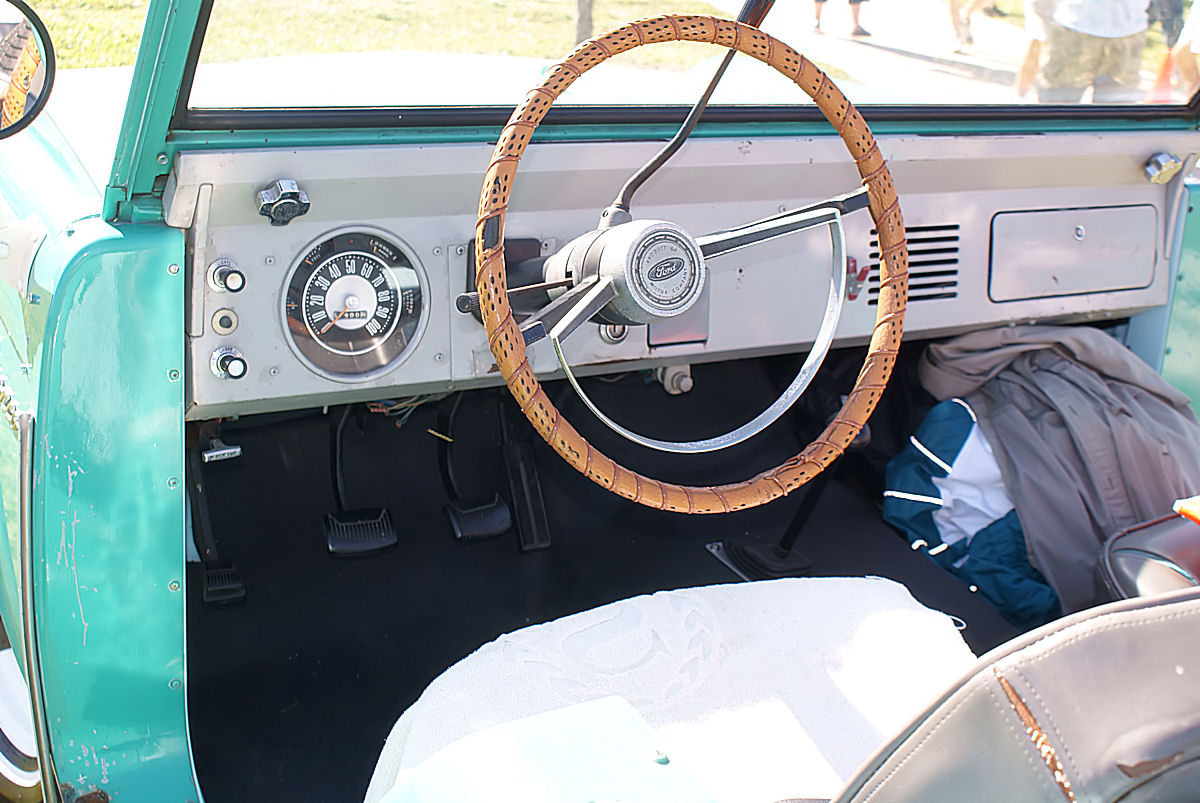
1966 Bronco convertible, panel de instrumentos
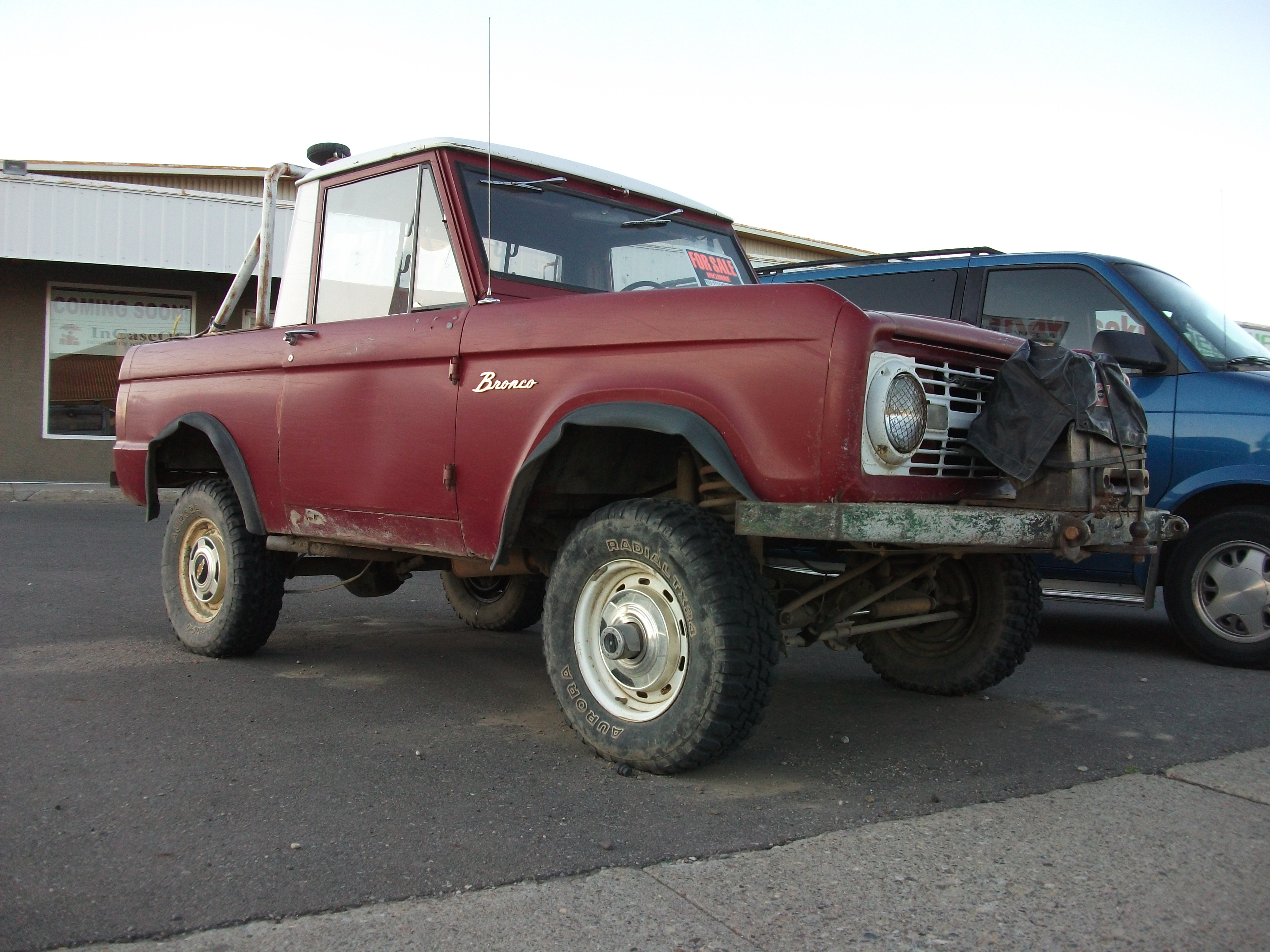
1966–1967 Ford Bronco pickup
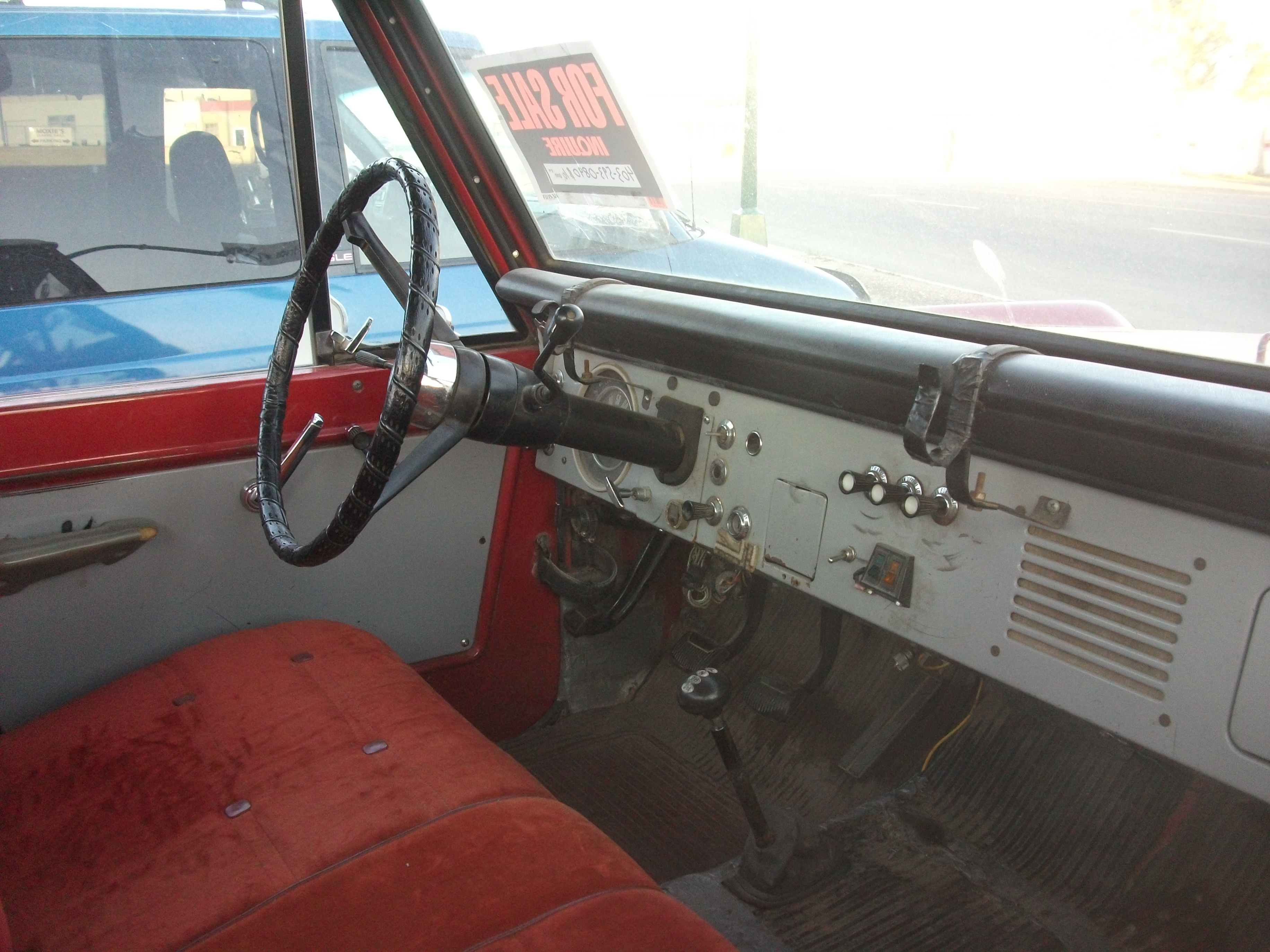
1966–1967 Ford Bronco pickup, interior
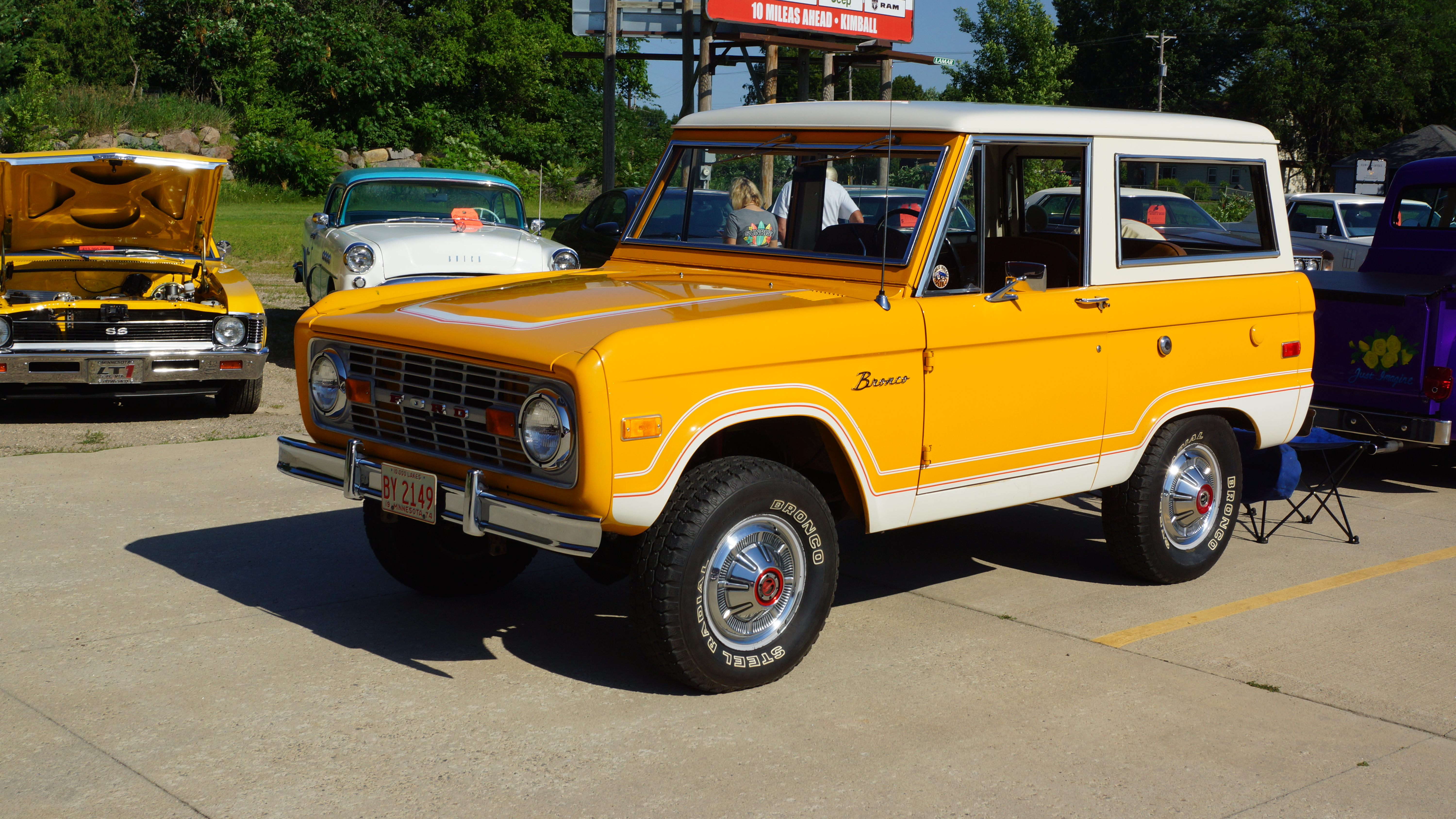
Ford Bronco Ranger wagon 1975
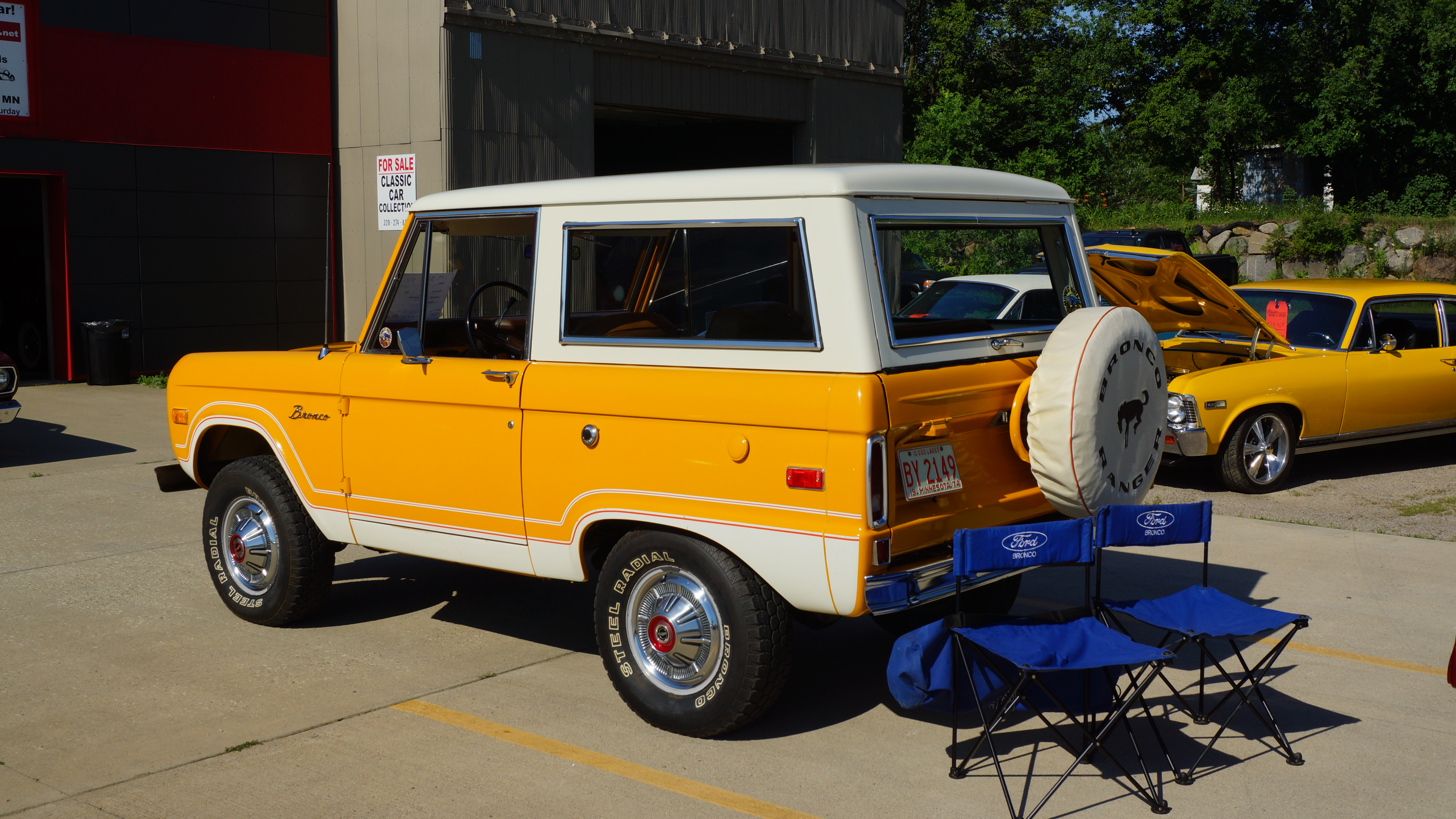
Ford Bronco Ranger wagon 1975, lado trasero

### Equipamiento
El Bronco desde 1980-1986 adoptó los mismos niveles de equipamiento que las camionetas (pickups) Ford F-Series. Luego de la introducción de la camioneta compacta Ford Ranger, se adoptó: Bronco (Base, reemplazando a Custom), Bronco XL y Bronco XLT.
En 1985, Ford agregó un paquete de equipamiento Eddie Bauer para el Bronco. Con un exterior de dos tonos del mismo color, el paquete de acabado presentaba un interior con temática exterior.

### Ventas
| 1980–1986 Producción del Ford Bronco | 1980–1986 Producción del Ford Bronco |
| Año                                  | Unidades                             |
| ------------------------------------ | ------------------------------------ |
| 1980                                 | 44.353                               |
| 1981                                 | 39.853                               |
| 1982                                 | 40.782                               |
| 1983                                 | 40.376                               |
| 1984                                 | 40.376                               |
| 1985                                 | 54.562                               |
| 1986                                 | 62.127                               |

### Carreras
En 1965, el constructor de autos de carrera Bill Stroppe reunió a un equipo de Broncos para una competencia todoterreno de larga distancia. En asociación con Holman-Moody, los Broncos de Stroppe/Holman/Moody (SHM) compitieron en Mint 400, Baja 500 y Mexican 1000 (más tarde llamada Baja 1000).
En 1969, SHM ingresó nuevamente a un equipo de seis Broncos en la Baja 1000. En 1971, se comercializó un paquete "Baja Bronco" a través de los concesionarios Ford, con dirección asistida de relación rápida, transmisión automática, guardabarros que cubren los neumáticos Gates Commando, un rollo barra, paragolpes reforzados, volante acolchado y pintura distintiva roja, blanca, azul y negra. Con un precio de US $ 5566, en comparación con el precio estándar V8 Bronco de $ 3665, solo se vendieron 650 en los próximos cuatro años.
En 1966, un auto divertido Bronco construido por Doug Nash para la pista de carreras de un cuarto de milla, terminó con bajo de los  segundos, pero las organizaciones sancionadoras lo dejaron de lado cuando se prohibieron las camionetas y los marcos de aluminio.

## Segunda generación (1978-1979)
Para el año modelo 1978, se introdujo el Bronco de segunda generación; para competir mejor con la Chevrolet K5 Blazer, la Dodge Ramcharger y la Jeep Cherokee, la Bronco ingresó al segmento de las SUV grandes.
En lugar de un chasis específico del modelo, el Bronco se adaptó directamente del Ford F-100, convirtiéndose en una versión abreviada del F-100 4x4.
Originalmente destinado a un lanzamiento en 1974, el Bronco de segunda generación (llamado Proyecto Shorthorn durante su desarrollo) se pospuso hasta 1978 en respuesta a preocupaciones de economía de combustible relacionadas con la crisis del combustible de 1973; el Bronco de segunda generación se lanzó a la venta después de que el desarrollo casi finalizó en su sucesor de 1980.
En un cambio notable de un período de reducción de personal en la industria automotriz estadounidense, el Bronco de segunda generación creció significativamente en tamaño, agregando 12 pulgadas de distancia entre ejes, aproximadamente 28 pulgadas de largo, 11 pulgadas de ancho y 4 pulgadas de alto; basado en la configuración del tren motriz, el Bronco ganó 1100 a 1600 libras de peso en vacío sobre su predecesor. 
El Bronco de segunda generación marca la introducción del diseño común con el Ford F-100 y retuvo el estilo de carrocería de techo rígido desmontable para la camioneta de tres puertas, aunque ahora solo con fibra de vidrio sobre el área del asiento trasero (y no una parte superior de acero de longitud completa), continuó hasta la retirada de la línea de modelos en 1996.
A pesar de su corto ciclo de producción (solo dos años), la Bronco de segunda generación resultó exitosa, superando a la Blazer y la Ramcharger en ventas por primera vez; la demanda inicial fue tan fuerte que los clientes esperaron varios meses para recibir los vehículos de los concesionarios.

### Chasis
La Ford Bronco de segunda generación, se basa en el chasis de la camioneta Ford F-100 (sexta generación de 1973 a 1979). Aproximadamente un pie más corto que el F-100 más corto, el Bronco tiene una distancia entre ejes de 104 pulgadas (12 pulgadas más largo que el Bronco anterior).
La Ford Bronco de segunda generación, todavía está equipado exclusivamente con tracción en las cuatro ruedas; un sistema de tiempo parcial era estándar con una caja de transferencia impulsada por engranajes New Process 205 con la opción de tracción en las cuatro ruedas permanente y un caja de transferencia accionada por engranajes New Process 203
La Ford Bronco de segunda generación, tiene un eje delantero Dana 44 con resortes helicoidales y un eje trasero Ford de 9 pulgadas con resortes de hojas (similar a los Broncos posteriores de primera generación).
Las Broncos de primera y segunda generación tienen suspensión delantera no independiente (eje delantero sólido).
La tercera generación y posteriores tienen el sistema de suspensión delantera independiente de viga de tracción doble Ford/Dana. Estos también se utilizaron más tarde en la gama Ford Transit 4x4. Se ofrecieron dos motores V8 diferentes para la Bronco de segunda generación: el 5.8L 351M y el 6.6L 400.
Si bien, ofrece prácticamente la misma salida de caballos de fuerza (HP), el 400 produjo una salida de torsión más alta que el 351M. Como el 460 V8 estaba restringido a las camionetas F-100 con tracción trasera, no se ofreció en el Bronco.
Para 1979, Ford agregó controles de emisiones a los motores de sus camionetas; la Bronco ganó un convertidor catalítico (entre otros equipos) en ambas configuraciones de motor.

### Cuerpo
Reemplazando las múltiples configuraciones de carrocería de la primera generación, la Bronco de segunda generación se ofreció únicamente como una camioneta de 3 puertas con techo rígido trasero desmontable. Durante su desarrollo como Project Shorthorn, un requisito central de Ford fue adoptar la carrocería de la F-100 con modificaciones mínimas. Al igual que con su chasis, la Bronco de segunda generación deriva gran parte de su carrocería de la línea de camionetas de la Serie F, compartiendo las puertas, la línea del techo delantero y la chapa, y el interior con la Serie F.
Conservando la carrocería familiar de su predecesor, los diseñadores de Ford cambiaron de un techo rígido de cuerpo entero (como en el Bronco anterior y en el Jeep CJ-7) a un techo rígido que se levanta desde atrás. los pilares B. Diseñada por Dick Nesbitt, la configuración logró una mayor similitud con la Ford F-100 (compartiendo las puertas y el estampado del techo superior); la atención se centró en minimizar las fugas alrededor de los sellos superiores (un problema relacionado con el diseño del techo rígido K5 Blazer de la época). 
En una configuración similar a la Ford LTD Country Squire, el vidrio de la ventana trasera se deslizó hacia la puerta trasera (a través de un interruptor montado en el tablero o usando la llave en el exterior), lo que permitió que la puerta trasera se plegara.
Coincidiendo con su similitud con la F-100, la Bronco de segunda generación introdujo características nuevas en la línea de modelos por primera vez, que incluyen aire acondicionado, radio y volante inclinable.
Si bien el interior de dos asientos siguió siendo estándar, el interior 11 pulgadas más ancho permitió un asiento de banco delantero para tres pasajeros; Con un asiento trasero plegable y removible, el Bronco se convirtió por primera vez en un vehículo para seis pasajeros.
Para 1979, el Bronco vio pocos cambios con respecto a los modelos de 1978. Junto con la Serie F, los faros delanteros rectangulares (introducidos en la versión Ranger de 1978) se convirtieron en estándar en todos los Broncos. En una revisión interior, los asientos delanteros tipo capitán se convirtieron en una opción.

### Equipamiento
Para el Bronco de segunda generación, la línea de modelos adoptó la misma nomenclatura de equipamiento que la Serie F. El Bronco Custom sirvió como modelo de equipamiento estándar con el Bronco Ranger XLT como equipamiento de nivel superior. Para 1978, al igual que con las camionetas de la serie F, las Customs estaban equipadas con faros delanteros redondos, mientras que las Ranger XLT tenían unidades rectangulares, que se convirtieron en estándar para todos los Broncos en 1979.
Durante 1978 y 1979, junto con Econoline, F-Series y Courier, Bronco se vendió con un paquete de opciones cosméticas "Free-Wheelin'" para las versiones Custom y Ranger XLT. Con franjas tricolores y molduras exteriores oscurecidas, el paquete presentaba franjas exteriores revisadas para 1979.

### Ventas
| 1978–1979 Ford Bronco producción | 1978–1979 Ford Bronco producción |
| Año                              | Unidades                         |
| -------------------------------- | -------------------------------- |
| 1978                             | 77917                            |
| 1979                             | 104038                           |

### Galería - Ford Bronco (1978-1980)

1978-1980 Ford Bronco
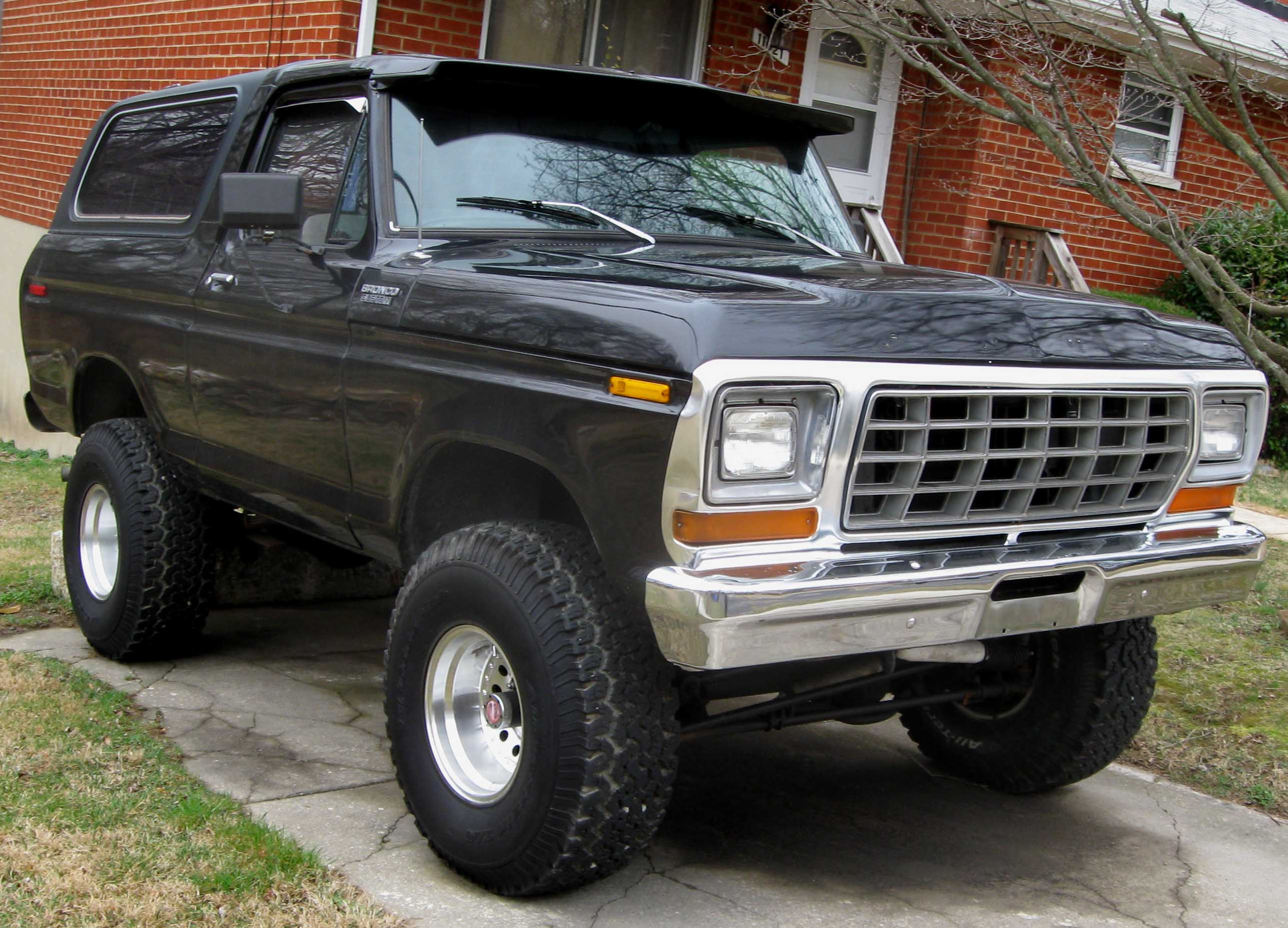
Ford Bronco 1978
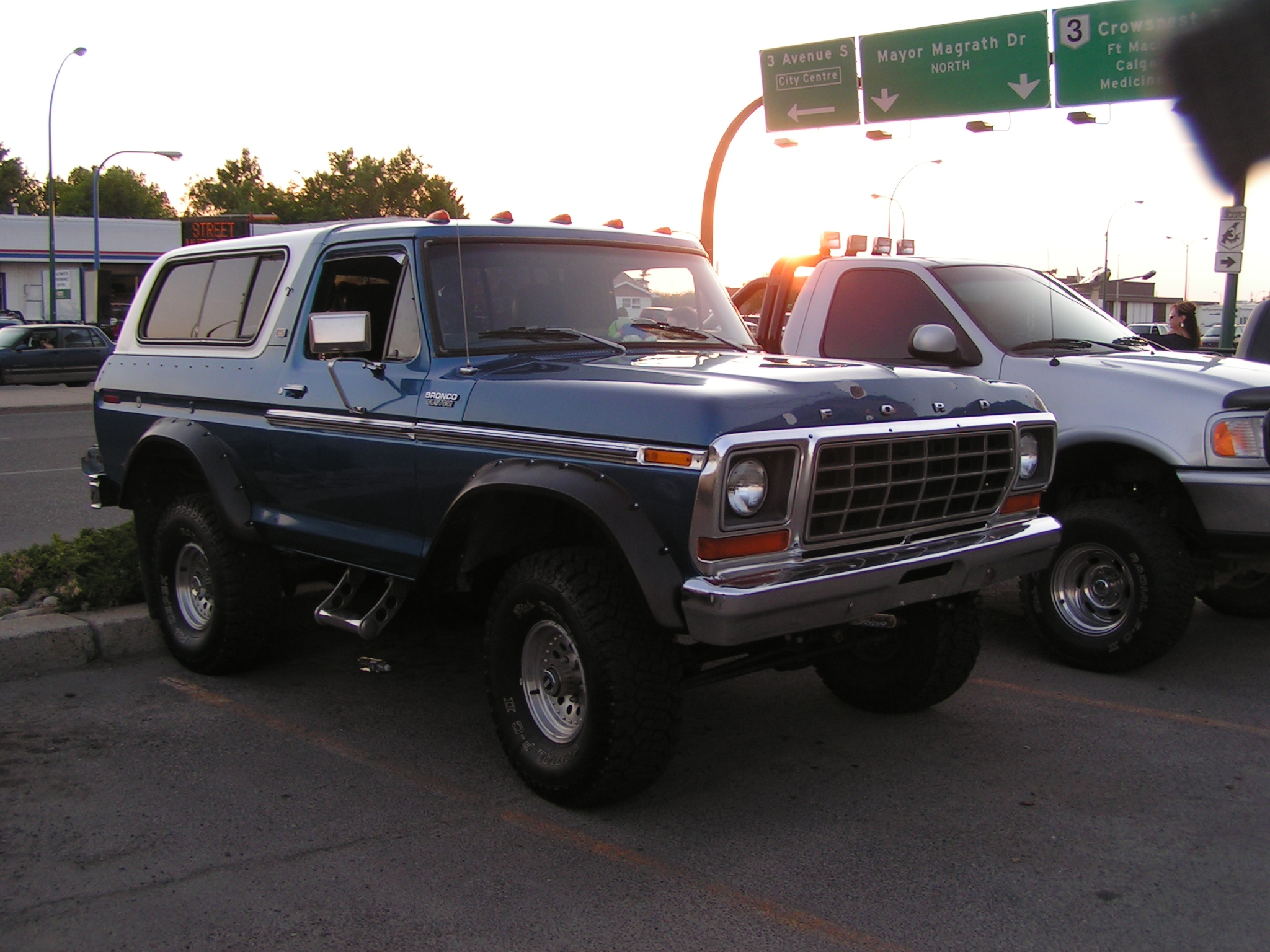
1978 Bronco Custom (ruedas/neumáticos de post-venta)
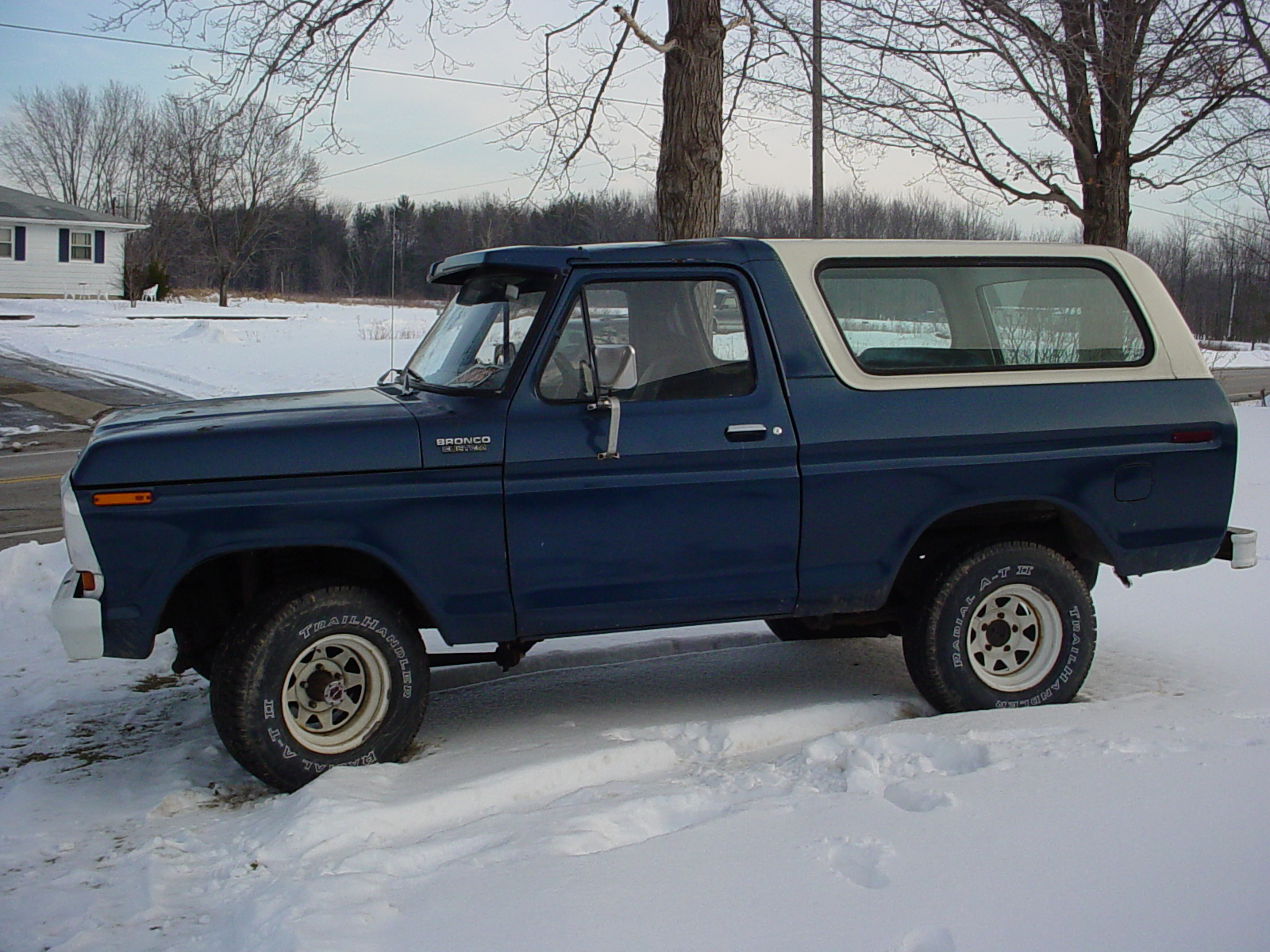
1978 Bronco Custom
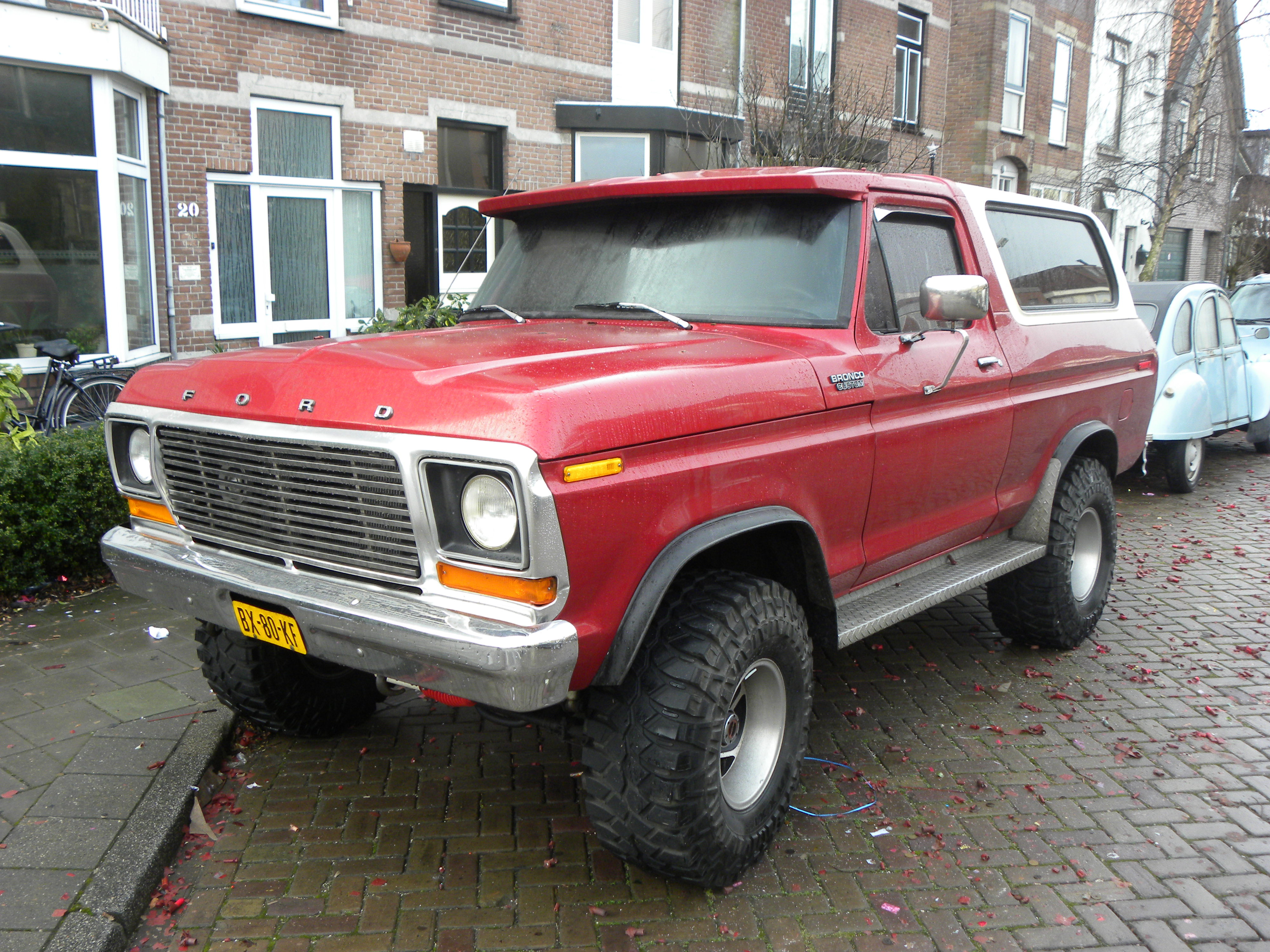
1978 Bronco (ruedas de post-venta)
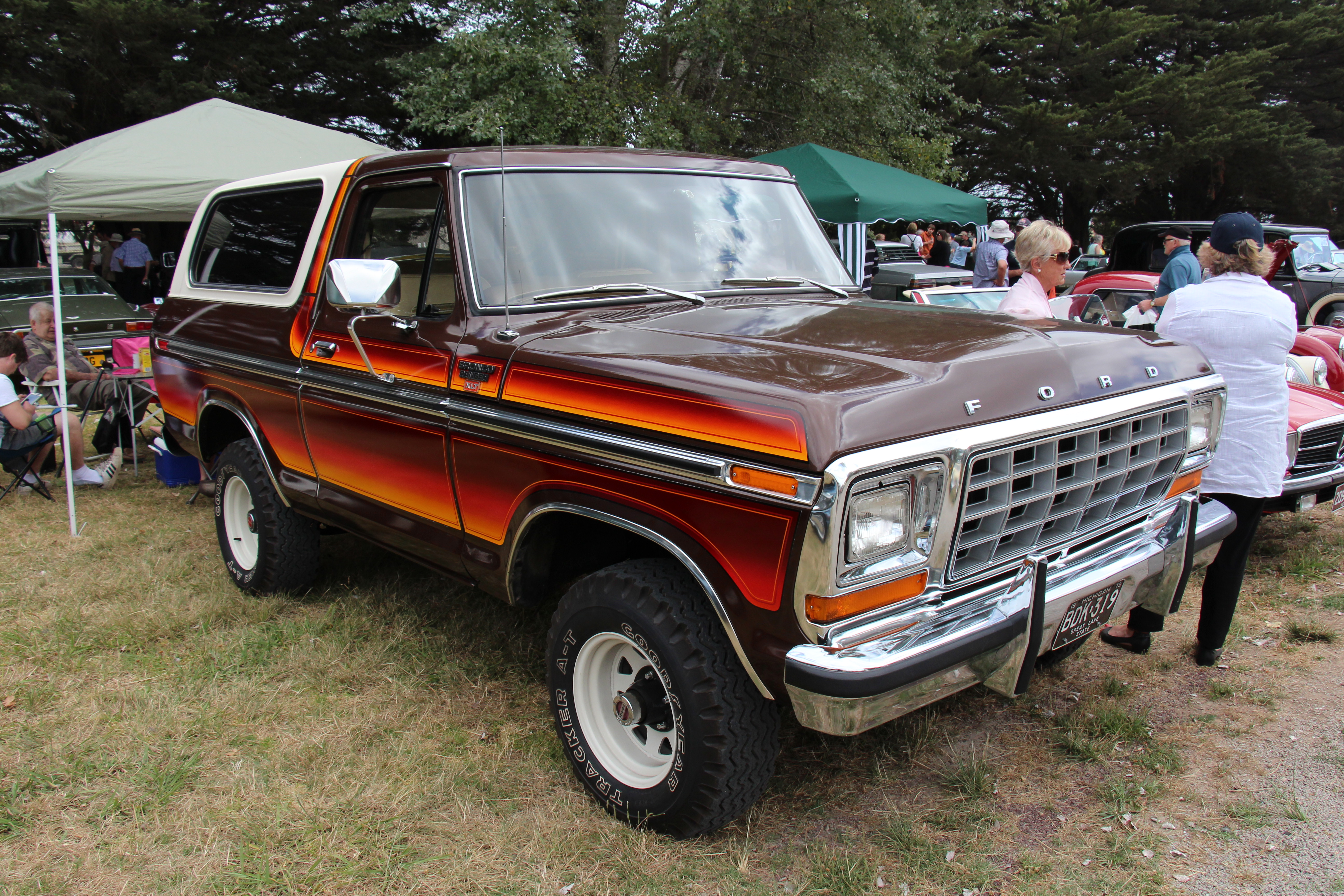
Ford Bronco 1979
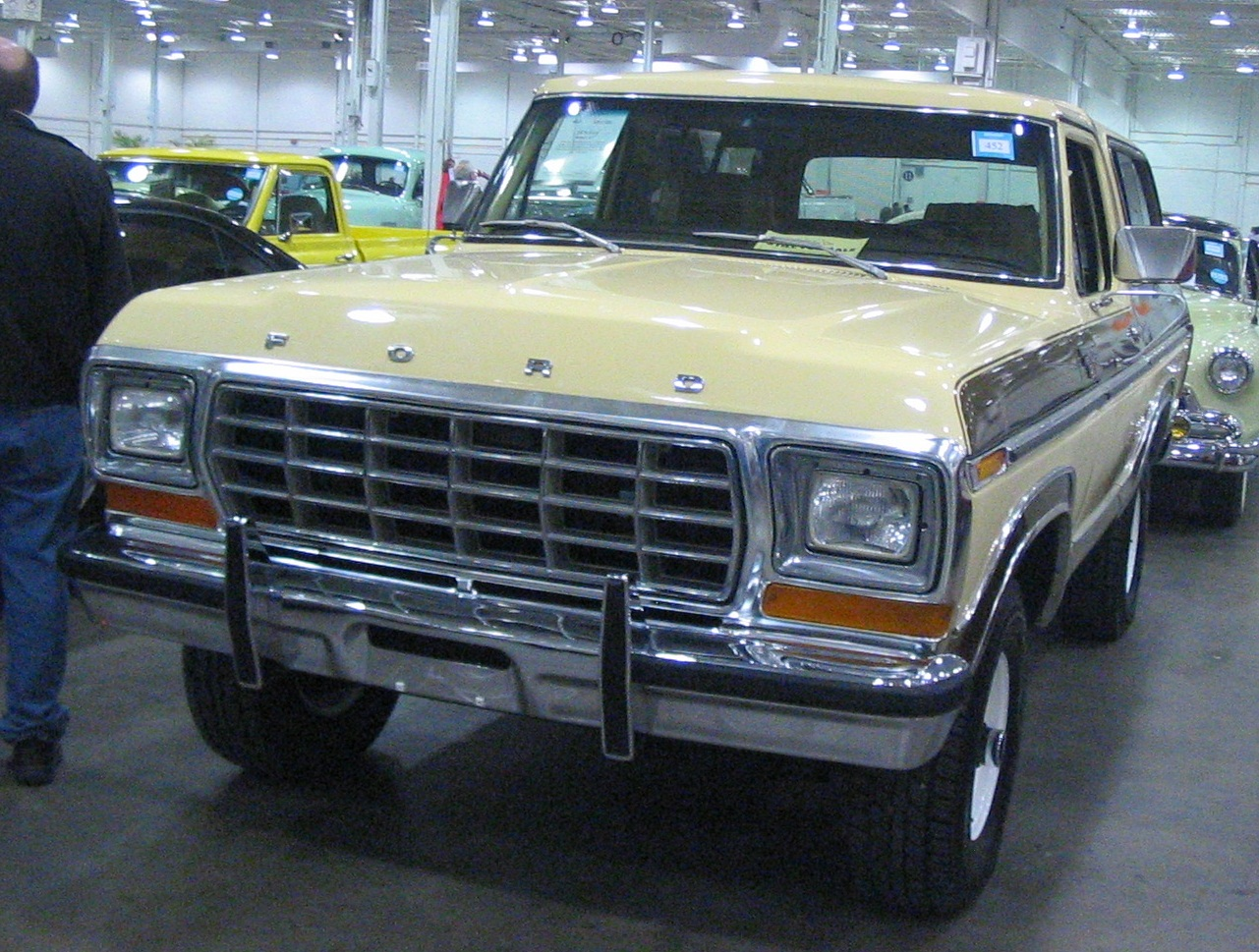
1979 Bronco Ranger XLT
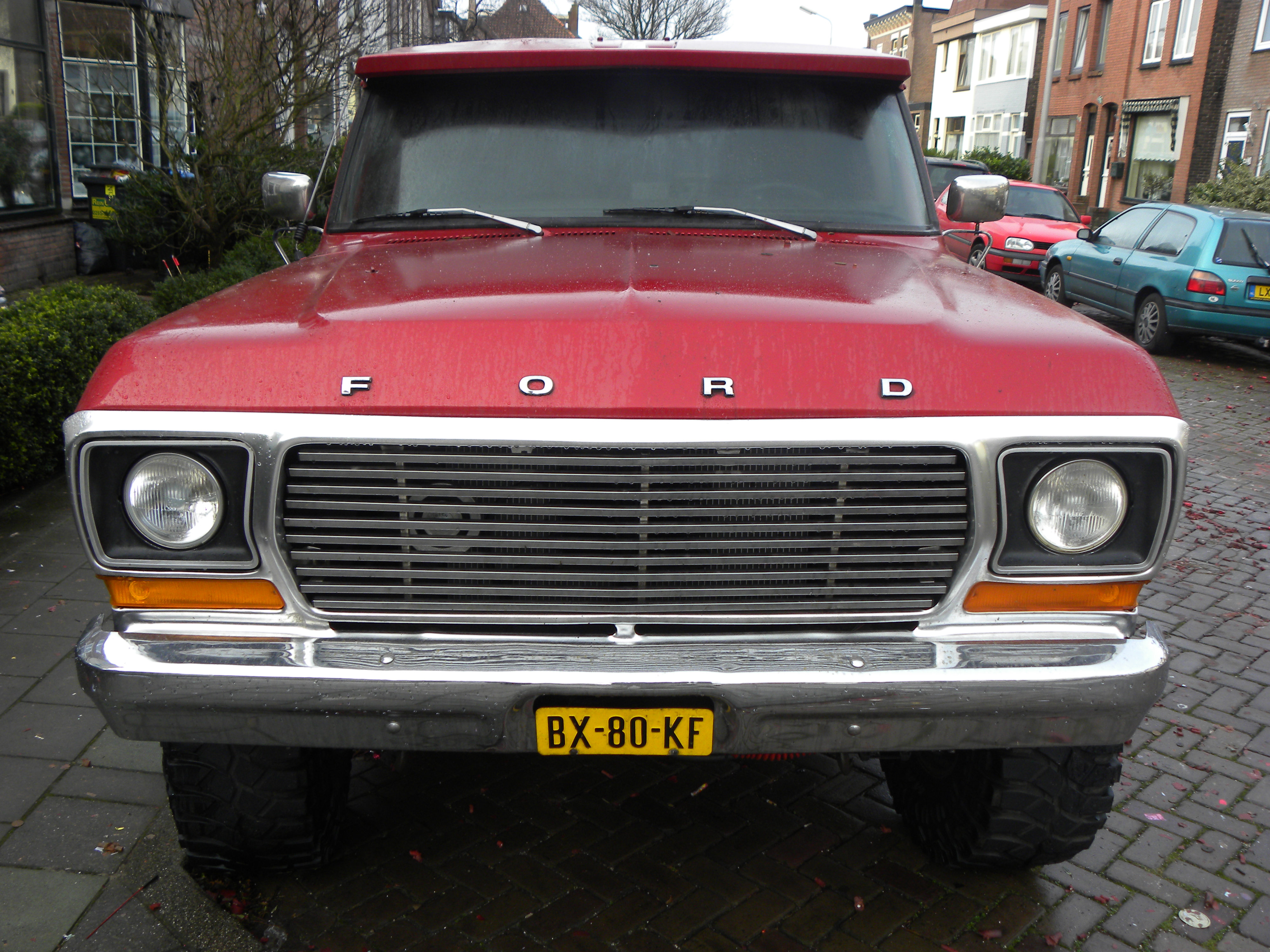
Ford Bronco Ranger (vista lateral diagonal)
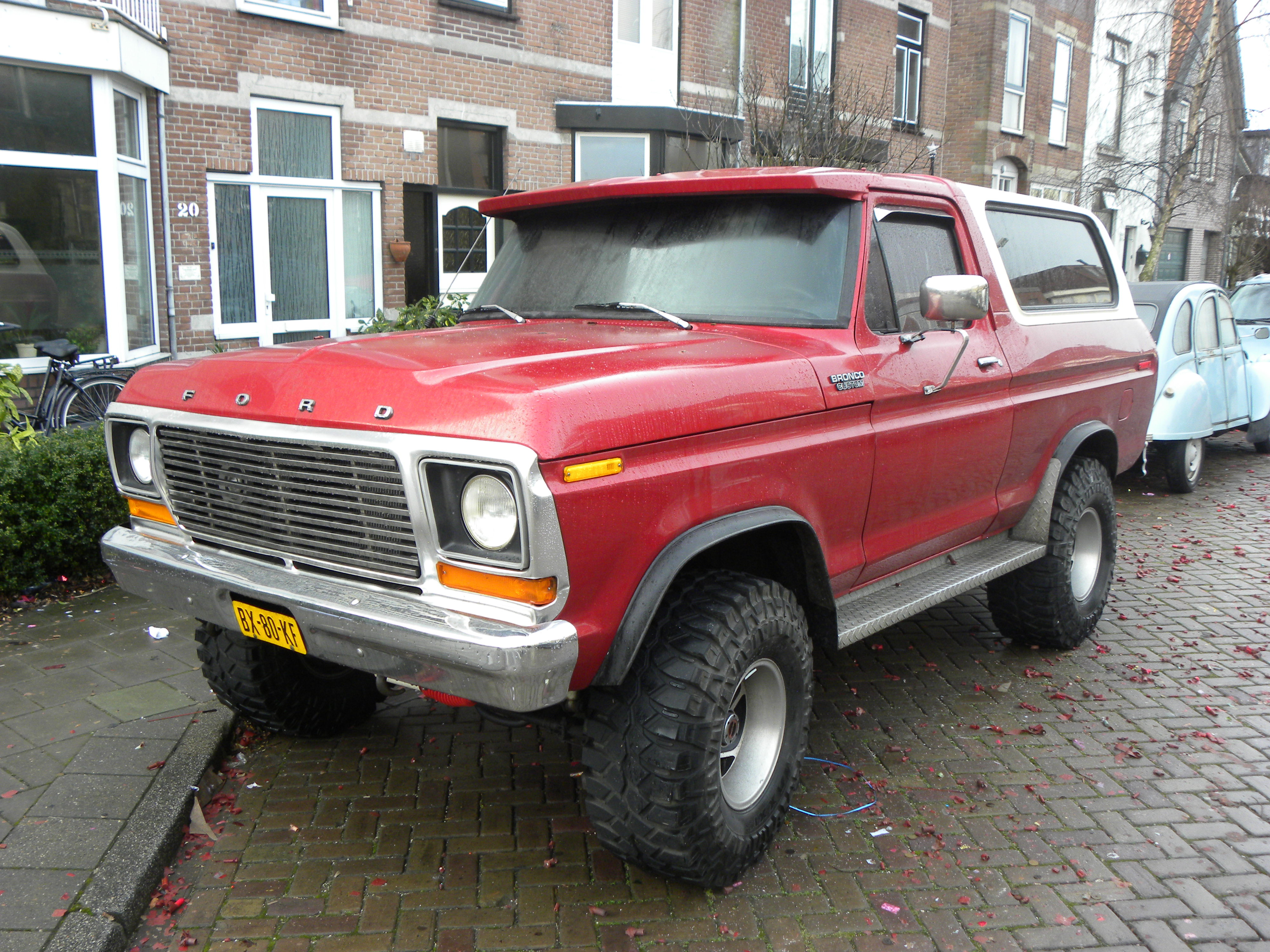
Ford Bronco Ranger (vista delantera)
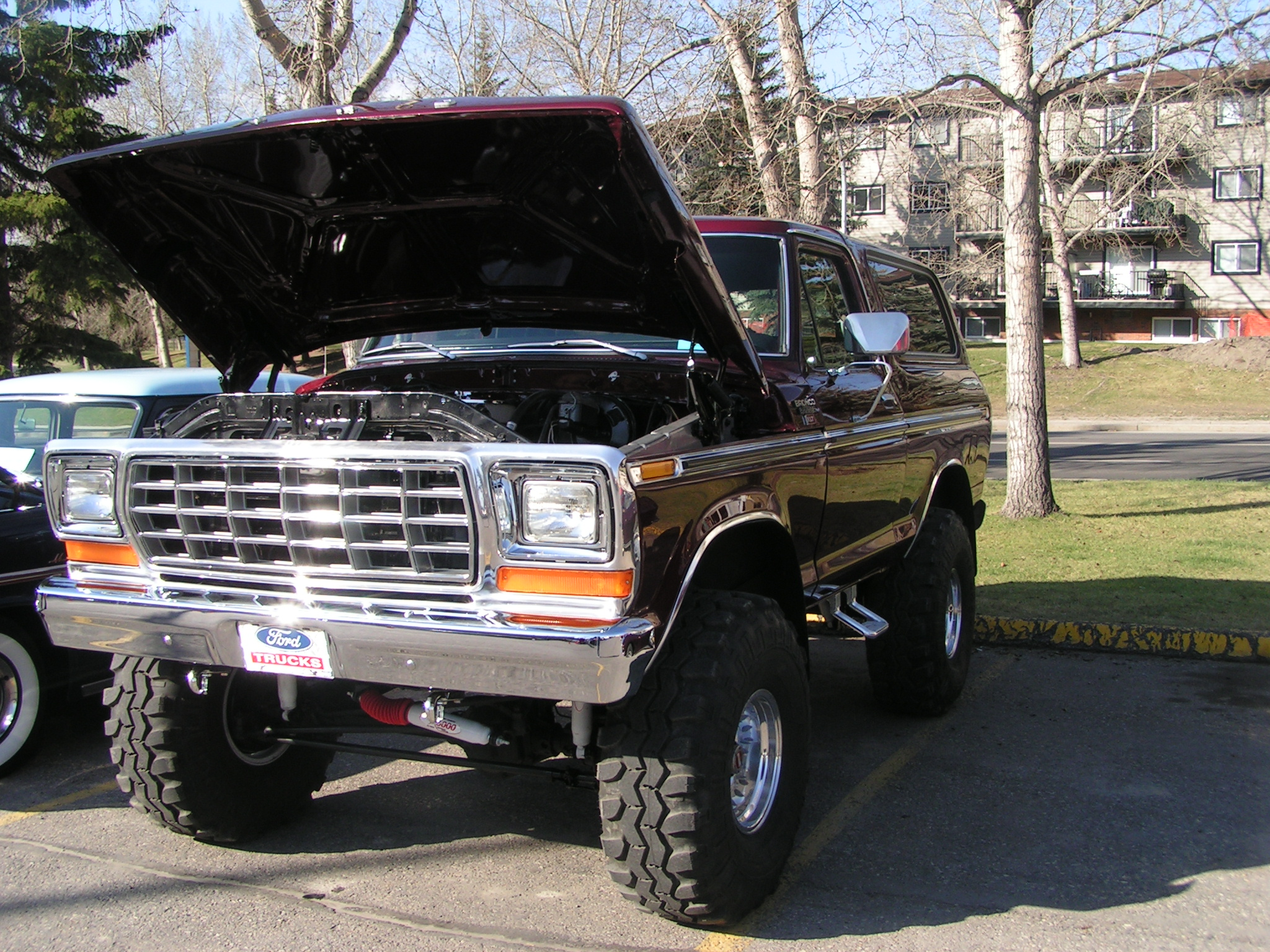
Ford Bronco 4x4 - tamaño completo
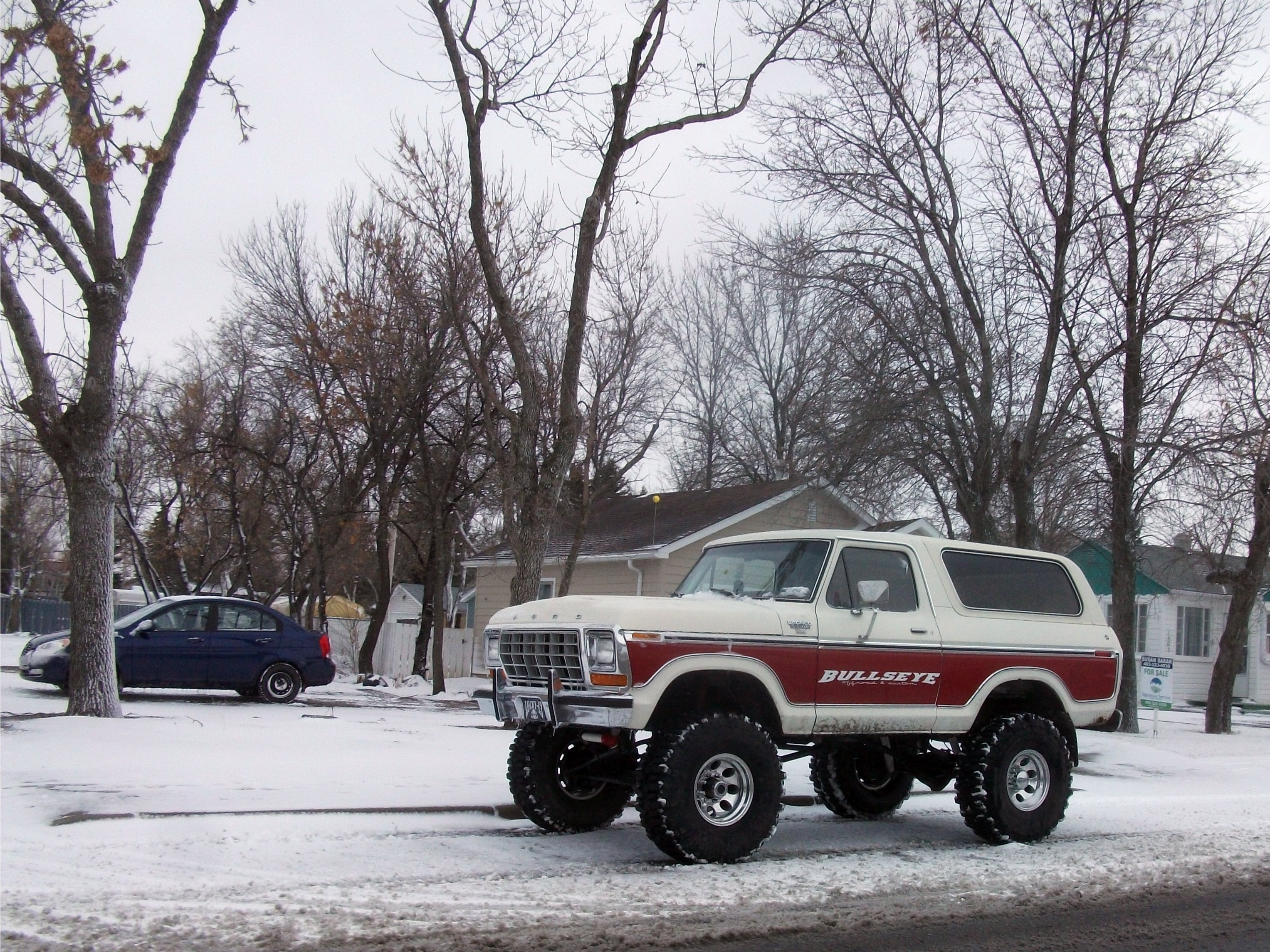
Ford Bronco de tamaño completo levantado

## Tercera generación (1980-1986)
Este modelo fue mejorado y se rediseñó sobre el modelo anterior, se instalaron motores más económicos con Inyección electrónica de combustible, se hicieron cambios cosméticos y se cambió el sistema de suspensión y el tren delantero fue reemplazado por uno doble viga de tracción, el que posibilitaba una suspensión independiente.
Comenzando el desarrollo de producción en 1977 (antes de que su predecesor fuera lanzado a la venta), el Bronco 1980-1986 fue diseñado para abordar muchas preocupaciones que mantuvieron fuera de producción al Bronco 1978-1979. Nominalmente más corta y liviana, la Bronco de 1980 fue diseñada para adoptar un tren motriz más eficiente y al mismo tiempo conservar sus dimensiones de tamaño completo.
En 1982, el Ford Bronco II hizo su debut; sin relación con el Bronco de tamaño completo, el Bronco II era un SUV compacto basado en una camioneta Ranger acortada y de tamaño similar al Bronco de 1966-1977.

### Chasis
Nuevamente basado en el Ford F-Series, el Bronco 1980-1986 se basa en el Ford F-150 (1980-1986 séptima generación). Aunque se basó en un chasis completamente nuevo, el Bronco conservó su distancia entre ejes de 104 plg (2642 mm).
Los ingenieros de Ford intentaron obtener la mayor economía de combustible de la reducción de peso de 375 lb (170 kg) (peso en vacío) del año anterior, los modelos 1980-81 tenían un marco mucho más débil, con agujeros estampados en la fábrica. Este marco extra aligerado se eliminó en 1982 para obtener más fuerza y rigidez ganando 31 lb (14 kg) (peso en vacío). Ambas cajas de cambios fueron reemplazadas por una versión New Process 208 o Borg Warner 1345.
En el frente, el Bronco 1980-1986 está equipado con un eje delantero Dana 44 con suspensión delantera independiente Ford TTB (Twin Traction Beam). Al igual que con el Bronco 1978-1979, el eje trasero fue primero un eje Ford de 9 plg (23 cm), con suspensión de hojas en los primeros modelos, sin embargo, Ford hizo la transición de todas las camionetas de media tonelada a su eje trasero de 8,8 plg (22 cm) a fines de 1986.
Por primera vez desde 1977, la Bronco venía con un motor de seis cilindros en línea de serie; el 4.9L 300 I6 estaba disponible únicamente con transmisión manual. El 400 V8 se suspendió, con el 351M ocupando su lugar y el 302 V8 regresando como el equipo base V8.
El 351 Windsor hizo su debut en el Bronco cuando reemplazó al 351M en 1982; obteniendo una versión de alto rendimiento de 210 hp en 1984.
En 1985, el 5.0L V8 (302) vio su carburador reemplazado por uno multipuerto sistema electrónico de inyección de combustible, aumentando a 190 hp (el estándar V8 de 5.8 L de 156 hp se suspendió en 1986).

### Cuerpo
Al igual que con su predecesora de 1978-1979, la Bronco de 1980-1986 comparte gran parte de su chapa externa con la línea de camionetas de la serie F, con las mismas piezas desde las puertas hacia adelante. Basado en una propuesta de diseño utilizada originalmente en el desarrollo de la Bronco de la generación anterior, el pilar B de la línea del techo se modificó ligeramente para producir un sello mejorado para el techo rígido. Antes de 1984, el techo rígido incluía ventanas corredizas de vidrio como opción.
Para 1982, el Bronco experimentó un ligero lavado de cara al adoptar el emblema ovalado azul de Ford, en lugar de las letras "F-O-R-D" en el capó, y el caballo bronco se eliminó de los emblemas de los guardabarros.

### Equipamiento
El Bronco 1980-1986 adoptó los mismos niveles de equipamiento que las camionetas Ford F-Series. Luego de la introducción de la camioneta compacta Ford Ranger, Bronco adoptó Bronco (Base, reemplazando a Custom), Bronco XL y Bronco XLT.
En 1985, Ford agregó un paquete de equipamiento Eddie Bauer para el Bronco. Con un exterior de dos tonos del mismo color, el paquete de acabado presentaba un interior con temática exterior.

### Ventas
| 1980–1986 Ford Bronco, producción | 1980–1986 Ford Bronco, producción |
| Año                               | Unidades                          |
| --------------------------------- | --------------------------------- |
| 1980                              | 44.353                            |
| 1981                              | 39.853                            |
| 1982                              | 40.782                            |
| 1983                              | 40.376                            |
| 1984                              | 40.376                            |
| 1985                              | 54.562                            |
| 1986                              | 62.127                            |

### Ensamblado australiano
Fuera de los EE. UU., el Bronco de Tercera Generación también fue ensamblado en Australia por Ford Australia, utilizando motores V8 de 4.1 litros y seis cilindros y 5.8 litros producidos localmente. Se comercializó en Australia desde marzo de 1981 hasta 1987.

### Galería - Ford Bronco (1980-1987)

1980-1987 Ford Bronco
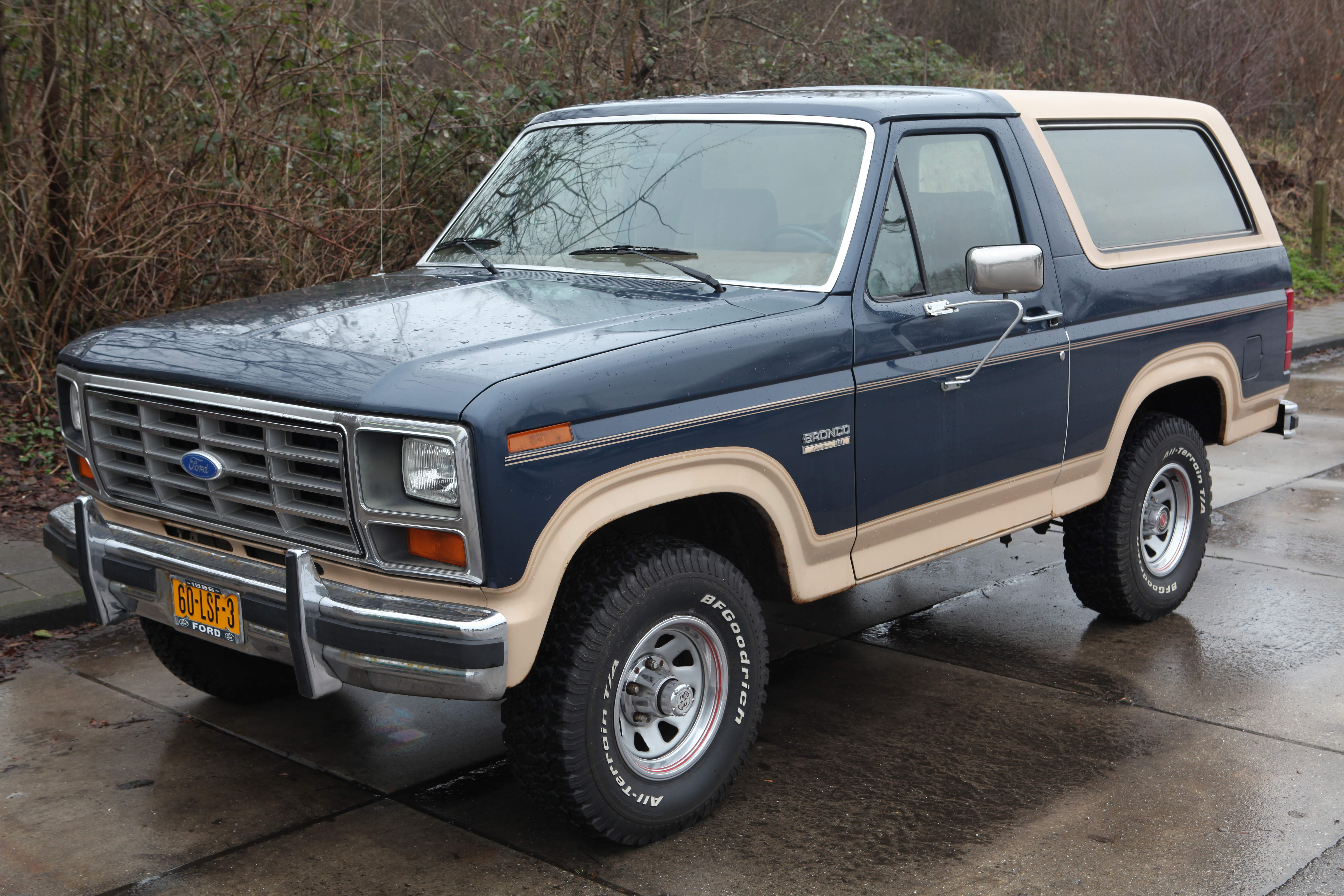
Ford Bronco 1986 Eddie Bauer
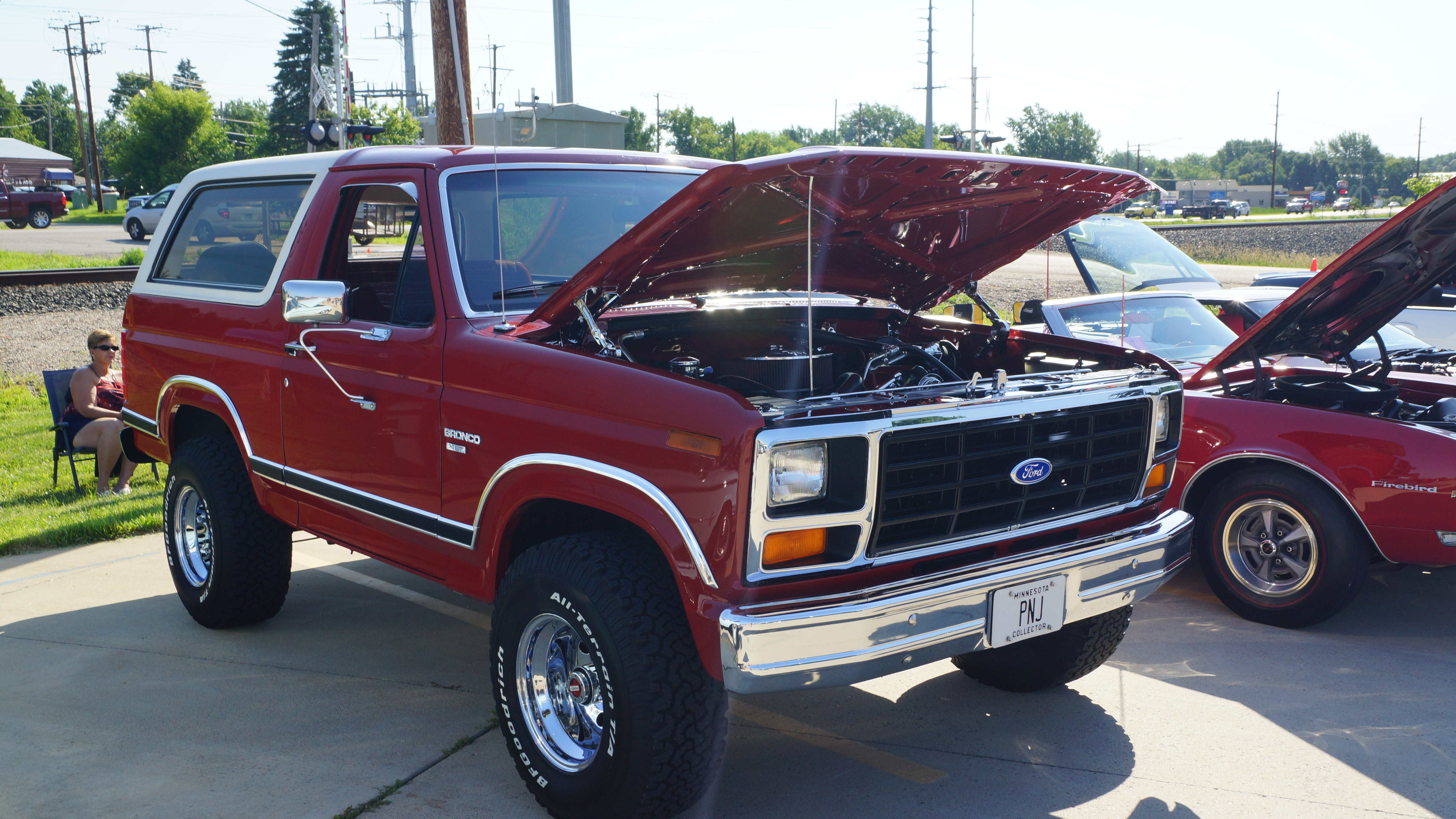
Ford Bronco XLT
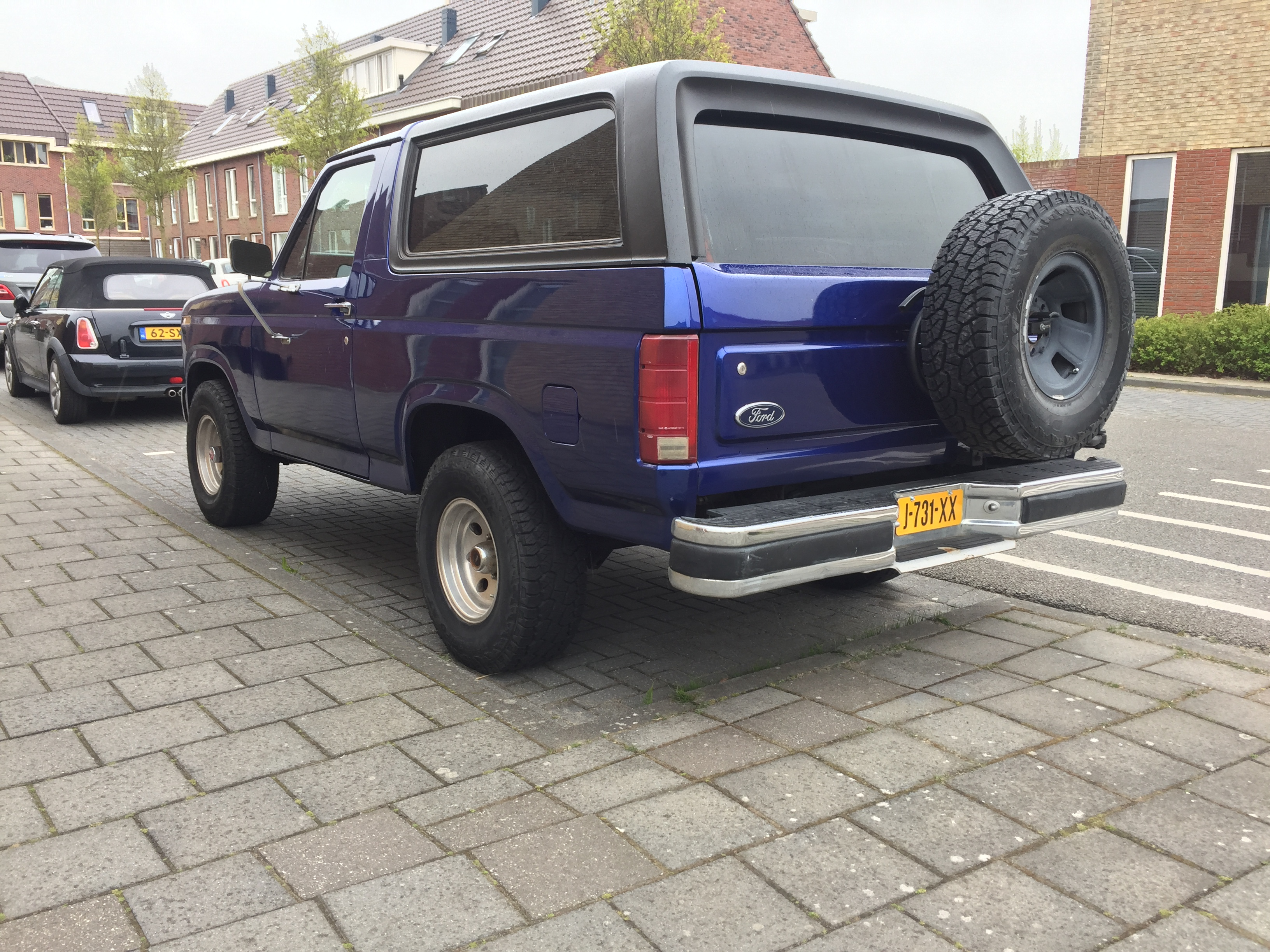
Ford Bronco J-731-XX, 1986, vista trasera diagonal
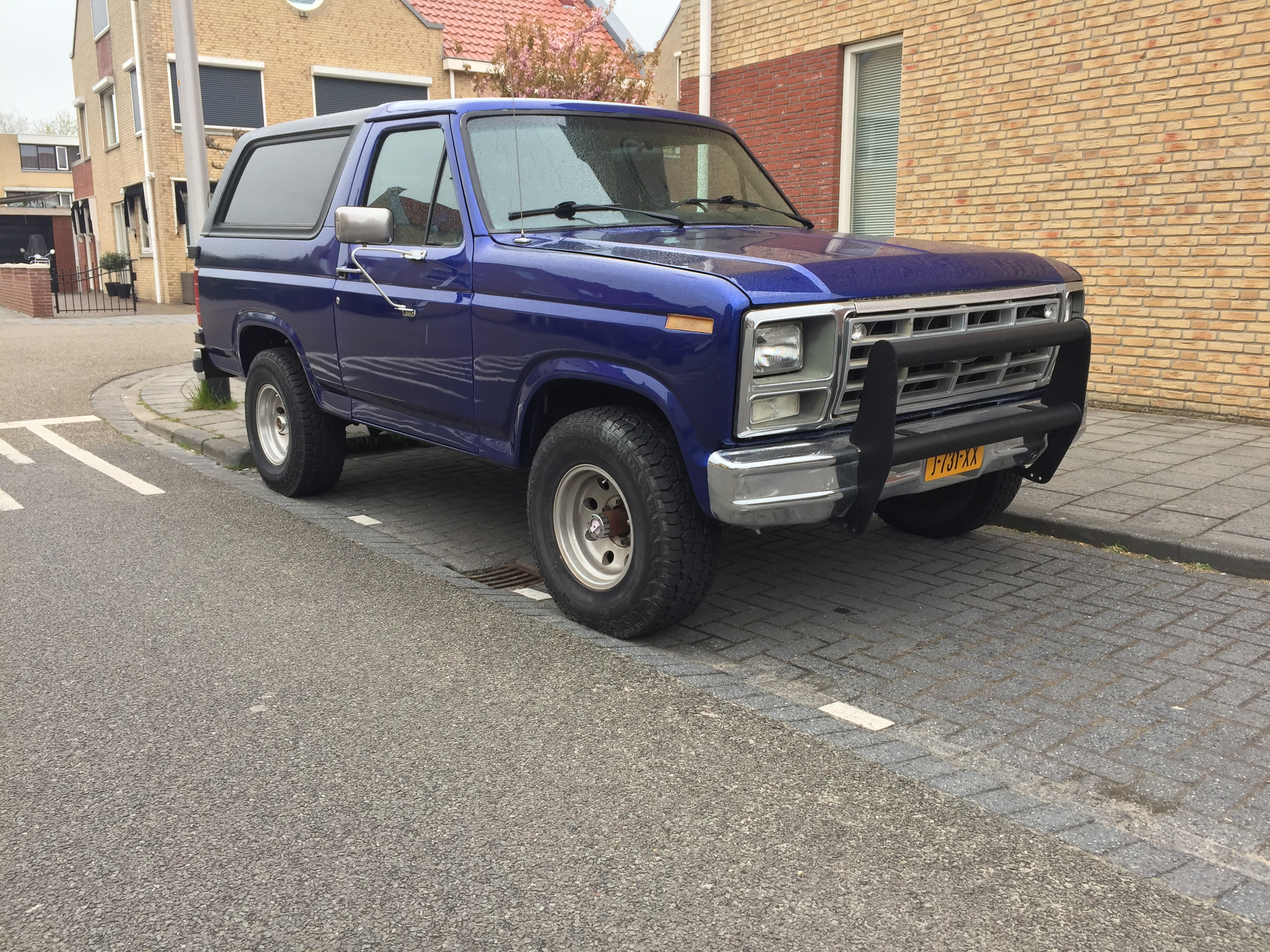
Ford Bronco J-731-XX, 1986, vista delantera diagonal

## Cuarta generación (1987-1991)
Para el año modelo 1987, la Bronco de cuarta generación se diseñó como una versión de distancia entre ejes corta de la Ford F-150 de octava generación.
Compartiendo su chasis con la generación anterior, el Bronco de 1987 recibió una serie de actualizaciones tanto en el exterior como en el interior. Al compartir una fascia delantera común con la Serie F, la Bronco recibió una defensa delantera reformada, una parrilla delantera más plana y un capó reformado; los faros compuestos reemplazaron a las unidades anteriores de haz sellado. En otra revisión de la carrocería, se remodelaron las aberturas de las ruedas. El interior recibió asientos delanteros, paneles de puertas, tablero y controles rediseñados (incluido un nuevo volante) y paneles de instrumentos.
El Bronco devolvió su 4.9L inline-6, 5.0L V8 y el 5.8L H.O. Motores V8 de generaciones anteriores (introducido por primera vez en el V8 de 5.0L en 1985), la inyección de combustible se agregó al Inline-6 para 1987 y al V8 de 5.8L para 1988. Para el año modelo 1988, se introdujo un manual de 5 velocidades de origen Mazda.
La transmisión automática C6 de 3 velocidades se ofreció de 1987 a 1990, se eliminó gradualmente a favor de la transmisión AOD de 4 velocidades, equipada con sobremarcha (solo 1990) y el E4OD de servicio más pesado (1990-1991).
En aras de la seguridad, los frenos antibloqueo (ABS) en las ruedas traseras se convirtieron en estándar para el modelo de 1987.
Como opción, se introdujo el control de botón para el sistema de tracción en las cuatro ruedas para 1987.
Para 1988, las placas protectoras para la caja de transferencia se convirtieron en equipo estándar.

### Ediciones especiales
Para conmemorar los 25 años de producción, Ford ofreció una Bronco Silver Anniversary Edition para el año modelo 1991. Un paquete de opciones cosméticas, la Silver Anniversary Edition presentaba pintura exterior Currant Red (exclusivo del paquete) y un interior de cuero gris (la primera vez que los asientos de cuero estaban disponibles para un Bronco).
Desde 1991 hasta 1992, el paquete de opciones Nite presentaba un exterior completamente oscurecido con gráficos contrastantes. Junto con el acabado/equipamiento Eddie Bauer de primera línea, ambas ediciones especiales estaban disponibles solo con un motor V8 y transmisión automática.

### Ventas
| 1987–1991 Ford Bronco, producción | 1987–1991 Ford Bronco, producción |
| Año                               | Unidades                          |
| --------------------------------- | --------------------------------- |
| 1987                              | 43.074                            |
| 1988                              | 43.074                            |
| 1989                              | 69.470                            |
| 1990                              | 54.832                            |
| 1991                              | 25.001                            |

### Galería - Ford Bronco (1987-1992)

1987 - 1992 Ford Bronco
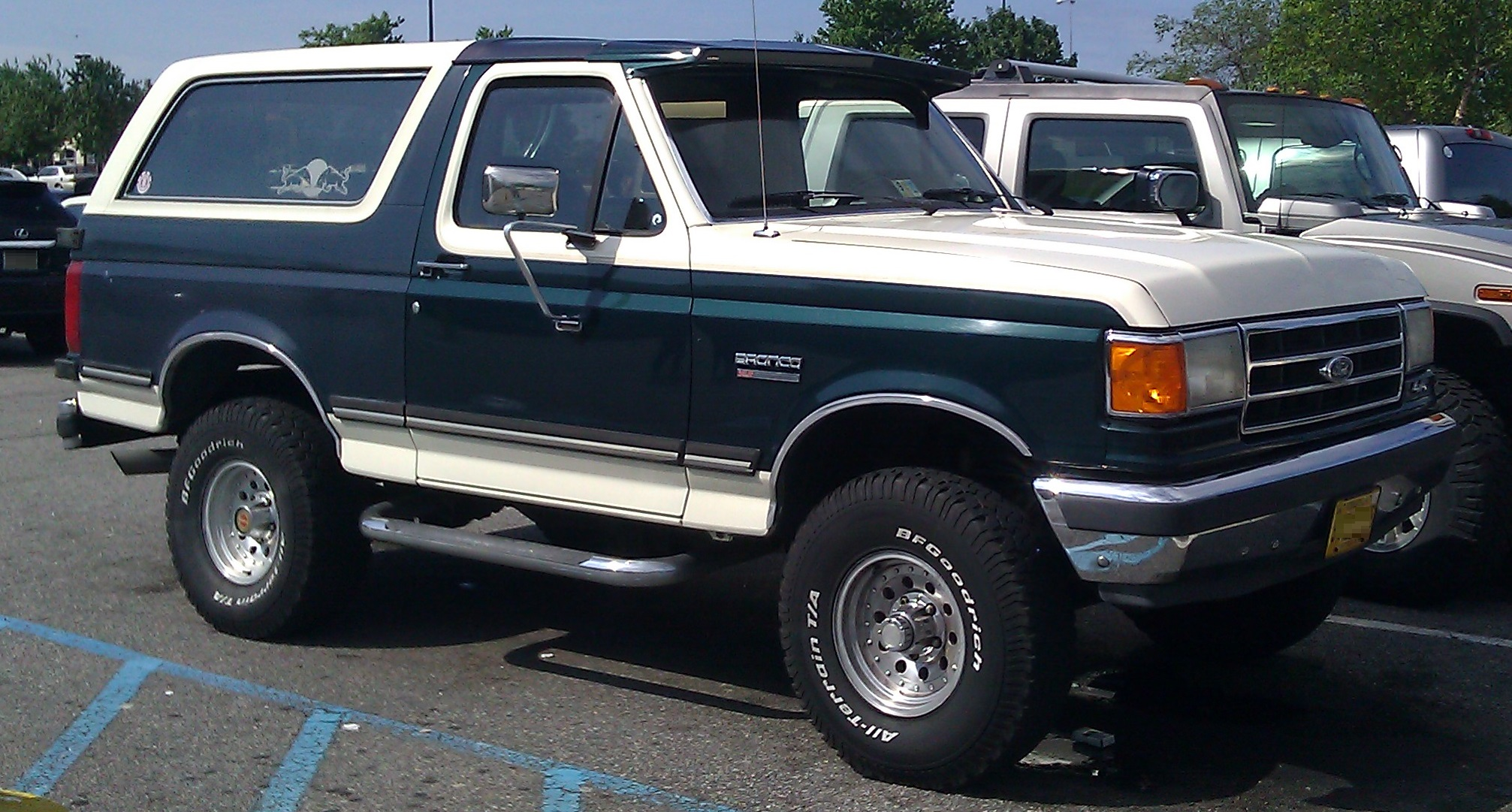
Ford Bronco XLT 1989
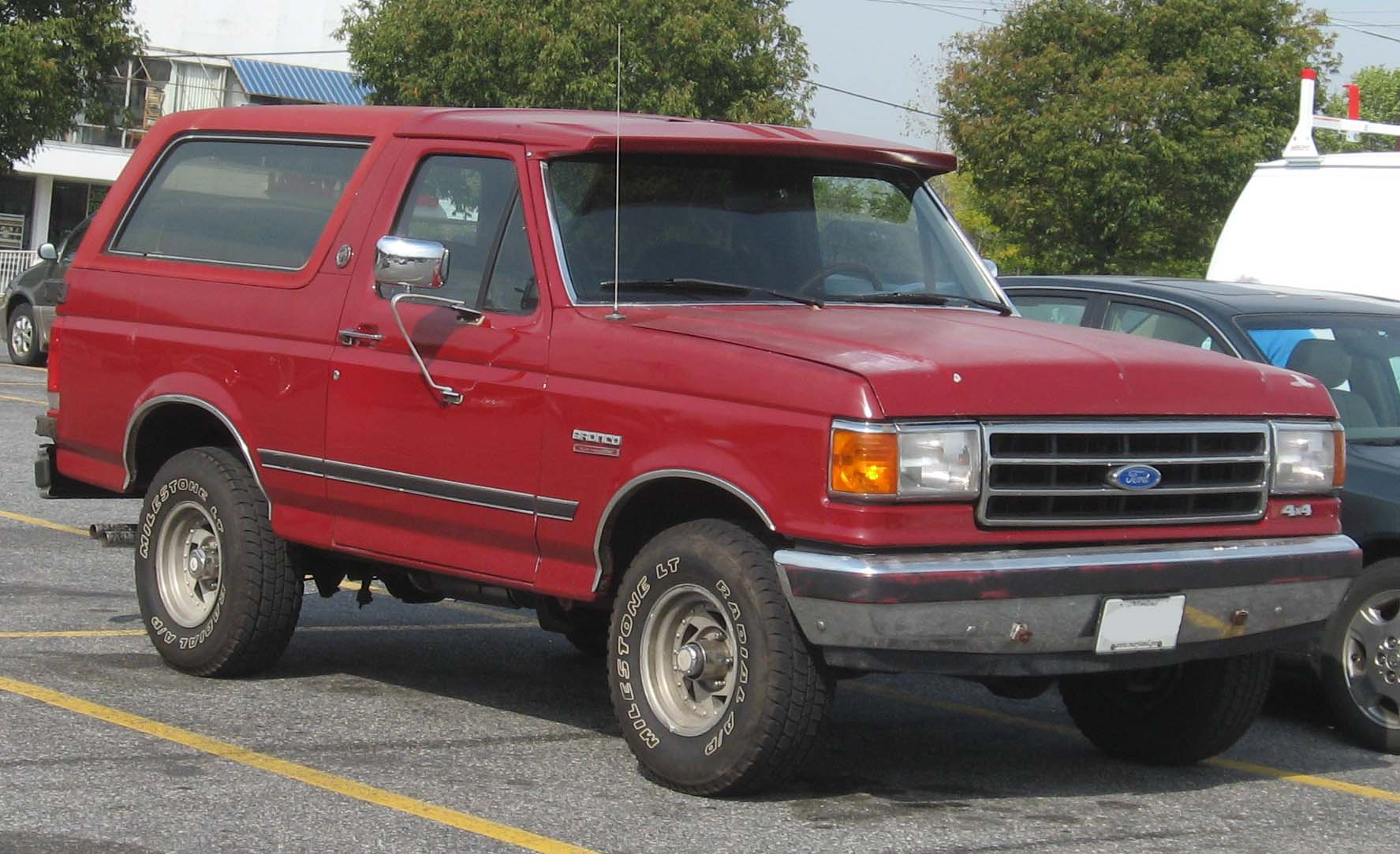
Ford Bronco 1987 - 1991
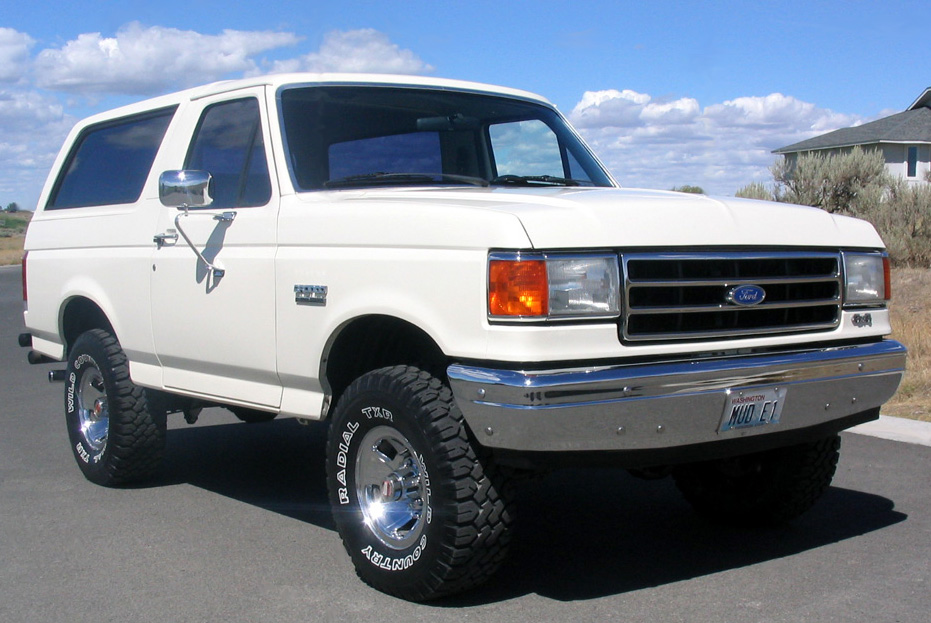
Ford Bronco 1990, vista frontal
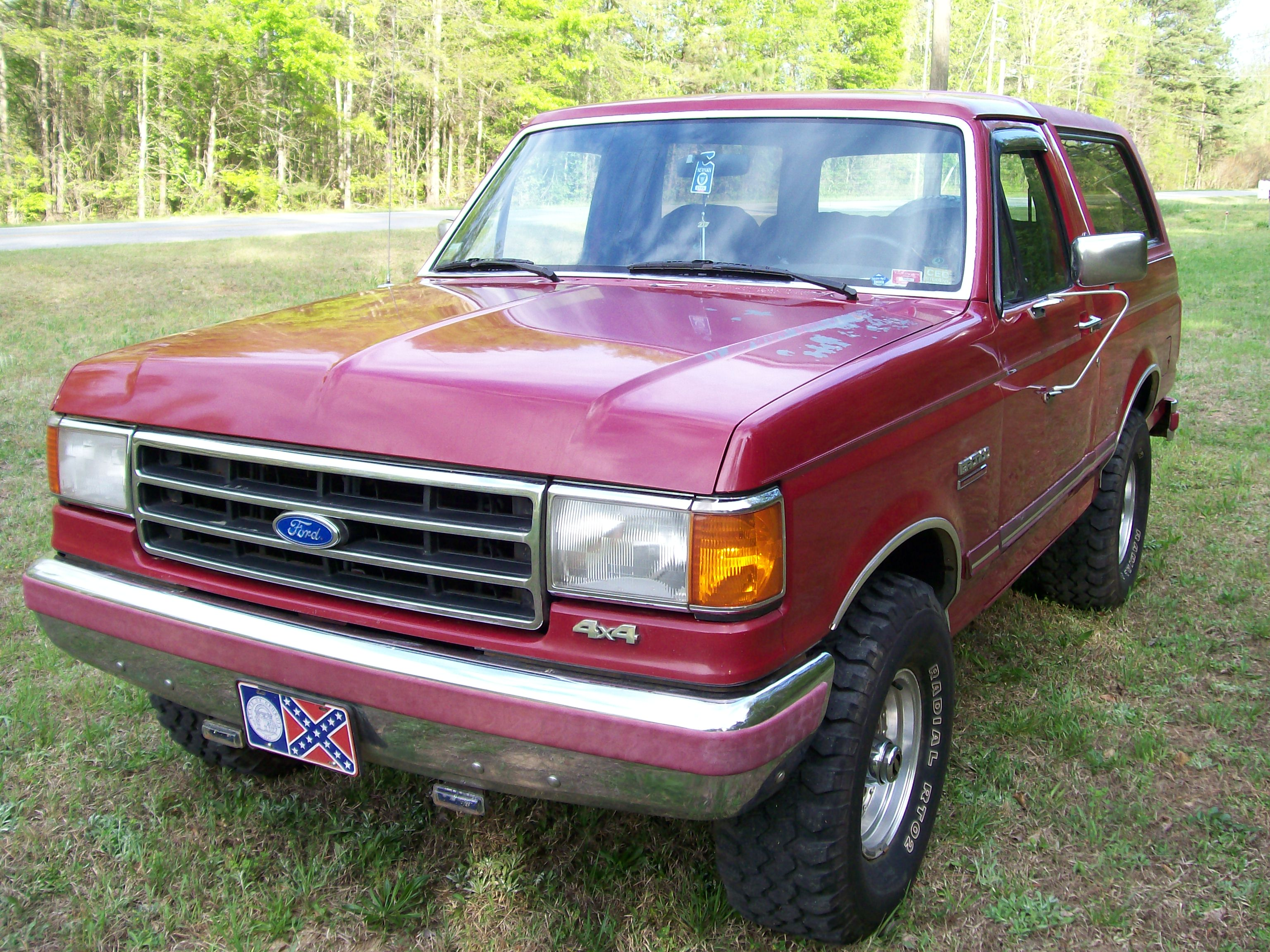
Ford Bronco SA  Ford Bronco 1989 versión especial Eddie Bauerhttps://www.instagram.com/kabronko/profilecard/?igsh=NWJrZmJmbHcxcDZ3
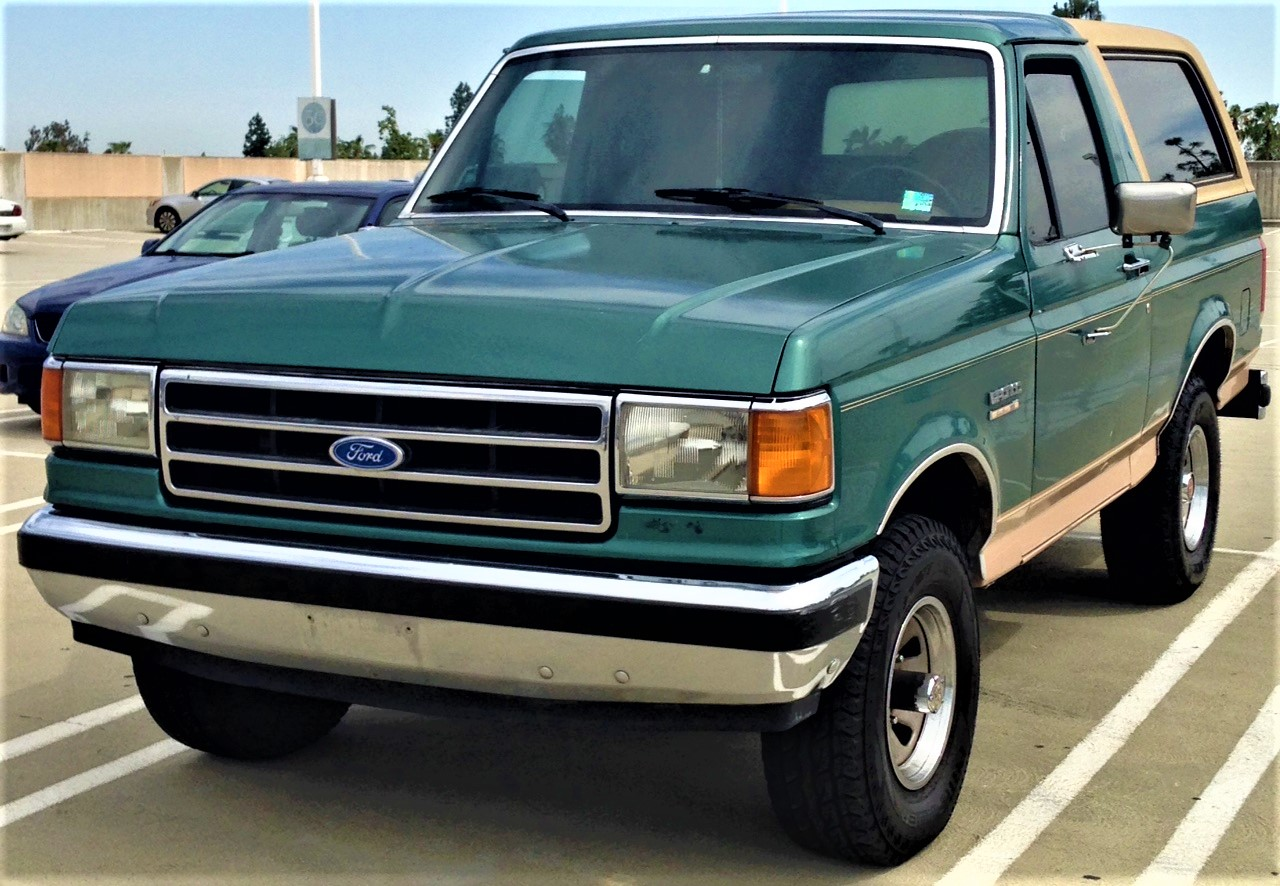
Ford Bronco Wagon

## Quinta generación (1992-1996)
En este modelo se aplicaron nuevos sistemas de seguridad tanto pasiva como activa, tales como mayor seguridad en su estructura delantera, Cinturón de seguridad con hombros en el asiento trasero, Bolsa de aire para el conductor, una luz adicional de freno en la parte trasera superior. Utilizaba tres motorizaciones, una de seis cilindros de 4.9 L, y dos motores de ocho cilindros, 302 (5.0 L SOHC) y 351 (5.8 L) para la versión XLT 4x4.
Para el año modelo 1992, el Bronco de quinta generación siguió el desarrollo de diseño del Ford F-150 de novena generación. Reteniendo nuevamente el chasis introducido para el año modelo 1980, la fascia delantera del Bronco adoptó revisiones aerodinámicas adicionales. Si bien se diseñó con una parrilla, parachoques delantero y unidades de faros más grandes, la fascia delantera recibió un diseño ligeramente redondeado.

### Cambios de modelo
El interior nuevamente experimentó actualizaciones en el tablero y el panel de instrumentos, con la adición de asientos delanteros de cuero como una opción para las versiones XLT y Eddie Bauer, así como la entrada remota sin llave opcional con alarma.
Se ofrecieron asientos de cuero granate y azul desde 1992 hasta el final de la producción.
Después de tener ventanas y seguros eléctricos como opción durante la década de 1980, se ofrecieron espejos eléctricos por primera vez en 1992.
Para 1996, el Ford Bronco se convirtió en el primer vehículo Ford en incorporar luces direccionales en sus espejos laterales.
La quinta generación introdujo cambios adicionales relacionados con la seguridad. El sistema de frenos antibloqueo (ABS) de las 4 ruedas reemplazó al ABS de las ruedas traseras en 1993, con una bolsa de aire del lado del conductor introducida en 1994.
El rediseño incluyó un frente de seguridad zona de deformación en el marco y una luz de freno montada en el centro del techo rígido; el techo rígido era ahora el punto de montaje de los cinturones de seguridad de 3 puntos para los pasajeros traseros.
A raíz de las mejoras de seguridad, el Bronco ya no pudo comercializarse como un techo rígido elevable (desde un punto de vista legal). Si bien todavía era físicamente posible, el techo rígido contenía los soportes superiores para los cinturones de seguridad de 3 puntos ahora requeridos y la luz de freno central requerida se montó sobre la ventana trasera en este techo rígido (a diferencia de Jeep que montó la tercera luz de freno en el neumático de repuesto). Para disuadir a los propietarios de quitar el techo rígido, Ford eliminó toda la literatura del manual del propietario del vehículo relacionada con su retiro. Para inhibir aún más su extracción, Ford aseguró el techo rígido en su lugar con pernos de seguridad Torx #40, en lugar de los pernos estándar utilizados en modelos de años anteriores. La extracción del techo rígido podría dar lugar a una citación de tránsito, por manipular la luz de freno central y/o cinturones de seguridad traseros inoperables, según las leyes locales y estatales.

### Tren motriz
El Bronco de quinta generación se trasladó a los anteriores motores 4.9L inline-6, 5.0L V8 y 5.8L H.O. V8 de la generación anterior.
Para 1994, el Bronco comenzó a funcionar únicamente con motores V8, ya que el 6 en línea de 4.9L se retiró de la línea de modelos.
Para 1996, los dos trenes motrices V8 se volvieron compatibles con OBD-II.

### Ventas
| Año  | Producción |
| ---- | ---------- |
| 1992 | 25.516     |
| 1993 | 32.281     |
| 1994 | 33.083     |
| 1995 | 37.693     |
| 1996 | 34.130     |

### Suspensión
Para competir mejor con la Chevrolet/GMC Suburban y la Chevrolet Tahoe/GMC Yukon, Ford introdujo la Ford Expedition en 1997 para reemplazar a la Bronco.
Siguiendo el linaje de la Bronco 1978-1996, la Expedition se derivó de la Ford F-150 de décima generación, pero cambió de una carrocería de dos puertas con techo rígido desmontable a una carrocería familiar/SUV de cinco puertas, ranurada sobre el Ford Explorer basado en Ranger.

### Centurion Classic (1987–1996)
No se lanzó un competidor Ford de cuatro puertas para el Chevrolet Tahoe hasta la introducción del Expedition para el año modelo 1997 (y el Excursion 2000, compitiendo contra la versión 3/4-tonelada conocida como el Chevrolet Suburban 2500). 
Como el Bronco se produjo únicamente como una camioneta de dos puertas después de 1972, todos los Broncos de cuatro puertas fueron desarrollados y producidos bajo licencia por el mercado de accesorios.
Durante la década de 1980 y principios de la de 1990, Centurion Vehicles, un convertidor especializado en camionetas Ford con sede en White Pigeon (Míchigan), construyó el Centurion Classic, una versión de cuatro puertas de la Bronco de cuarta y quinta generación.
En la construcción de cada Classic, Centurion uniría la cabina de una camioneta de cabina doble de la serie F (desde el pilar C hacia adelante) con la carrocería de una Bronco (desde el pilar B hacia atrás), incluidos los paneles de los cuartos traseros, el techo rígido y la puerta trasera del SUV.
Los primeros modelos usaban paneles de carrocería traseros de fibra de vidrio, pero más tarde, estos se hicieron de acero.
Como la conversión de la carrocería retuvo el asiento trasero del Bronco, se equipó un Centurion Classic con tres filas de asientos para hasta nueve personas.
Centurion Vehicles ofreció dos modelos del Classic: el C-150 (basado en el chasis Ford F-150, con tracción en las cuatro ruedas opcional) y el C-350 (basado en el F-350, la tracción en las cuatro ruedas era estándar). 
Ambos modelos tenían una distancia entre ejes de 140 pulgadas (9 pulgadas más larga que la Suburban.
Como la F-150 no se produjo como cabina doble, se construyó una C-150 a partir de tres vehículos diferentes (cabina doble, parte trasera Bronco y bastidor F-150). A diferencia de la Suburban 2500 de ¾ tonelada, la C-350 Classic utilizaba un chasis de una tonelada. El C-150 se ofreció con motores V8 de 5.0L y 5.8L; el C-350 usó el V8 diésel de 7.3L y el V8 de gasolina de 7.5L (las únicas variantes de Bronco que usan estos motores).
El Centurion Classic se ofreció hasta el final de la producción de Bronco en 1996; aunque el Bronco fue reemplazado directamente por el Expedition, el C-150/C-350 tiene el tamaño más cercano al Ford Excursion presentado para el año modelo 2000.
A partir de la producción actual, el C-350 es el único SUV producido en un chasis de una tonelada (el Ford Excursion 2000-2005 se fabricó en un chasis de 3/4 de tonelada).

### Galería - Ford Bronco (1992-1996)

1992 - 1996 Ford Bronco
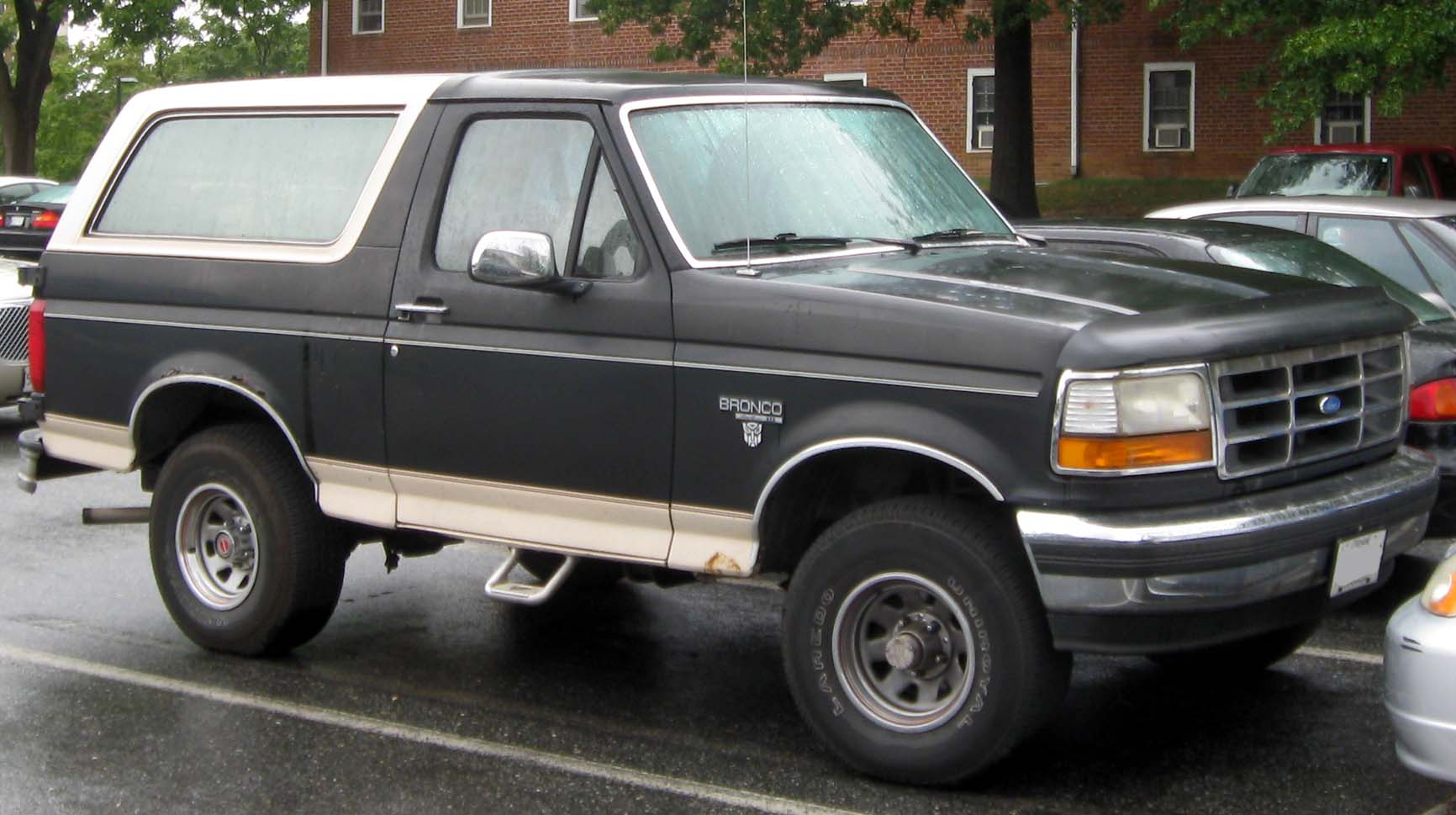
1992 - 1996 Ford Bronco
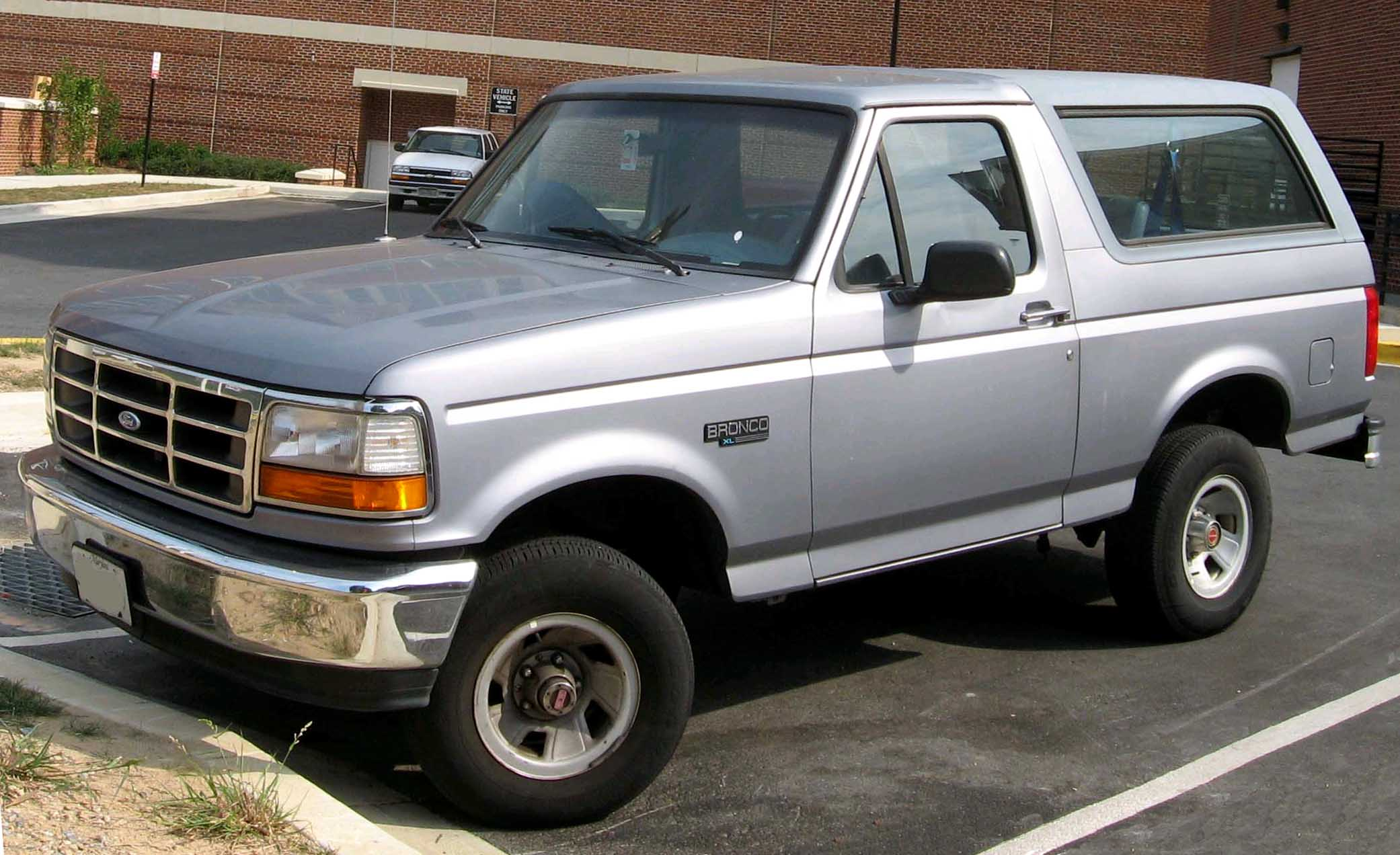
1992-1996 Ford Bronco
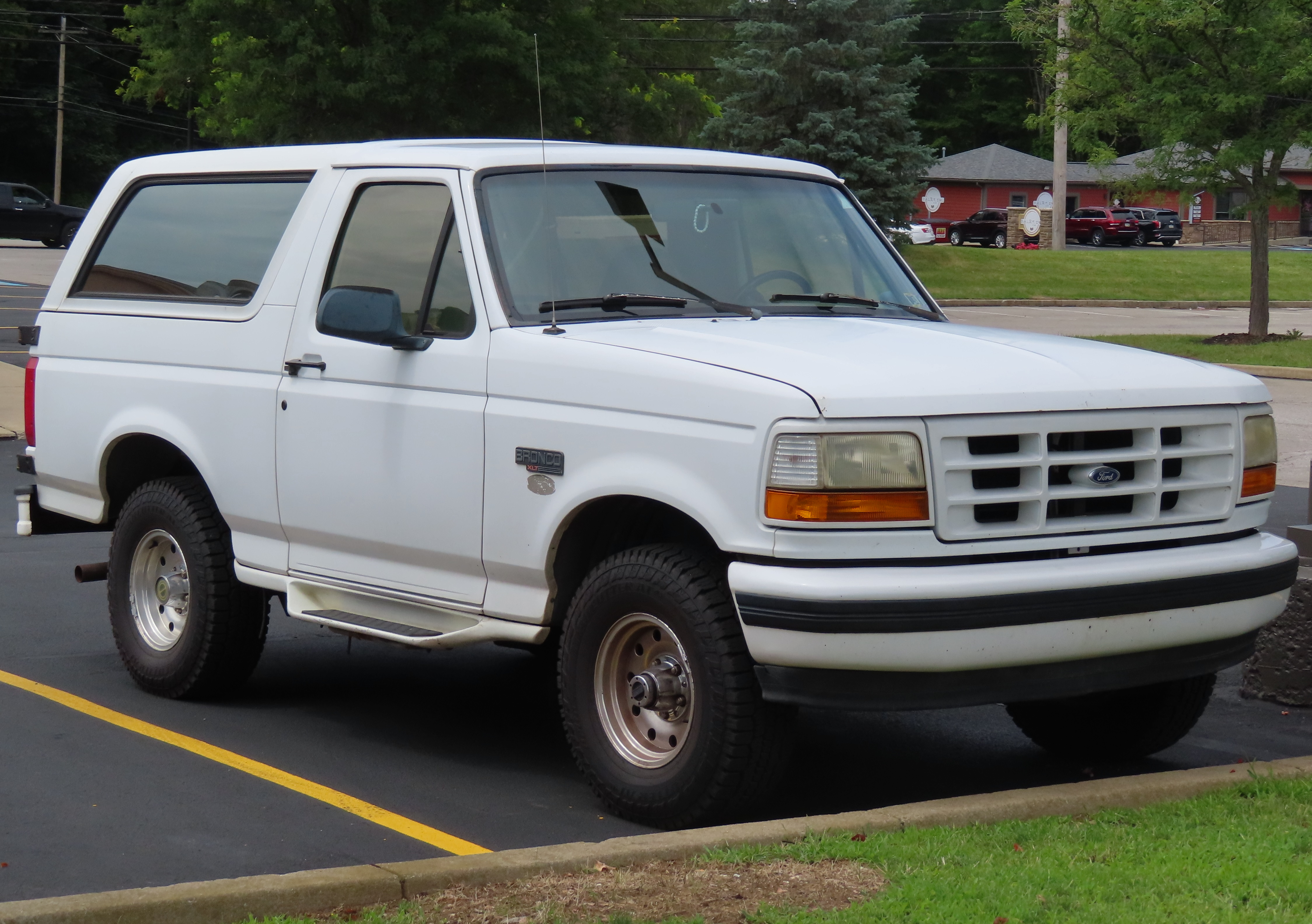
1995 Ford Bronco XLT con paquete deportivo exterior (vista frontal)
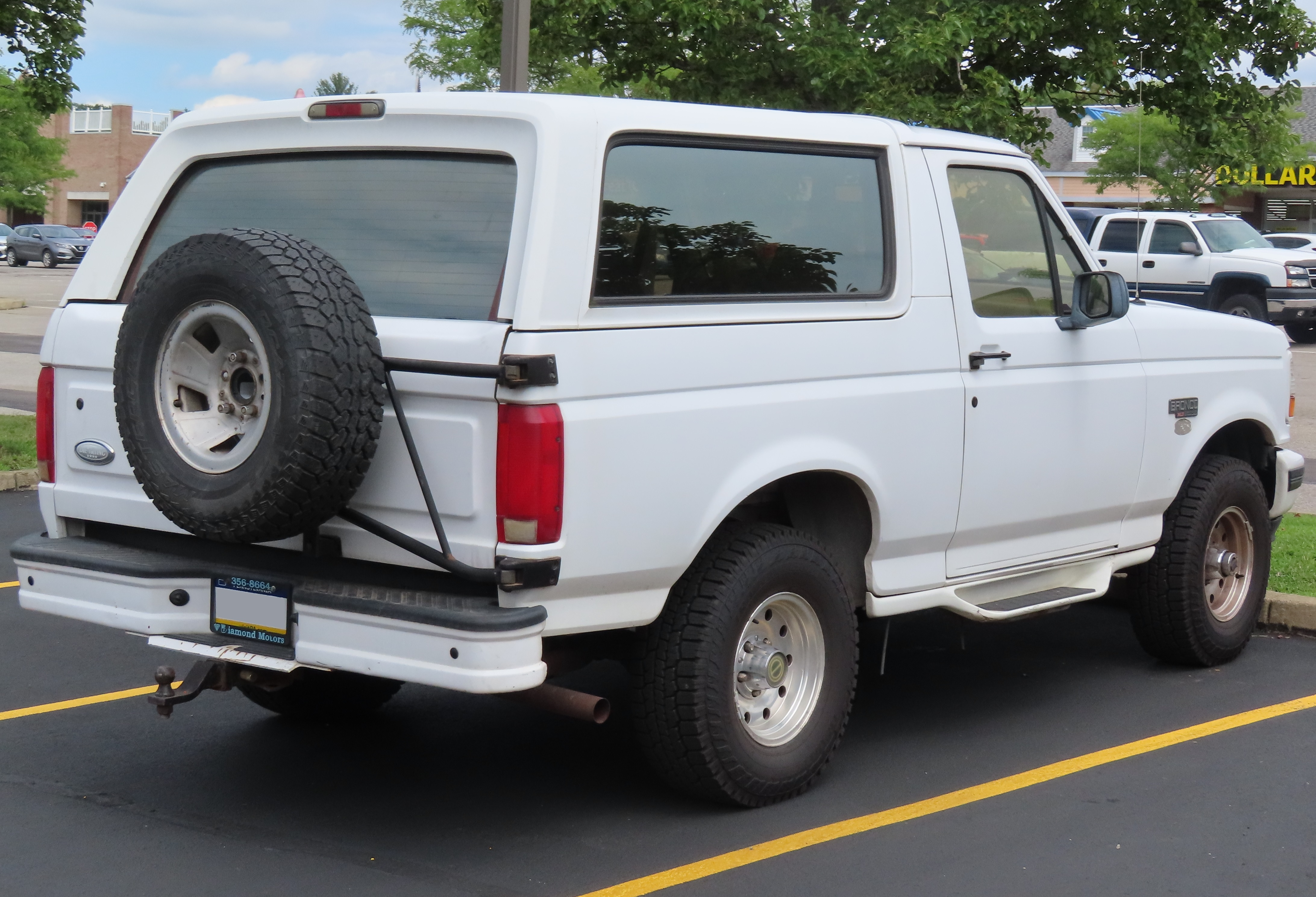
1995 Ford Bronco XLT con paquete deportivo exterior (vista trasera)
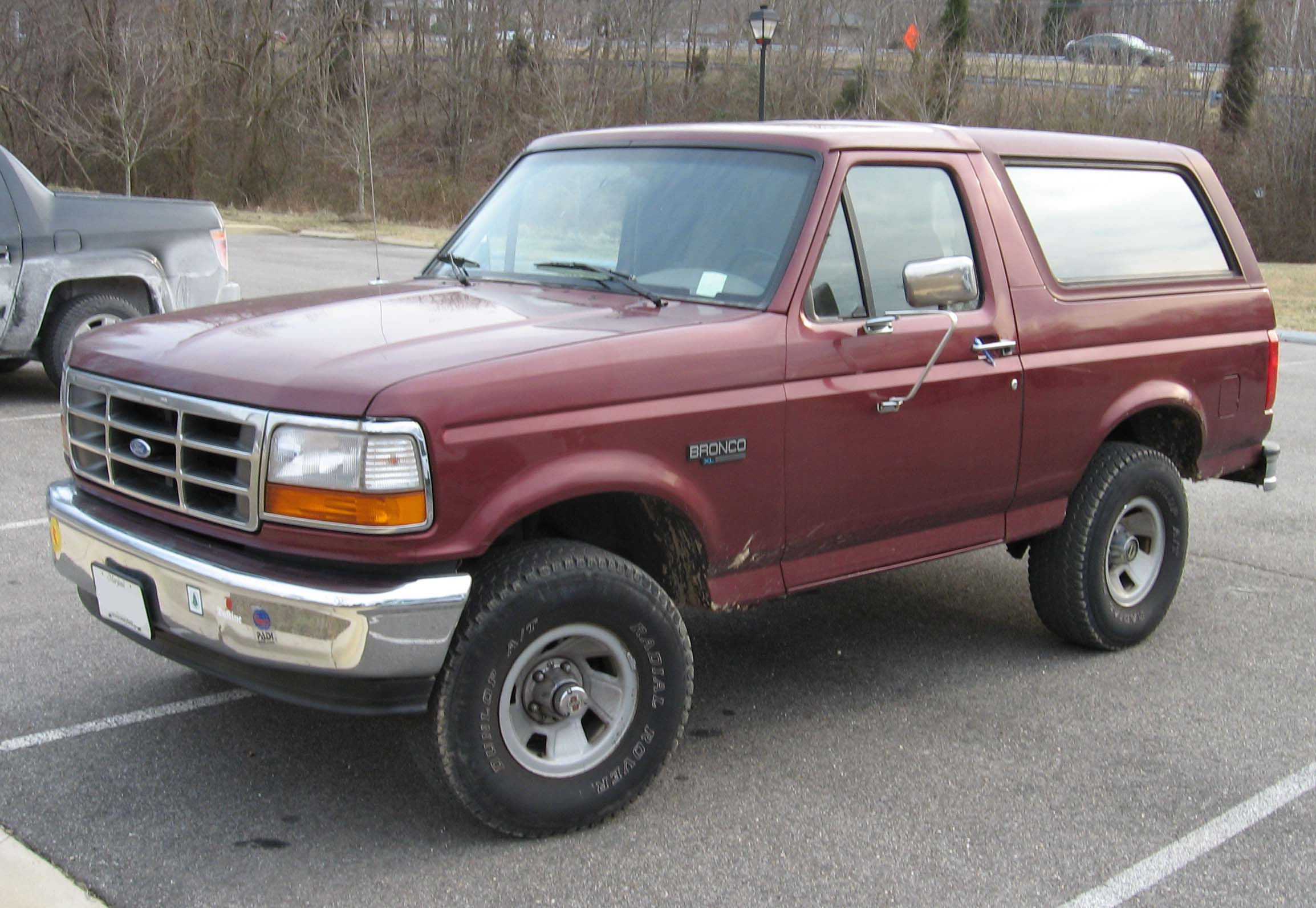
Ford Bronco 1992 - 1996
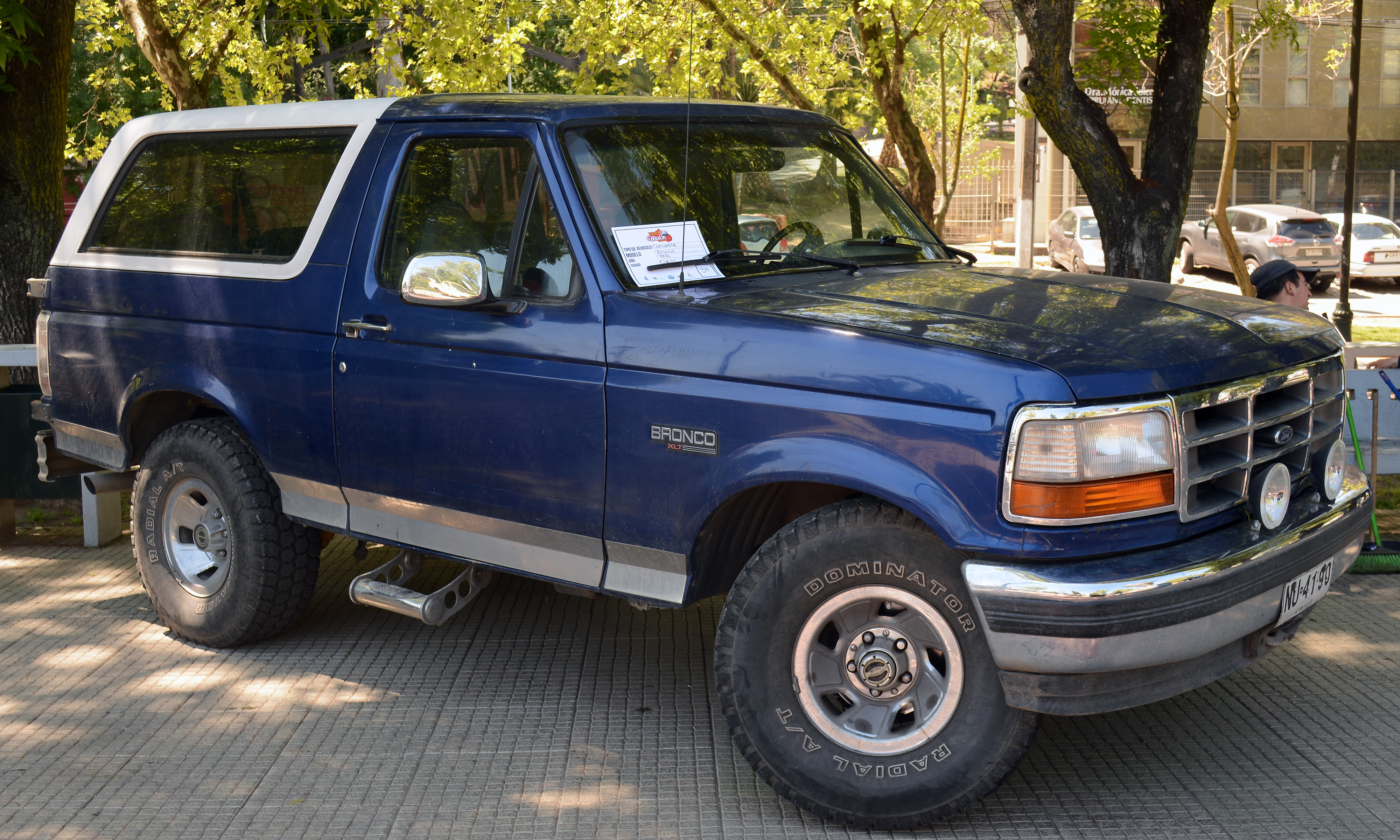
Ford Bronco XLT 1996
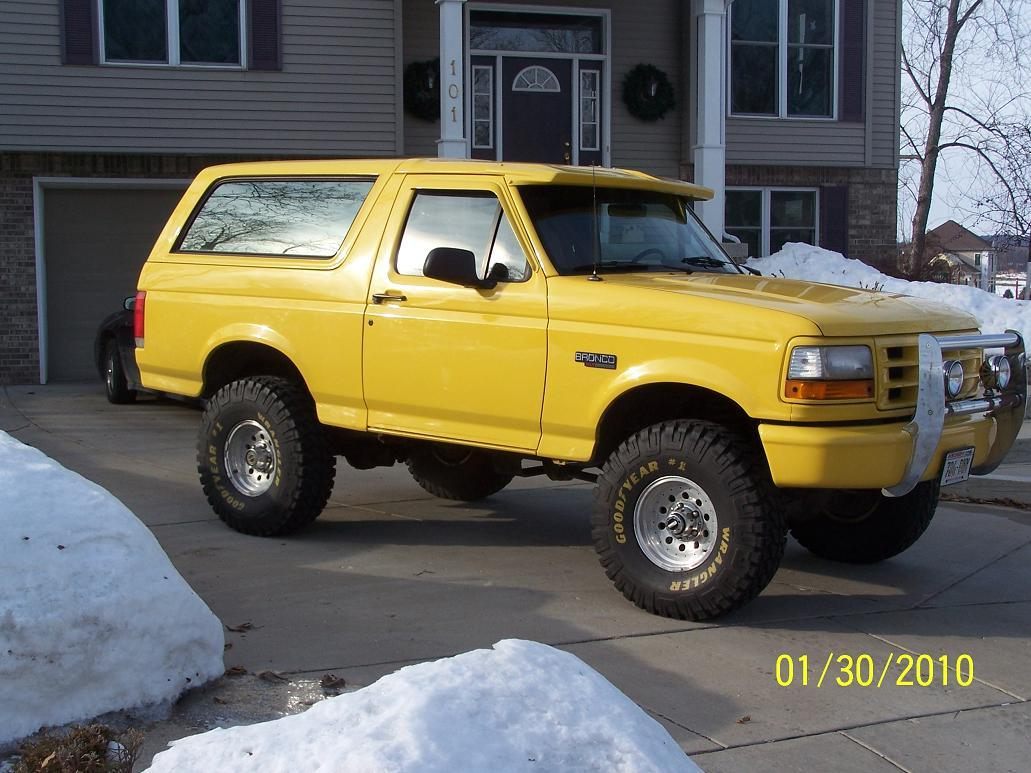
Ford Bronco XLS 1994 amarillo
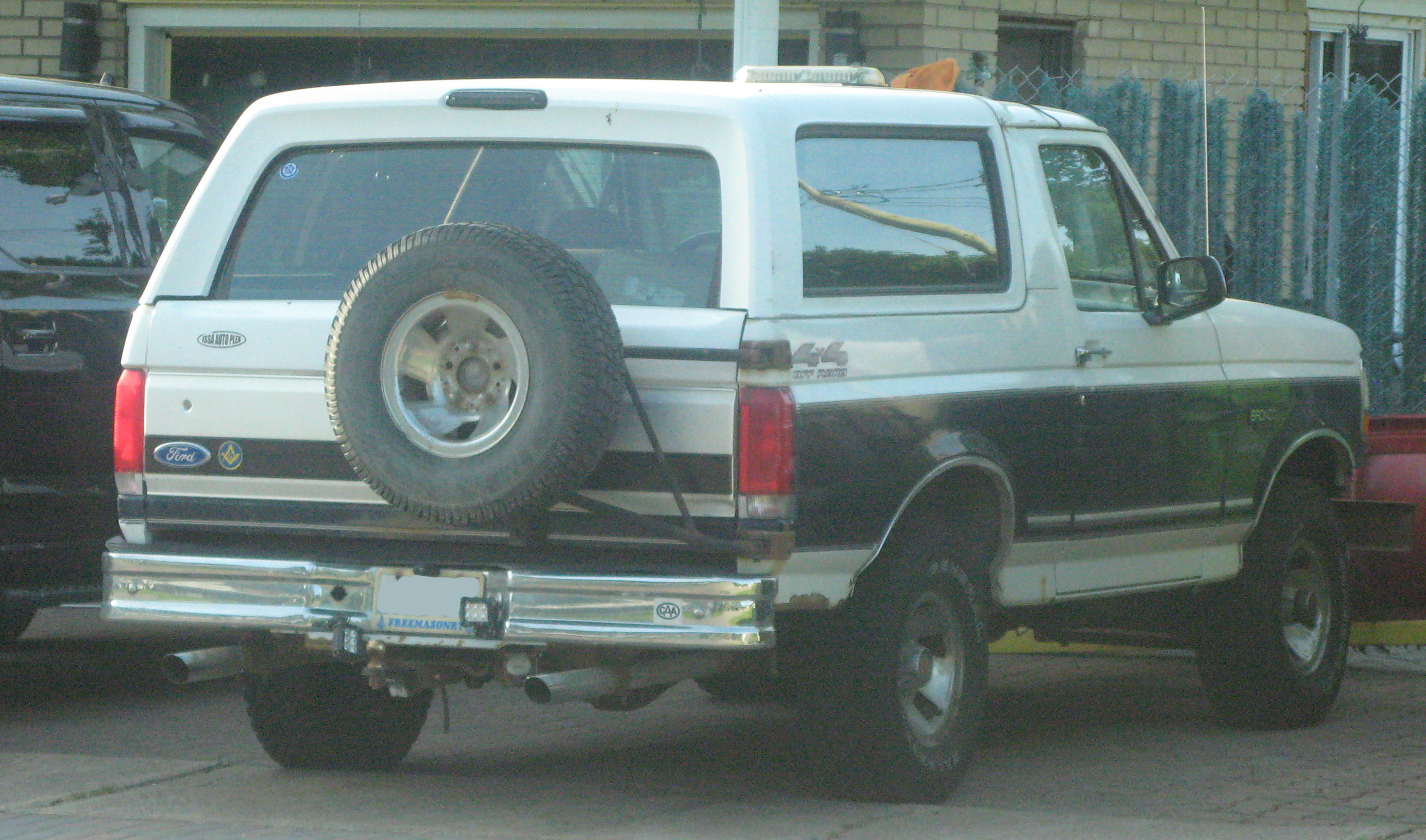
Ford Bronco 1992–1996, vista trasera

## Pausa de producción
El miércoles 12 de junio de 1996 salieron los últimos Broncos de la cadena de montaje, en la planta Ford de Míchigan, se había tomado la decisión de pausar su producción hasta 2021.
Fue reemplazado por el Ford Expedition.

## Sexta generación (U725; 2021 - presente)
En abril de 2021 el Bronco vuelve a la alineación de camionetas ligeras de Ford, después de un espacio de 25 años. Se tomó como base el chasis de la serie F de Ford hasta el Ford Ranger. La sexta generación del Bronco se volvió una SUV del segmento D por primera vez.

#### Antecedentes
La nueva revisión del Ford Bronco salió a la luz en 2016 durante las negociaciones laborales entre Ford y el UAW. A medida que se desvelaba el futuro de la planta Michigan Assembly, fue claro que el ensamblaje del futuro Ford Focus se trasladaría a México.   Después de las críticas de esta decisión por el presidente Donald Trump, el UAW rebeló a los medios que la producción del Focus y del C-Max se reemplazarían por nuevas revisiones de los nombres Ford Ranger y Ford Bronco.
Mientras que se esperaba que el Ranger fuera una versión global del Ranger T6 adaptado para su uso en América del Norte, los detalles específicos de la configuración del Bronco renacido eran menos certeros. Se especulaba que sería la competencia de Ford para el Jeep Wrangler, de esta forma se esperaba que el Bronco comenzara su producción en 2020.  En el North American International Auto Show de 2017, Ford confirmó oficialmente el regreso del Ford Bronco como modelo 2021.  Después en 2017, Ford lanzó un sitio de red social dedicado al lanzamiento del Bronco 2021.
El Ford Bronco 2021 será un SUV del segmento D que se ofrecerá tanto con variantes de dos como de cuatro puertas. Además, estará disponible un modelo crossover llamado "Bronco Sport" de dos puertas basado en el Ford Escape. Construido al lado del Ford Ranger en la Planta de Michigan Assembly en Wayne, Míchigan (hogar del ensamblaje del Ford Bronco 1966-1996), se especula ampliamente que el Bronco compartirá un chasis bastidor con el pickup Ford Ranger y el SUV del segmento D Ford Everest. Es probable que también comparta tren motriz con el Ranger, toda vez que está confirmado que tendrá una alineación de motores turbocargados de cuatro y seis cilindros.
Durante el anuncio de su retorno, el técnico oficial en jefe de Ford, Raj Nair, mencionó que el Bronco 2021 sería diseñado como una línea de modelos distinta, en vez de una versión del Everest adaptada para los Estados Unidos y Canadá. Ford mostró un prototipo de preproducción a un grupo de distribuidores en marzo de 2019. Como con el Mustang, la Serie F y el Ranger, Ford planea una familia de vehículos que lleven el ADN Bronco, de manera que el nombre "Bronco" estará presente en las partes frontal y trasera de los vehículos en vez del óvalo de Ford.
El Bronco estaba programado para debutar en primavera de 2020 como modelo 2021 pero se retrasó debido a la pandemia del COVID-19. Ford pospuso la revelación del Bronco que estaba planeada para el 18 de marzo de 2020, y retrasó la producción hasta septiembre de 2020 para el Bronco Sport. La revelación estaba programada para el 9 de julio de 2020 pero llamó la atención por ser el cumpleaños de O.J. Simpson. Ford mencionó que era solo una coincidencia y finalmente el Bronco fue revelado el 13 de julio de 2020.

#### Especificaciones
La sexta generación del Ford Bronco se mostró el 13 de julio de 2020, a las 8:00 p. m. hora del este de los Estados Unidos. Cuando se lanzó oficialmente la presentación, Ford comenzó a tomar reservaciones de $100 para el Bronco dos puertas y cuatro puertas, y se esperaba que su producción comenzara en 2021.
El propulsor estándar del Bronco de sexta generación es un EcoBoost turbocargado de 2.3 litros cuatro cilindros en línea que genera 270 hp y 310 lbft de torque. Como opcional hay un V6 EcoBoost biturbo de 2.7 litros; este motor genera 325 hp y 400 lbft de torque. Estos motores van acoplados ya sea a una transmisión manual Magna PT (Getrag) de 7 velocidades o a una transisión automática de 10 velocidades (estándar en el V6). A pesar de esta nomenclatura, la transmisión Getrag no es una transmisión de siete marchas real, más bien una unidad de seis marchas tradicional con un engrane de cociente de desplazamiento dedicado (la "C" en la palanca de cambios) como "séptima marcha".
Como una referencia al Bronco Roadster original, la sexta generación del Bronco ofrece puertas y techo desmontables para entregar una experiencia al aire libre, una característica compartida entre los modelos de dos y cuatro puertas, a la vez que ambos llevan 295 mm de distancia al suelo. La sexta generación del Bronco usa una suspensión independiente en brazo A gemela en la parte delantera y una configuración de coilover con cinco enlaces y un eje semirrígido en la parte trasera. La configuración opcional HOSS (High-Performance Off-Road Stability Suspension) reemplaza estos con amortiguadores Bilstein sensibles a posición, con múltiples zonas de compresión y rebote, en las cuatro esquinas. La barra estabilizadora frontal presenta una desconexión hidráulica para una articulación maximizada cuando se avanza lentamente, que se reconecta automáticamente cuando se recupera la velocidad.
El Bronco también utiliza ejes Dana con diferenciales electrónicos delanteros y traseros de forma estándar, siendo ambos bloqueables mediante un juego de interruptores en el medio del tablero. Además, el tren motriz del Bronco cambiarse entre 4WD Low (4L), 4WD High (4H), 4WD Automatic y 2WD High (tracción trasera), controlado desde un selector de dial cerca del selector de velocidades en vez de desde un control secundario cerca de la palanca de cambios principal.
Ford también ofrece los modos G.O.A.T. (va sobre cualquier tipo de terreno, en inglés: Goes Over Any Type of Terrain) en el Bronco de sexta generación; este sistema de control de terreno calibra la respuesta del acelerador, la conducción con las cuatro ruedas, el control de tracción y los cambios de la transmisión para maximizar la tracción cuando se conduce por terrenos no asfaltados.
Están disponibles hasta siete modos en este sistema: Normal, Eco, Deportivo, Resbaloso, arena y nieve, junto con Baja, Lodo y surcos, y Escala rocas.
El modo de conducción Trail One-pedal aplica y mantiene de manera automática los frenos cuando el conductor levanta el pedal del acelerador, deshaciéndose de la necesidad de frenar con el pie izquierdo y previniendo retrocesos inesperados. El Bronco de sexta generación también ofrece asistencia de giro en trayectos, que utiliza un sistema vectorial de torque para ayudarle a un vehículo a girar en esquinas cerradas no asfaltadas.
Otra característica nueva presentada en esta generación son los mapas de trayectos. En esencia, el nuevo software le permite a los usuarios del Bronco descargar mapas topográficos en su teléfono inteligente y proyectar el mapa en la pantalla central. Este software también le permite al conductor grabar un video de las corridas de trayectos, a la vez que despliega datos de telemetría y del mapa, y subirlo a la nube, permitiendo a otros conocer sus trayectos.

#### Aptitudes todoterreno[45]
- Altura libre al suelo: Entre 213.4 mm y 294.6 mm
- Capacidad de vadeo: 851 mm.
- Ángulo de ataque: 35.5/43.2°.
- Ángulo ventral: 21.1/29° (2 puertas); 20.0/26.3° (4 puertas).
- Ángulo de salida: 29.8/37.2° (2 puertas) o 29.7/37.0° (4 puertas).

#### Niveles de Equipamiento
El Ford Bronco está disponible en varios niveles de equipamiento:

##### Base
Especificaciones Modelo Base a los modelos del Ford Bronco:
- Disponible en dos o cuatro puertas.
- Paquete Estándar: Estándar, más:
  - 4x4 con Marcha Seleccionable de Medio Tiempo, Tracción Parcial (disponible la Tracción de Tiempo Completo).
  - Terrain Management System con 6 G.O.A.T. Modes (G.O.A.T.: Pasa por sobre cualquier tipo de terreno, Goes Over Any Type of Terrain en inglés).
  - Ruedas de acero pintado en Silver de 16 pulgadas
  - Neumáticos para Todas las Estaciones P255/70R16 de 30 pulgadas.
  - 2 ganchos delanteros para remolque, uno trasero.
  - SYNC 4 con pantalla táctil de 8 pulgadas.
  - Piso alfombrado.
  - Asientos de Tela.
- Paquete disponible: Sasquatch.

##### Big Bend
Especificaciones Modelo Big Bend:

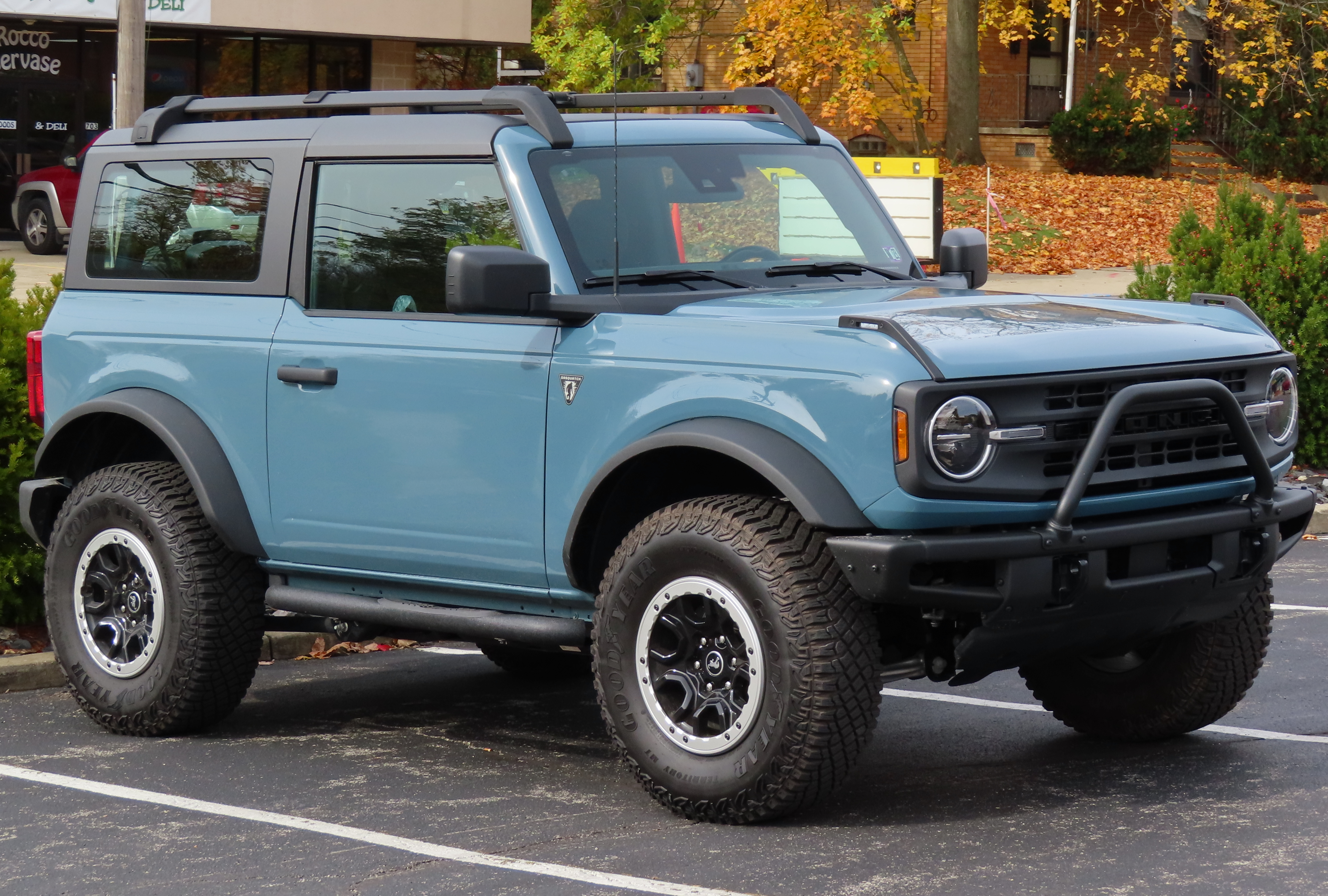
2022 Ford Bronco 2 Puertas Big Bend, con Paquete Sasquatch

- Disponible como modelo de dos o cuatro puertas.
- Paquete Estándar: Estándar, más:
  - Terrain Management System con 6 G.O.A.T. Modes (G.O.A.T.: Pasa por sobre cualquier tipo de terreno, Goes Over Any Type of Terrain en inglés).
  - Ruedas de aluminio pintado en Carbonized Gray (Gris Carbonizado) de 17 pulgadas.
  - Neumáticos para Todo Terreno P255/75R17 de 32 pulgadas.
  - Parrilla Carbonized Gray.
  - Vidrio de privacidad.
  - Volante y perilla de palanca de cambios forrados de cuero.
  - Asientos de tela.
- Paquetes disponibles: Mid y Sasquatch.

##### Black Diamond
Especificaciones Modelo Black Diamond:
- Disponible como modelo de dos o cuatro puertas.
- Paquete Estándar: Estándar, más:
  - Terrain Management System con 6 G.O.A.T. Modes (G.O.A.T.: Pasa por sobre cualquier tipo de terreno, Goes Over Any Type of Terrain en inglés).
  - Ruedas de aluminio pintado en Carbonized Gray (Gris Carbonizado) de 17 pulgadas.
  - Neumáticos para Todo Terreno P255/75R17 de 32 pulgadas.
  - Defensa de acero pulvirrevestido con faros LED antiniebla integrados y ganchos para remolque.
  - Rieles para rocas y placas protectoras de trabajo pesado.
  - Pisos de caucho con tapones de drenaje.
  - Asientos de vinilo de grado marino.
  - 2 ganchos, 2 delanteros, 2 traseros.
- Paquetes disponibles: Mid y Sasquatch.

##### Outer Banks

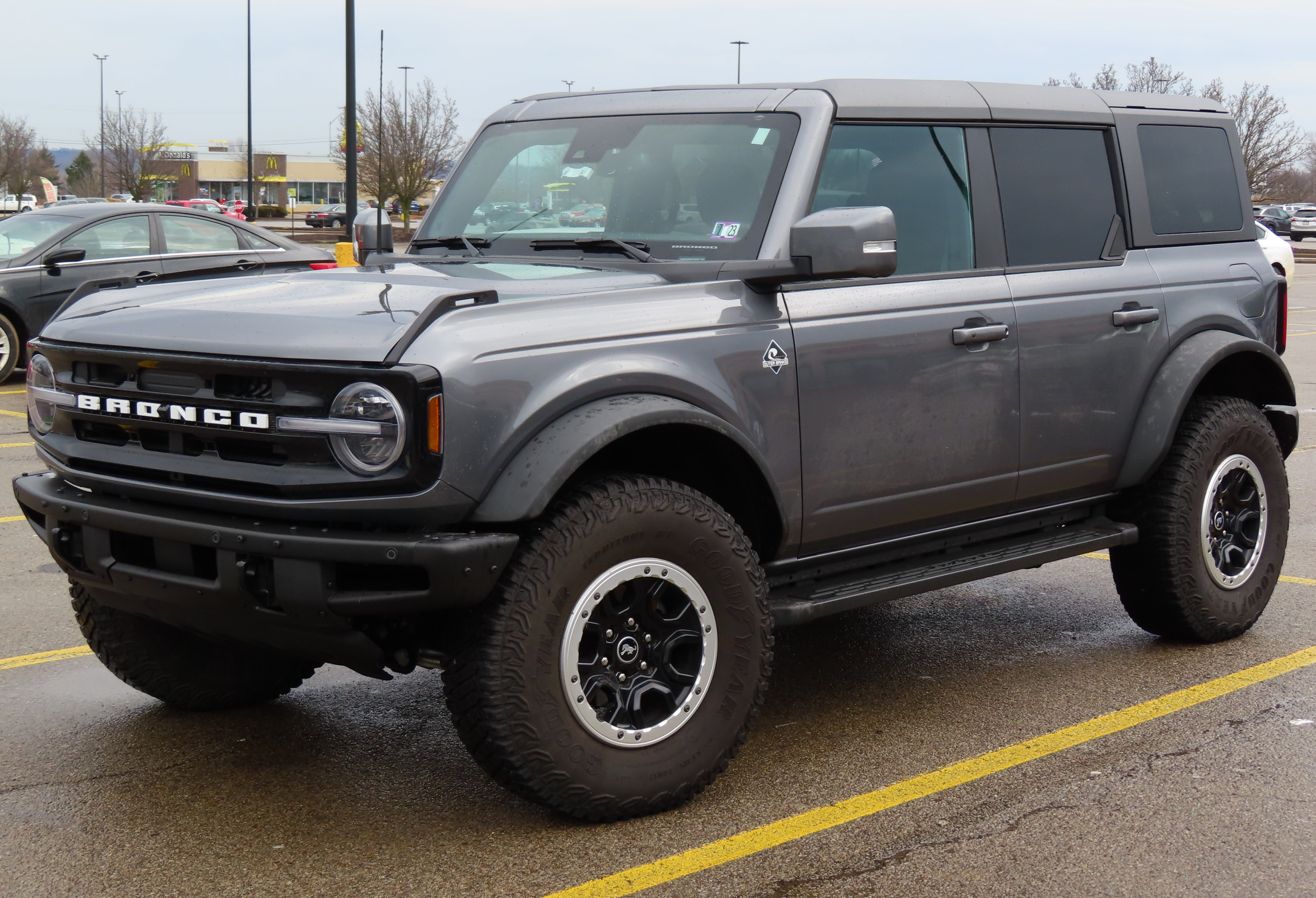
2022 Ford Bronco 4 Puertas Outer Banks, con Paquete Sasquatch

Especificaciones Modelo Outer Banks:
- Disponible como modelo de dos o cuatro puertas.
- Paquete Estándar:  Paquete Mid, más:
- Terrain Management System con 6 G.O.A.T. Modes (G.O.A.T.: Pasa por sobre cualquier tipo de terreno, Goes Over Any Type of Terrain en inglés).
- Ruedas de aluminio con frente maquinado pintado de Black de 18 pulgadas.
- Neumáticos para Todo Terreno P255/70R18 de 32 pulgadas.
- Característicos faros delanteros y luces traseras LED.
- Escalones tubulares pulvirrevestidos.
- Asientos de tela con calefacción en la fila delantera.
- Asientos tapizados en cuero.
- Paquetes disponibles: High, Lux y Sasquatch.

##### Badlands
Especificaciones Modelo Badlands:

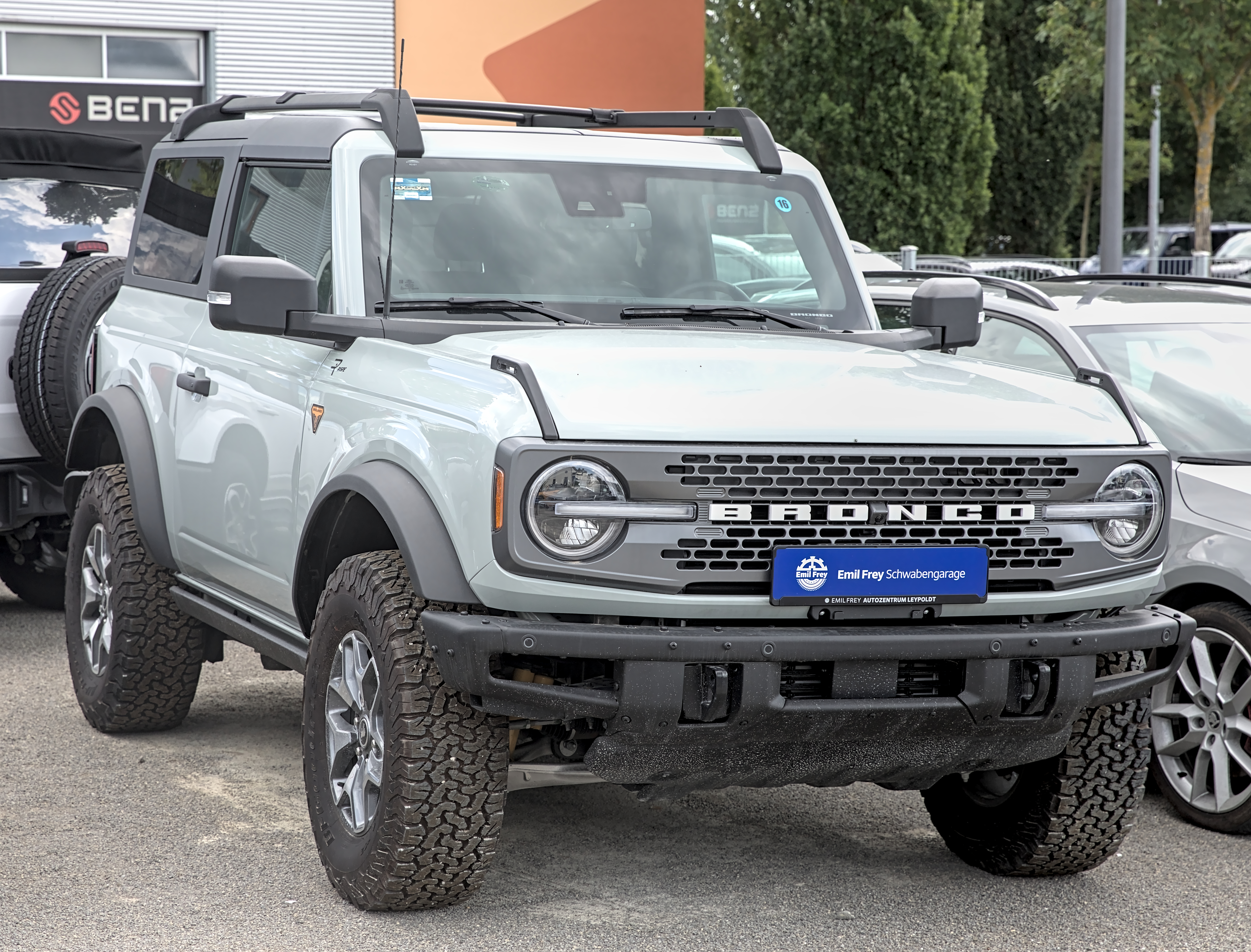
2022 Ford Bronco 4 Puertas Badlands

- Disponible como modelo de dos o cuatro puertas.
- Paquete Estándar:  Paquete Estándar, más:
  - Terrain Management System con 6 G.O.A.T. Modes (G.O.A.T.: Pasa por sobre cualquier tipo de terreno, Goes Over Any Type of Terrain en inglés).
  - Ruedas de aluminio con frente maquinado pintado en Carbonized Gray de 17 pulgadas.
  - Neumáticos para Todo Terreno LT285/70R17 de 33 pulgadas.
  - Exclusiva suspensión Badlands con desconexión de barra estabilizadora delantera.
  - Defensa de acero pulvirrevestido con faros LED, antiniebla integrados y ganchos para remolque pulvirrevestidos en acero en trasera.
  - Pisos de caucho con tapones de drenaje.
  - Asientos de vinilo marino.
- Paquetes disponibles: Mid, High, Lux y Sasquatch.

##### Wildtrak
Modelo Wildtrak:

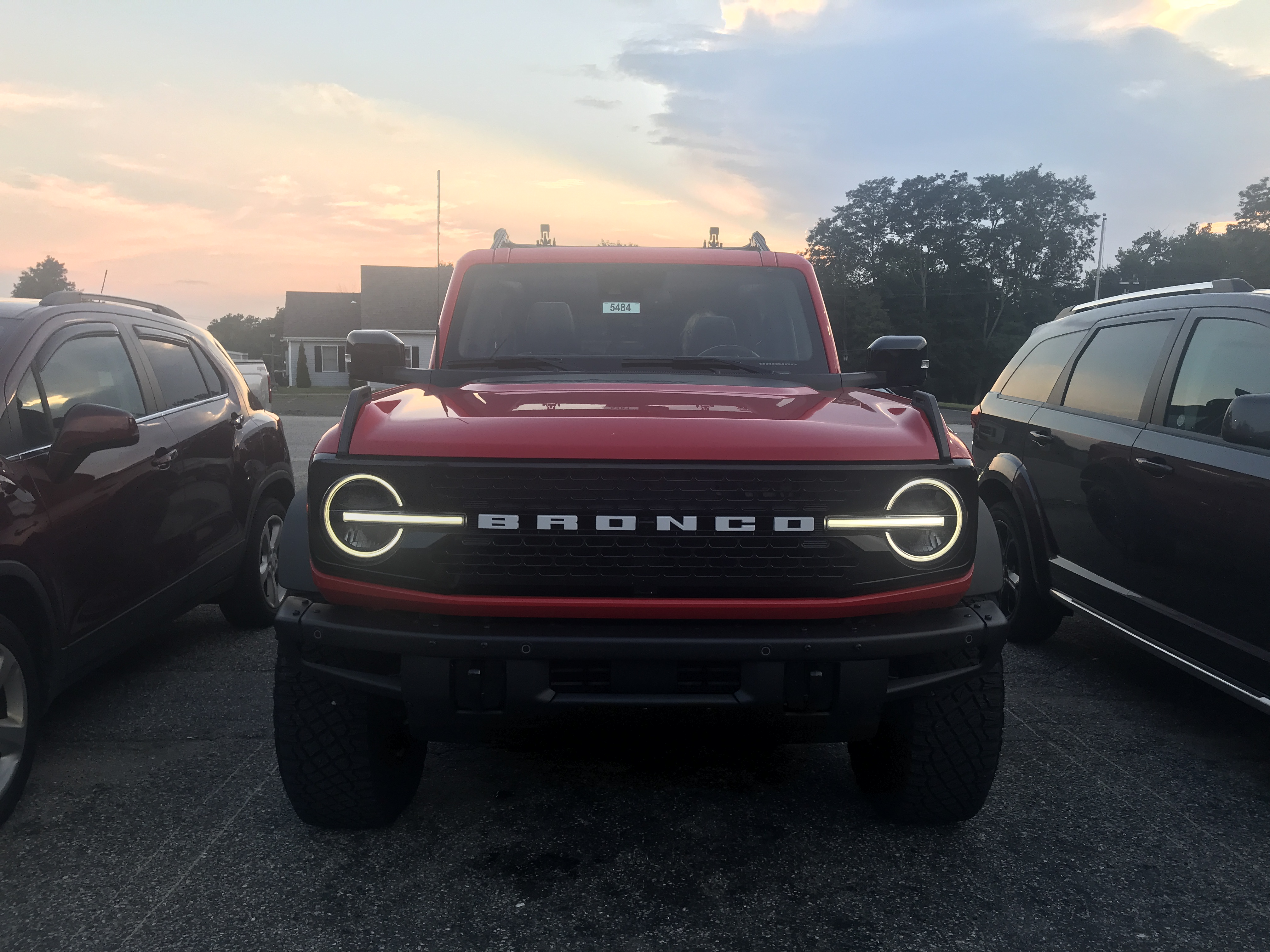
2021 Ford Bronco 4 Puertas Wildtrak

- Disponible como modelo de dos o cuatro puertas.
- Paquete Estándar:  Paquete Mid y HOSS 3.0 más:
  - Motor gasolina V6 EcoBoost Twin-Turbocharged de 2.7L, acoplado a una transmisión automática de diez velocidades.
  - Terrain Management System con 6 G.O.A.T. Modes (G.O.A.T.: Pasa por sobre cualquier tipo de terreno, Goes Over Any Type of Terrain en inglés), que incluye Baja.
  - Gráfico Wiltrak en el capó.
  - Piso alfombrado.
  - Asientos de tela con calefacción en la fila delantera.
  - Asientos tapizados en cuero disponibles.
- Paquetes disponibles: High y Lux.

##### Everglades
Modelo Everglades:
- Disponible como modelo de cuatro puertas.
- Paquete Estándar:  Paquete Mid y Sasquatch más:
- Terrain Management System con 6 G.O.A.T. Modes (G.O.A.T.: Pasa por sobre cualquier tipo de terreno, Goes Over Any Type of Terrain en inglés), que incluye Baja.
- Cabestrante WARN instalado de fábrica.
- Tubo Esnórquel instalado de fábrica.
- Neumáticos para lodo de 35 pulgadas.
- Techo Duro moldeado en coloe (MIC) Carbonized Gray.
- Defensa Delantera Modular para Trabajo Pesado de Desempeño Ford (Ford Performance).
- Gráfico lateral Everglades (funciona como medidor de profundidad para vadear agua).
- Asientos de vinilo marino con piso lavable.
- Es un modelo de edición especial basado en el equipo estándar del modelo [Ford_Bronco#Black_Diamond|Black Diamond]].

##### Raptor

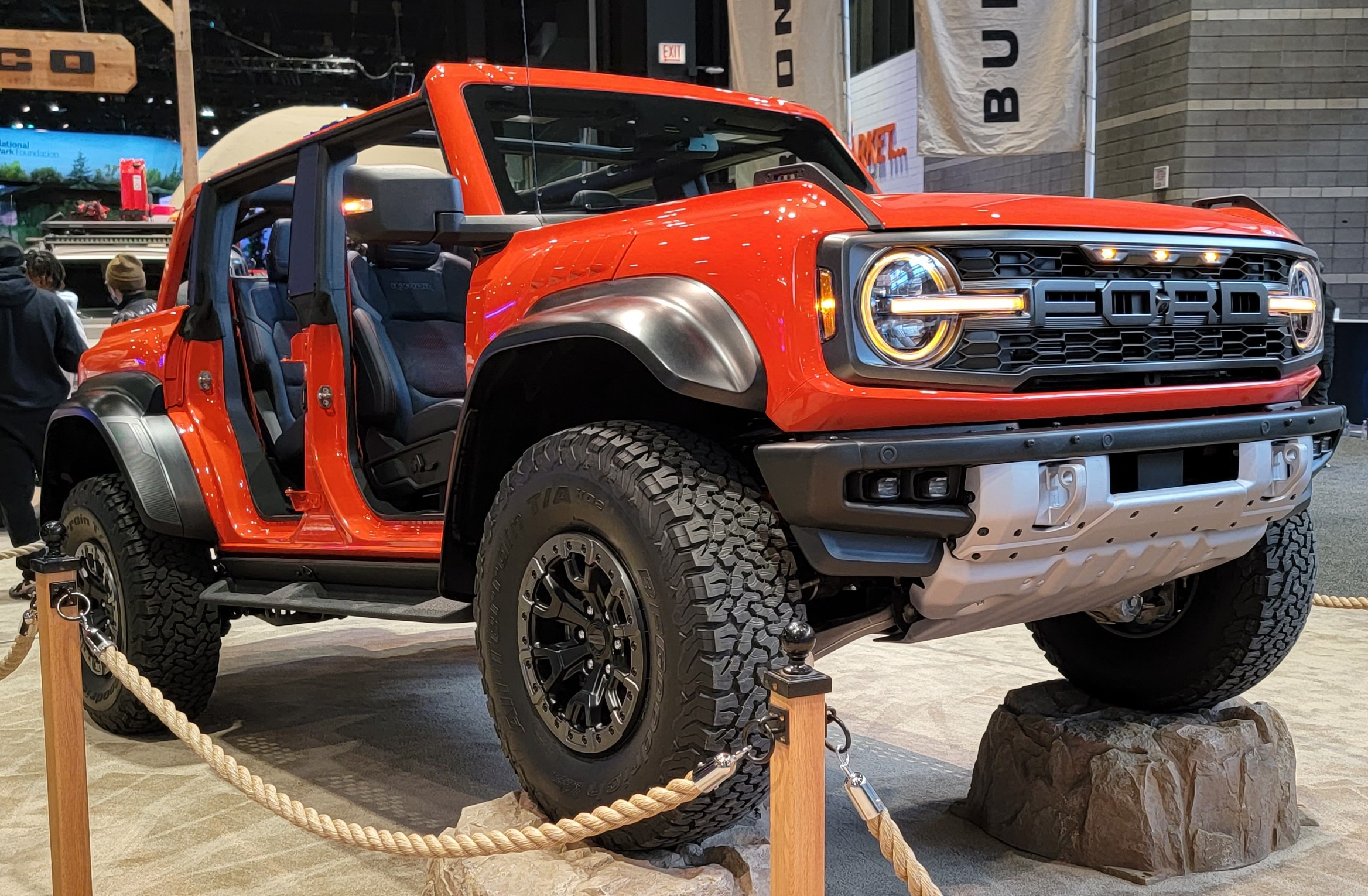
2023 Ford Bronco 4 Puertas Raptor

Ford anunció un nivel de equipamiento Modelo Raptor para 2022 solo en una versión de 4 puertas. 
Desarrollado por Ford Performance, el Bronco Raptor tiene un EcoBoost 3.0 TT V6 con un Modo Baja, que genera 418 hp y 440 lb-ft de torque. El vehículo también tendrá un sistema de enfriamiento mejorado, lo que permitiría que la Bronco Raptor funcione mejor en temperaturas más altas. La Bronco Raptor también es más ancha con 85,7 pulgadas (2180 mm) y se asienta sobre una nueva suspensión Fox con 13,1 pulgadas (330 mm) de distancia al suelo (1,6 pulgadas (41 mm) más que la Bronco con el paquete Sasquatch). Se han mejorado o agregado muchos otros componentes en el Bronco Raptor, como ejes más fuertes, barras transversales más rígidas, un escape doble con varios modos de escape diferentes, llantas de 37 pulgadas, un marco de mayor resistencia, parachoques delantero reforzado, ejes de transmisión más grandes para aumentar la capacidad de las ruedas. torque, mejores frenos (de la F-150 Raptor), parrilla con placa de identificación de Ford (a diferencia de Bronco en otras versiones) y un modo de remolque/transporte. El Bronco Raptor es capaz de remolcar 4,500 libras(2000 kg), que es 1000 libras (450 kg) más que la Bronco estándar. Debido al ancho del Bronco Raptor, hay iluminación adicional exigida por el gobierno. El interior de la Bronco Raptor también es diferente de otras versiones. Acentos y costuras código naranja exclusivos, refuerzos adicionales en los asientos con costuras bordadas Raptor, molduras de fibra de carbono, un volante más grueso, paletas de cambios de magnesio, tablero cosido en cuero y una pantalla táctil central más grande.
- Disponible como modelo de cuatro puertas.
- Paquete Estándar:  Paquete Mid y High más:
  - Terrain Management System con 6 G.O.A.T. Modes (G.O.A.T.: Pasa por sobre cualquier tipo de terreno, Goes Over Any Type of Terrain en inglés).
  - Suspensión HOSS 4.0 con Amortiguadores Semiactivos de Derivación Internos FOX Live Valve 3.1.
  - Neumáticos para todoterreno d3 37 pulgadas.
  - Motor EcoBoost V6 de 3.0L.
  - Techo duro, moldeado en color (MIC) Carbonized Gray.
  - Defensa Delantera Modular para Trabajo Pesado de Desempeño Ford (Ford Performance) con faros antiniebla RIGID.
  - Placas protectoras de acero en todo el vehículo para trabajo pesado.
  - Desconexión de barra estabilizadora delantera.
  - Cámara de 360 grados.

Paquetes disponibles:  Paquete Lux

##### Heritage
Modelo Heritage:
- Disponible como modelo de cuatro puertas.
- Paquete Estándar:  Paquete Mid y Sasquatch más:
  - Terrain Management System con 6 G.O.A.T. Modes (G.O.A.T.: Pasa por sobre cualquier tipo de terreno, Goes Over Any Type of Terrain en inglés).
  - Techo Duro, Modular Pintado en Oxford White.
  - 5 opciones de pintura exterior: Shadow Black, Azure Gray Metallic Tri-coat, Carbonized Gray metallic, Cactus Gray y Race Red.
  - Ruedas de 17 pulgadas en Oxford White.
  - Emblema y Calcomanías con la Leyenda Classic Bronco.
  - Parrilla Pintada en White con Letras FORD en Red.
  - Asientos a Cuadros Vintage.
  - Panel de Instrumentos en Oxford White.
  - Exclusivo Emblema de la Consola Heritage Edition.

##### Heritage Limited
Modelo Heritage Limited:
- Disponible como modelo de cuatro puertas.
- Paquete Estándar:  Paquete Mid, High, Lux y Sasquatch más:
- Terrain Management System con 6 G.O.A.T. Modes (G.O.A.T.: Pasa por sobre cualquier tipo de terreno, Goes Over Any Type of Terrain en inglés).
- Techo Duro, Modular Pintado en Oxford White.
- 5 opciones de pintura exterior: Shadow Black, Azure Gray Metallic Tri-coat, Carbonized Gray metallic, Cactus Gray y Race Red.
- Ruedas de 17 pulgadas en Oxford White.
- Gráficos Laterales Heritage Limited Edition.
- Emblema Exterior con Leyenda Bronco de Metal.
- Parrilla Pintada en White con Letras FORD en Red.
- Asientos a Cuadros Vintage.
- Panel de Instrumentos en Oxford White.
- Exclusivo Emblema de la Consola Heritage Limited.

#### Paquetes disponibles

##### Paquete Estándar
El Paquete Estándar, posee las siguientes características:
- Faros delanteros LED, pantalla táctil LCD de 8 pulgadas.
- Cámara de marcha atrás con Backup Assist y línea de cuadrícula.
- Compatibilidad Inalámbrica con Apple CarPlay y Android Auto.
- Guardabarros acampanados traseros y ganchos de amarre en la defensa
- Aire Acondicionado Manual
- Entrada sin llave a control remoto y botón de encendido.

##### Paquete Mid
El Paquete Mid, posee las siguientes características:
- Sistema de Arranque Remoto (sólo transmisiones automáticas)
- Acceso Inteligente en dos puertas con traba/destraba.
- Tomacorriente de CA.
- Asientos delanteros térmicos
- Sistema de Detección de Marcha Atrás.
- SYNC 4 con Software de Reconocimiento de Voz Mejorados.
- Ford Co-Pilot360 (Disponible en los modelos Big Bend, Black Diamond y Badlands).

##### Paquete High
El Paquete High, posee las siguientes características:
Contiene al Paquete Mid, más:
- Pantalla táctil de 12 pulgadas en la consola central.
- Cámara de 360 grados.
- Materiales amortiguadores de sonido adicionales.
- Sistema de Detección de Marcha Hacia Adelante.
- Espejos laterales y Luces de aproximación LED (Disponible en los modelos Outer Banks, Black Diamond y Wildtrak).

##### Paquete Lux
El Paquete Lux, posee las siguientes características:
Contiene a los Paquetes Mid yHigh, más:
- Control de Velocidad Adaptable.
- Sistema de Sonido B&O con 10 Altavoces, Subwoofer incluido.
- Dirección Asistida Evasiva.
- Volante térmico.
- Apertura universal de puerta de garaje.
- 2 puertos USB de carga inteligente delanteros adicionales.
- Sistema de Navegación Conectado Integrado.
- Base de carga inalámbrica.

##### Paquete Sasquatch
El Paquete Sasquatch, posee las siguientes características:
- Ruedas de 17 pulgadas con bloqueo de talón (Aro Beadlock: Aro de Bloqueo para Rodamiento en Presión Disminuida).
- Neumáticos para Terreno Fangoso LT315/70R17 BSW de 35 pulgadas de diámetro.
- Ejes delanteros y traseros con bloqueo electrónico, relación de transmisión final 4.7 (Diferencial Trasero Bloqueable con Relación Final de Eje 4.7:1).
- Guardabarros acampanados con distancia al suelo alta (Estándar en Everglades), que cuenta con ruedas de aleación exclusivas de 17 pulgadas pintadas en Carbonized Gray.
- Suspensión Sasquatch de Altura Incrementada.

##### Paquete de Suspensión HOSS

###### HOSS 1.0
- Estándar en Bronco Base, Outer Banks y Black Diamond.

Las características estándar incluyen:
- Sistema de amortiguación pasivo y convencional.
- Brazos dobles en A de aleación, forjados con resortes helicoidales para viajes largos.
- Amortiguadores para trabajo pesado con afinación HOSS en la parte delantera y trasera.
- Eje trasero sólido de 220 mm con resortes helicoidales de índice variable para viajes largos.

###### HOSS 2.0
- Estándar en Bronco Badlands, Everglades, Heritage, Heritage Limited, o cualquier modelo equipado con Paquete Sasquatch.

Las características estándar incluyen:
- Sistema de amortiguación pasivo y convencional.
- Brazos dobles en A de aleación, forjados con Amortiguadores Sensibles a la Posición Bilstein, afinación HOSS y control de tope para viajes largos.
- Válvulas de Control de Tope.
- Suspensión delantera independiente.

###### HOSS 3.0
El Paquete Suspensión HOSS 3.0, es estándar para modelo Wiltrak, además del Paquete Sasquatch, incluye:
- Amortiguadores Semiactivos de Derivación Interna Live Valve 3.1.
- Defensa delantera de acero pulvirrevestido.
- Placas protectoras delanteras de acero.
- Desempeño Ford: Extremos de bielas de conexión y cremallera para trabajo pesado.

###### HOSS 4.0
El Paquete Suspensión HOSS 4.0, es estándar para modelo Raptor', incluye:
- Tecnología Live Valve con amortiguación sensible a la posición.
- Amortiguadores Semiactivos de Derivación Interna 3.1.
- Recipientes delanteros integrados.
- Recipientes remotos en la parte trasera.

#### Modos G.O.A.T.
Los Modos G.O.A.T. (Pasa cualquier tipo de Terreno), son 10 modos de conducción son los siguientes:

##### Sport
- Mejor respuesta del acelerador.
- Desempeño de manejo optimizado.
- Sensación más ajustada y deportiva.
- Estándar en modelos Base, Big Bend, Outer Banks, Wiltrak, Heritage y Raptor.

##### Eco
- Guarda combustible.
- Estándar en todos los paquetes de equipamiento.
- Altera la afinación del motor, enfocándose en la eficiencia.

##### Normal
- Modo cotidiano, equilibrio de aceleración, practicidad y desempeño.
- Estándar en todos los paquetes de equipamiento.

##### Resbaladizo
- Para cuando las condiciones del camino poseen esta característica.
- Disminuye la respuesta del acelerador.
- Optimiza los cambios para la nieve, hielo, o cualquier superficie mojada o resbaladiza.
- Controles de tracción y estabilidad son más rígidos, para tener más control.
- Estándar en todos los paquetes de equipamiento.

##### Sand/Snow
- Arena/Nieve, permite derrapar, activando el bloqueo de las cuatro ruedas, para mantener el control.

##### Mud
- Barro/Surcos, activa el bloqueo de las cuatro ruedas.
- Permite que las rueda patinen de una manera regulada.
- Estándar en los modelos Big Bend, Outer Banks, Wildtrak, Black Diamond, Everglades y Badlands.

##### Rock Crawl
- Trepar por rocas (gateo), activa el bloqueo de tracción en las cuatro ruedas, y el bloqueo del diferencial trasero.
- A una baja velocidad, la cámara delantera se enciende, y permite ver los obstáculos que se aproximan.
- Estándar en los modelos Black Diamond, Badlands, Heritage Limited, Everglades y Raptor.

##### Baja
- Este modo es ideas para andar todo terreno a altas velocidades.
- Optimiza el control de aceleración para una mejor respuesta y torsión.
- Estándar en los modelos Wildtrak, Badlands, Heritage Limited, Everglades y Raptor.

##### Tow-Haul
- Remolque/Transporte, es el modo que pone marchas de más velocidad y reduce la frecuencia de cambio de marchas.
- Aplica el freno del motor en todas las marchas hacia adelante y asiste en el control al descender pendientes.
- Todo controlado por la intensidad con la cual se prima el pedal de freno.
- Estándar en Raptor.

##### Todoterreno
- Optimiza la respuesta del pedal del acelerador y los controles de tracción y estabilidad para mejorar el desempeño.
- Estándar en Raptor.

## Especificaciones por generación
|                           | Descripción general                                                                                                  | Descripción general | Descripción general | Cuerpo y Chasis     | Cuerpo y Chasis                                      | Cuerpo y Chasis | Tren motriz (Mecánica) | Tren motriz (Mecánica) | Dimensiones | Dimensiones                                                   | Dimensiones                     | Dimensiones | Dimensiones |
| Generación                | Diseñador | Fábricas | Período             | Tipo                | Carrocerías                                          | Configuración   | Motor | Transmisión | Longitud x Altura x Ancho | Distancia entre ejes                                          | Peso                            |             |             |
| Primera: 1966 - 1977      | Donald N. Frey (1964) Paul G. Axelrad, McKinley Thompson Jr. (1964)                                                  | Estados Unidos: Wayne (Planta de Ensamblaje de Michigan)                                                                     | 1966 - 1977         | SUV compacto        | SUV 3 puertas Pickup 2 puertas Convertible 0 puertas | D4              | 170 plg³ (2,8 L) Straight-6 200 plg³ (3,3 L) Straight-6 289 plg³ (4,7 L) small block V8 302 plg³ (4,9 L) small block V8                                                                   | Manual, 3 velocidades Automática, 3 velocidades | 151,5 plg (385 cm) x 68,5 plg (174 cm) x 71,6 plg (182 cm) | 92 plg (234 cm)                                               |                                 |             |             |
| Segunda: 1978 - 1979      | Dick Nesbitt (1972)                                                                                                  | Estados Unidos: Wayne (Planta de Ensamblaje de Michigan)                                                                     | 1978 - 1979         | SUV tamaño completo | SUV 3 puertas                                        | D4              | 351 plg³ (5,8 L) 351M V8 400 plg³ (6,6 L) 400 V8 | Manual Borg-Warner T-18, 4 velocidades Manual New Process NP435, 4 velocidades Automática C6, 3 velocidades; Potencia: 156 hp (1978) Potencia: 158 hp (1979)        | 180,3 plg (458 cm) x 79,3 plg (201 cm) x 75,5 plg (192 cm) | 104 plg (264 cm)                                              | 4663 a 4718 lb (2115 a 2140 kg) |             |             |
| Tercera: 1980 - 1986      | Don Kopka (Director de diseño) John Najjar (1977)                                                                    | Estados Unidos: Wayne (Planta de Ensamblaje de Michigan) Australia: Planta de Ensamblaje de Broadmeadows                     | 1979 - 1986         | SUV tamaño completo | SUV 3 puertas                                        | D4              | 300 plg³ (4,9 L) Straight-6 302 plg³ (4,9 L) 302 V8 351 plg³ (5,8 L) 351M V8 351 plg³ (5,8 L) Windsor V8                                                                                  | Manual Borg-Warner T-18, 4 velocidades Manual New Process NP435, 4 velocidades Tremec RTS OverDrive, 4 velocidades Automática C6, 3 velocidades AOD, 4 velocidades. | 180,4 plg (458 cm) x 79,3 plg (201 cm) x 75,5 plg (192 cm) | 104 plg (264 cm)                                              | 4343 a 4374 lb (1970 a 1984 kg) |             |             |
| Cuarta: 1987 - 1991       | | Estados Unidos: Wayne · (Planta de Ensamblaje de Michigan) · Venezuela Valencia, Carabobo (Planta de Ensamblaje de Valencia) | 1986 - 1991         | SUV tamaño completo | SUV 3 puertas                                        | D4              | 300 plg³ (4,9 L) Straight-6 302 plg³ (4,9 L) 302 V8 351 plg³ (5,8 L) Windsor V8 | Manual Borg-Warner T-18, 4 velocidades Manual M5OD-R2, 5 velocidades Automática C6, 3 velocidades Automática AOD, 4 velocidades Automática E4OD, 4 velocidades      | 1987 - 1989: 180,5 plg (458,5 cm) x 79,1 plg (200,9 cm) x 74 plg (188 cm) 1990 - 1991: 180,5 plg (458,5 cm) x 79,1 plg (200,9 cm) x 74,5 plg (189,2 cm)                                                                   | 104,7 plg (265,9 cm)                                          |                                 |             |             |
| Quinta: 1992 - 1996       | | Estados Unidos: Wayne · (Planta de Ensamblaje de Michigan) · Venezuela Valencia, Carabobo (Planta de Ensamblaje de Valencia) | 1992 - 1996         | SUV tamaño completo | SUV 3 puertas                                        | D4              | 300 plg³ (4,9 L) Straight-6 (1992) 302 plg³ (4,9 L) 302 V8 351 plg³ (5,8 L) Windsor | Automática AOD-E, 4 velocidades Automática E4OD, 4 velocidades Manual M5OD-R2, 5 velocidades                                                                        | 1995 - 1996: 183,6 plg (466,3 cm) x 79,1 plg (200,9 cm) x 74,4 plg (189 cm) 1992 - 1994: 183,6 plg (466,3 cm) x 79,1 plg (200,9 cm) x 74,5 plg (189,2 cm)                                                                 | 104,7 plg (265,9 cm)                                          |                                 |             |             |
| Sexta: 2021 - al presente | Paul Wraith (diseñador jefe de programas, 2018) Robert Gelardi (Jefe de diseño, 2018) Daniel Kangas (Bronco R, 2019) | Estados Unidos: Wayne (Planta de Ensamblaje de Michigan)                                                                     | 2021 - al presente  | SUV de tamaño medio | SUV todoterreno convertible 2 y 4 puertas            | D4              | 2.3 L EcoBoost I4 turbo (gasolina), Potencia: 270 hp 2.7 L EcoBoost V6 twin-turbo (gasolina), Potencia: 325 hp 3.0 L EcoBoost V6 twin-turbo (gasolina), Potencia: 400 hp (406 PS; 298 kW) | Manual MTI550 Getrag, 7 velocidades (sólo 2.3L) Automática Ford-GM SelectShifte, 10 velocidades (2.7L y 3.0L)                                                       | 174,8 plg (444 cm) x [70,2 a 71,4 plg (178 a 181 cm)] x [75,9 a 79,3 plg (193 a 201 cm)] (2-puertas) [189,4 a 190,5 plg (481 a 484 cm)] x [70,2 a 71,4 plg (178 a 181 cm)] x [75,9 a 79,3 plg (193 a 201 cm)] (4-puertas) | 100,4 plg (255 cm) (2-puertas) 116,1 plg (295 cm) (4-puertas) |                                 |             |             |

### Ventas
| Año  | Unidades Vendidas |
| ---- | ----------------- |
| 2021 | 35.023            |
| 2022 | 117.057           |

## Conceptos y prototipos

### 1966 Bronco Dune Duster
Para el Auto Show de Detroit de 1965, Ford construyó un roadster Bronco especial:

Según Ford, Una versión especial y personalizada del Bronco de 1966 de Ford Division, el Dune Duster, se exhibirá en el Auto Show de Detroit del 27 de noviembre al 5 de diciembre. El vehículo utilitario/de tipo deportivo fue diseñado en el Centro de Diseño de Ford en Dearborn y construido por Parris Kustom en el norte de Hollywood, California. La pintura exterior es una Golden Saddle Pearl especialmente formulada y las modificaciones incluyen una barra antivuelco aprobada por la NHRA con reposacabezas integrales, un parabrisas diseñado para complementar el contorno de la barra antivuelco, apliques de nogal en los paneles laterales traseros y tubos de escape cromados expuestos. Los detalles interiores personalizados incluyen un volante de nogal y asientos delanteros individuales con refuerzos de gamuza rojiza y cojines y respaldos de cuero perforado. El panel de instrumentos está tapizado con acolchado de gamuza y equipado con perillas de control tapizadas en nogal. Se agregaron asientos plegables al compartimiento trasero sobre las ruedas.y se agregó una cubierta de lona para la protección del compartimiento trasero para sujetar con broches de presión rápidos.

### 1970 Bronco Wildflower
Para 1970, Ford volvió a vestir el Dune Duster como Wildflower:

El Wildflower, una versión especialmente personalizada del popular Bronco con tracción en las cuatro ruedas de Ford Division, seguramente será uno de los autos de exhibición más coloridos que se exhibirán en las exhibiciones automovilísticas de este año. El vehículo único, planeado en el Centro de Diseño de Ford en Dearborn, Michigan, fue ampliamente modificado, por dentro y por fuera, para lograr una apariencia alegre y despreocupada con características adicionales de lujo y seguridad. La característica exterior dominante del Wildflower es el tratamiento de pintura multicolor vivo. El diseño psicodélico de azules, amarillos y rojos se completa con una rejilla rosa.

### 1973 Big Bronco prototypes
En 1973, Ford Advanced Light Truck Engineering desarrolló cuatro futuros prototipos de Ford Bronco. Para igualar mejor el éxito de mercado del Chevrolet Blazer, Ford requirió que sus diseñadores cambiaran de un chasis dedicado usado por la línea de modelos a un Ford F-100 acortado como base para un futuro Bronco.
Apodado "Proyecto Shorthorn", el prototipo se construyó utilizando la parte superior y la puerta trasera de un Chevrolet K5 Blazer, combinándolo con un F-100, de distancia entre ejes más corta. Si bien el uso de componentes de Chevrolet se utilizó únicamente como prueba de concepto, el desarrollo posterior de Ford adoptó un diseño de media cabina. Un objetivo de diseño era el uso de puertas de la serie F, junto con una parte superior removible.
El Proyecto Shorthorn fue uno de los cuatro prototipos, junto con el Longhorn (un SUV estilo vagoneta de cuatro puertas, similar al Chevrolet Suburban), el Midhorn (de un tamaño entre el Jeep Wagoneer y el International Travelall; un precursor del Chevrolet Tahoe) y el Widehorn (un F-100 4x4 de fuselaje ancho, un precursor del Ford Raptor).
Como el desarrollo del Proyecto Shorthorn ocurrió durante la crisis del petróleo de 1973, el programa modelo se pospuso hasta el año modelo 1978, ya que Ford buscaba un resultado más prometedor.
Ya que el Proyecto Longhorn/Midhorn se introdujo para una producción de solo dos años (antes de un rediseño completo). Ford no produciría un SUV de cuatro puertas de producción hasta el Ford Explorer de 1991 (más pequeño que el Midhorn) y el Ford Expedition de 1997 (entre el Midhorn y el Longhorn en tamaño).
Si bien los vagones de cuatro puertas Longhorn/Midhorn vieron una respuesta positiva, finalmente se archivaron, ya que el Proyecto Shorthorn se presentó para una producción de solo dos años (antes de un rediseño completo). Ford no produciría un SUV de cuatro puertas de producción hasta el Ford Explorer de 1991 (más pequeño que el Midhorn) y el Ford Expedition de 1997 (entre el Midhorn y el Longhorn en tamaño).

### 1981 Bronco Montana Lobo
Construido sobre un chasis Bronco de 1977, incluía:

Un par de puertas de burbuja de plexiglás expansivas que se podían quitar y que tenían un vago parecido con la extensión de plástico transparente que pasaba por puertas para cuatro climas en el Dune Duster. Incluía una barra antivuelco que: aunque probablemente no esté certificado por la NHRA y aunque esté integrado con persianas y luces laterales, todavía tenía una forma aerodinámica rugosa como la del Dune Duster. Incluía parachoques de espuma, un cabrestante integrado en el parachoques delantero, una rampa de carga retráctil integrada en el portón trasero, compartimentos de almacenamiento integrados en los costados de la caja, un techo en forma de T y una enorme ventana polarizada entre la cabina y la caja, que se abría

.

### 1988 Bronco DM-1
Construido sobre una plataforma Ford Escort (Norteamérica), el concepto DM-1 fue un "concepto de vehículo con tracción en las 4 ruedas fue el diseño ganador en un concurso patrocinado por Ford para estudiantes de arte industrial. El Sr. Derek Millsap, quien creó el vehículo deportivo utilitario de 5 asientos, prestó sus iniciales al nombre Bronco DM-1. El cuerpo bulboso estaba hecho de fibra de vidrio reforzada con acero y la gran escotilla se extendía hasta el techo".

### 2001 U260
En 1999, Moray Callum desarrolló en secreto un nuevo Bronco, como un simple todoterreno económico con el espíritu del Bronco de primera generación, en lugar de los modelos posteriores de tamaño completo. Planificado como de 2 y 4 puertas, recibió el nombre en código U260, U significa utilidad, 2 significa 2 puertas y 60 se refiere a la plataforma T6 de Ford Ranger que habría usado. Se consideraron los fundamentos de Land Rover, pero se consideró demasiado costoso. El proyecto no avanzó a un estado manejable y se canceló en 2001 debido a los recortes de la compañía derivados del incidente con los neumáticos Firestone y Ford.
El proyecto se reveló públicamente por primera vez en el período previo al lanzamiento de la Bronco de sexta generación, con un modelo de investigación de tamaño completo que se exhibió en el Concours d'Elegance Of America 2021

### 2004 Bronco Concept

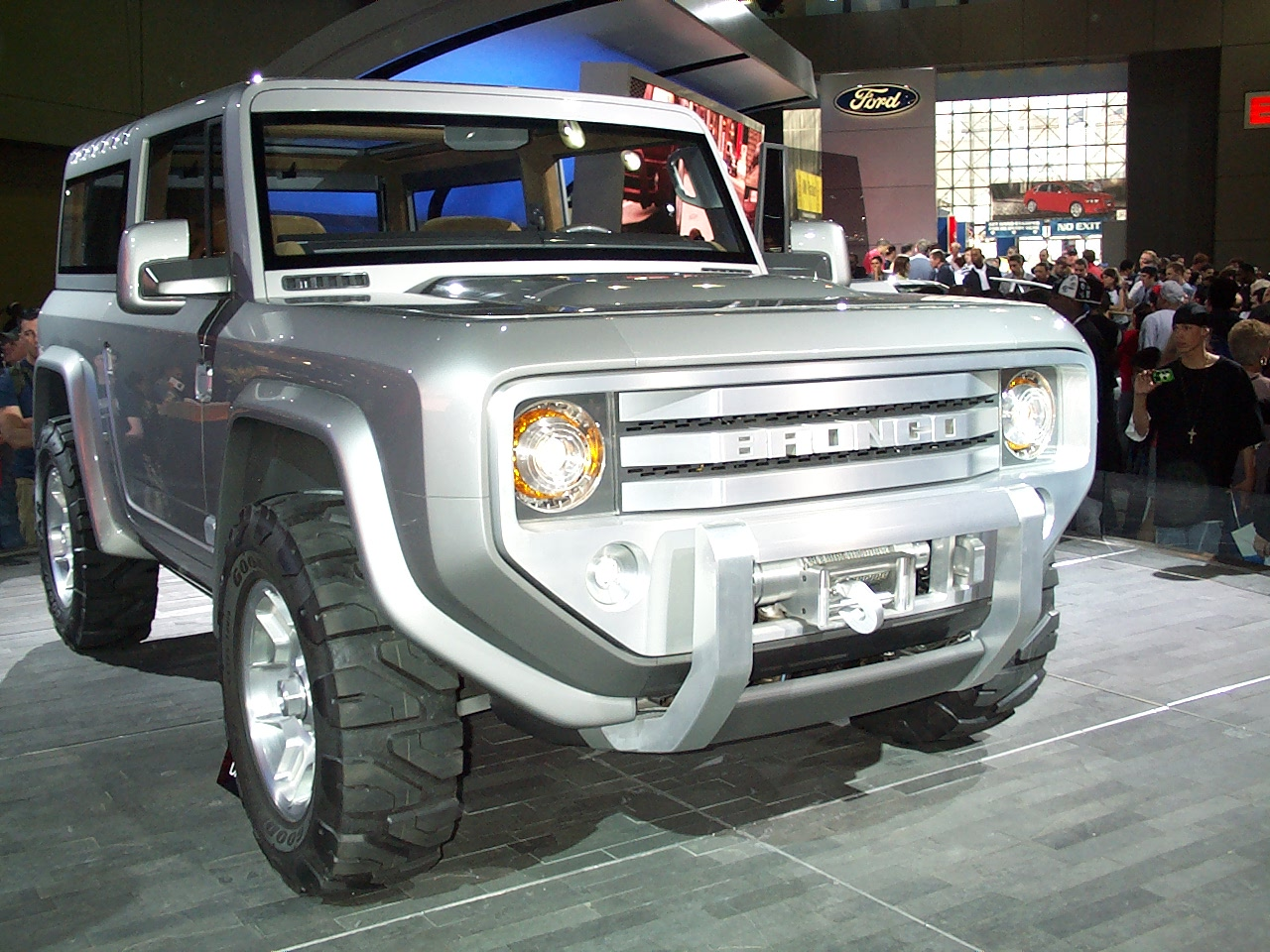
Bronco Concept 2004, New York Auto Show

En el año 2004 se presentó en el Salón del Automóvil Internacional de Norteamérica una versión Bronco Concept (es un coche prototipo hecho para mostrar un concepto, un nuevo diseño y nuevas tecnologías, para medir la reacción de los clientes, que pueden o no tener la oportunidad de ser producidos). El prototipo diseñado tenía mucha similitud con el primer Bronco del año 1966, pero su diseño avanzado lo situaba en una gama de competencia para la década del año 2010.
En el Salón del Automóvil Internacional de Norteamérica de 2004, se presentó un vehículo conceptual Ford Bronco. Inspirado en el Ford Bronco de primera generación (1966-1977), el concepto de 2004 adaptó una distancia entre ejes corta, faros delanteros redondos y una línea de techo cuadrada; el concepto marcó uno de los primeros usos de una parrilla de tres barras en los vehículos Ford. Con un diseño exterior minimalista, el diseño Bronco se presentó junto con un Shelby Cobra Concept en el mismo espectáculo.
Utilizando la plataforma Ford CD2 del Ford Escape, el concepto Bronco estaba propulsado por un motor turbodiésel de cuatro cilindros y 2.0L (del Ford Mondeo) y una transmisión manual de seis velocidades. Reemplazando a ControlTrac II, se diseñó un sistema de tracción en las 4 ruedas "inteligente" para mejorar la estabilidad y el ahorro de combustible.
En 2006 se intentó una nueva producción de Bronco, adaptando el diseño del concepto Bronco sobre el chasis del Ford Ranger. Iba a ser exportado a los EE. UU. desde Sudáfrica, donde se habría construido junto con el Ranger en Pretoria. Se canceló porque se consideró un riesgo debido al aumento de los precios de la gasolina, la desaceleración de las ventas de SUV y el debilitamiento de la economía antes de la Gran Recesión.
El personaje de Dwayne Johnson impulsa el concepto Bronco en su película de 2018, Rampage.

### 2013 Expedition conceptospecial edition
El comercializador de Ford, Mark Grueber, habló de un concepto de construcción de exhibición de Ford Expedition que usaba una insignia trasera Bronco intencionalmente anodina, únicamente para evitar la expiración de la marca registrada Bronco. No está claro a qué concepto se refiere.

### 2020 Bronco R Prototype
En la Baja 1000 de 2019, Ford presentó el prototipo Ford Bronco R con el tren motriz del nuevo Bronco 2021 aún inédito con la intención de probar el motor, la transmisión y el sistema de tracción en las cuatro ruedas que se utilizará en la sexta generación con especificaciones de producción. Potro cerril. Se pensó que la Baja 1000 sería la prueba perfecta para el nuevo vehículo todoterreno que Ford está produciendo, con 1000 millas de algunos de los terrenos más accidentados del mundo. La carrera de 2020 también fue más dura después de sufrir un retraso de 24 horas debido al exceso de lluvia en los días previos al evento. Con la lluvia excesiva, uno de los copilotos de Clase Uno que Ford usó en la carrera se refirió a ella como Mud Bog 1000. 
Mientras que el modelo prototipo Bronco R utilizado para la Baja 1000 compartía algunos componentes con la Bronco de producción, Ford equipó la Bronco R con suspensión de carreras afinada para todoterreno, así como ruedas todoterreno y neumáticos todoterreno de 37 pulgadas.
El Bronco R también usó un tanque de combustible de 70 galones durante la carrera, lo que permitió que el prototipo viajara hasta 315 millas del recorrido antes de recargar combustible. Si bien, esto habría sido una ventaja significativa para el equipo Bronco R, no se aprovechó. El equipo Bronco R hizo una parada cada 130 millas para intercambiar conductores, además de verificar el estado del vehículo y asegurarse de que no se necesitaran reparaciones en ese momento. 
Ford no reveló detalles del motor utilizado en el Bronco R. La única información que se conoce es que el motor era un motor EcoBoost de doble turbo. En lo que respecta al sistema de tracción en las cuatro ruedas, el vehículo no experimentó problemas con las secciones embarradas del recorrido. Si bien los conductores solo tuvieron que usar la tracción en las cuatro ruedas con marchas bajas para salir del lodo espeso, la Bronco R se detuvo varias veces a lo largo del recorrido para sacar a otros competidores del lodo, incluido un camión trofeo de casi 6,000 libras. Si bien el motor, la transmisión y la tracción en las cuatro ruedas de la Bronco R se mantuvieron sin problemas, a muchos de los componentes de la suspensión del mercado de accesorios no les fue igual. Alrededor de la milla 495 de la milla 1000viaje, el eje del lado del pasajero, el brazo de control inferior y la junta homocinética habían sido destruidos. El equipo pudo solucionar la mayoría de los problemas y pudo continuar la carrera hasta alrededor de la milla 580, cuando los ventiladores de enfriamiento del motor comenzaron a fallar (un ventilador se había atascado por completo, mientras que el otro no funcionaba a la velocidad máxima) causando que el Bronco R sobrecalentarse y tener que ser remolcado unas ocho millas hasta la próxima estación de servicio. Después de unos 30 minutos de trabajar en la Bronco R para intentar que volviera a la normalidad, Ford retiró el vehículo de la carrera debido a graves problemas mecánicos.